# アメリカ合衆国

アメリカ合衆国
United States of America

国の標語：E pluribus unum（1776年8月 - 現在）
（ラテン語:多数から一つへ）
In God We Trust（1956年7月 - 現在）
（英語:我らは神を信ずる）
Annuit cœptis
（ラテン語:神は我らの企てに与し給えり）
Novus ordo seclorum
（ラテン語:時代の新秩序）
国歌：The Star-Spangled Banner（英語）
星条旗

アメリカ合衆国（アメリカがっしゅうこく、アメリカ英語: United States of America, USA）は、北アメリカ大陸の中央部および北西部（アラスカ州）に位置し、大西洋および太平洋に面する連邦共和国。略称は合衆国（United States, US）。通称は米国（べいこく）またはアメリカ（America）。首都はコロンビア特別区（ワシントンD.C.）。

## 概要
コロンビア特別区および50州から構成される。うち大陸本土の48州は北のカナダと南のメキシコとの間の北アメリカ大陸中央に位置する。アラスカ州は北アメリカ大陸北西部の角に位置し、東ではカナダと、西ではベーリング海峡を挟んでロシアと国境を接している。ハワイ州は太平洋中部に位置する島嶼群である。アメリカは太平洋およびカリブ海に5つの有人の海外領土を有する。
約1万5000年前、パレオ・インディアンはユーラシア大陸から現在の北アメリカ大陸本土に移住し、ヨーロッパ諸国による植民地化は16世紀に始まった。アメリカ合衆国の建国は、大西洋沿岸に沿って位置する13植民地に端を発する。イギリスと同植民地との間の紛争によってアメリカ合衆国は独立した。1776年7月4日、アメリカ独立戦争におけるイギリスとの交戦時に同植民地の代表はアメリカ独立宣言を全会一致で発布した。(この日はアメリカで「Fourth of July」と呼ばれている。）1783年9月に同戦争はイギリスからのアメリカの独立の承認により終結し、ヨーロッパの植民地帝国を相手に成功した世界初の独立戦争となった。
1787年9月17日、現在のアメリカ合衆国憲法が起草された。集合的に権利章典と名付けられた最初の10の修正案は1791年に批准され、多数の基本的な市民の権利および自由を保証することを目的として策定された。マニフェスト・デスティニーの教義に駆られ、19世紀を通してアメリカ合衆国は先住民の強制退去、新たな領土取得、次第に承認した新たな州により北アメリカの西部へ拡大した。アメリカ合衆国史上唯一の内戦である南北戦争は、アメリカ合衆国における合法的な奴隷制を終焉に至らせた。19世紀末までに、アメリカ合衆国は太平洋まで拡大し、米国経済は成長し始めた。
米西戦争に勝利したアメリカ合衆国は、第一次世界大戦中にイギリスやフランス、日本とともに連合国として参加。本土が戦火に巻き込まれなかったアメリカ合衆国は経済的繁栄を謳歌した。戦後には共産主義国家を広げないためにロシア革命に内政干渉を行い、他の列強と共にシベリア出兵を開始したが、1920年代後半には大恐慌で大打撃をこうむった。
第二次世界大戦には1941年12月に日本軍の真珠湾攻撃により連合国側で参戦し、緒戦では日本軍の前に苦戦を強いられたが、優れた技術力および圧倒的な物量によって連合国を勝利に導いた。戦勝国の中心として世界への影響力を強め、ソビエト連邦と世界を二分する超大国となった。西側諸国の事実上のリーダーとしてソ連を事実上のリーダーとする東側諸国と対立し、冷戦に突入したが、1989年に東欧革命によって社会主義諸国は次々と崩壊、1991年にソビエト連邦が崩壊したことでアメリカが世界唯一の超大国と見做されるようになった。この状態を超大国を上回る極超大国と称されることがあった。
第二次世界大戦の戦勝国である事から、国際連合安全保障理事会の常任理事国であり、国連から核兵器の保有を合法的に認められている他、NATOの加盟国でもある。アメリカ軍（米軍）は陸軍・海軍・空軍・宇宙軍・海兵隊・沿岸警備隊で構成されており、北米（アメリカ北方軍）・アジア（アメリカインド太平洋軍）・欧州（アメリカ欧州軍）・アフリカ（アメリカアフリカ軍）・中東（アメリカ中央軍）・南米（アメリカ南方軍）など世界中の国家（170か国ほど）に多数の駐留軍事拠点（米軍基地）を設置し、同盟国などの国家安全保障を担っている。
2000年代に入り、経済面でヨーロッパ諸国の衰退と日本がバブル崩壊によって先進国が長期低迷しているという反面、自国の金融とIT企業が急成長し世界に影響力を高めた。
アメリカ合衆国は、2018年の世界の軍事支出の36%を占める世界最大の軍事大国である。世界で初めて核兵器を開発した国であり、日本への原子爆弾投下によって戦争において核兵器を使用したことがある唯一の国である。
2020年代まで、アメリカ合衆国が事実上唯一の世界の超大国として君臨していた。
2023年現在、アメリカ合衆国は国際社会に最も多大な影響を及ぼす政治的・経済的・軍事的大国であり、世界で最も民族的に多様かつ多文化な国のひとつである他、科学研究および技術革新における世界のリーダー的存在であるともされている。アメリカ合衆国のピュー研究所の調査によると、2020年代には、中華人民共和国が経済面ではアメリカ合衆国に匹敵し始めたが、軍事力ではアメリカ合衆国が圧倒的に上回っており、経済・軍事的に台頭する中華人民共和国やロシアなどとの間で新冷戦と呼ばれる状況に突入している。
アメリカ合衆国は先進国であり、世界最大規模の国民経済を有する経済大国である。世界貿易機関、G7、G20、経済協力開発機構、北大西洋条約機構（NATO）、米州機構、米州相互援助条約などの加盟国でもある。米国経済は、豊富な天然資源および労働者の高度な生産性によって支えられている。アメリカ合衆国は脱工業化社会であるとされている一方で、世界最大の製造国のひとつであり続けている。

## 国号
1507年、ドイツ人地図製作者のマルティン・ヴァルトゼーミュラーは、イタリア人探検家および地図製作者のアメリゴ・ヴェスプッチの名をとって西半球の陸地をアメリカ州と名付けた世界地図を作成した。
United States of America（ユナイテッド・ステイツ・オヴ・アメリカ）という言葉の最初の文書証拠は、大陸軍ジョージ・ワシントンの副官および検閲官の大将であるスティーブン・モイランにより書かれた1776年1月2日付の手紙である。手紙はジョセフ・リード中佐宛で、革命戦争において「アメリカ合衆国の大量で十分な力」でスペインを支援する嘆願をモイランは記した。
「United States of America」という言葉が最初に公開出版された証拠は、1776年4月6日にバージニア州・ウィリアムズバーグのザ・バージニア・ガゼット紙面に匿名で書かれたエッセイである。1776年6月、トーマス・ジェファーソンは独立宣言の「原草稿」の見出しにすべて大文字で書かれた「UNITED STATES OF AMERICA」という言葉を加えた。独立宣言の7月4日の最終版において、表題の該当する部分は「アメリカ合衆国13州一致の宣言」に変更された。1777年に連合規約が発布され、「連合の名称を『United States of America』と定める」と規定した。
短縮形は「United States」が標準的であり、単に「United States」と表すだけで「アメリカ合衆国」とする場合が多い。ほかの一般的な形式は、「U.S.」「USA」および「America」である。ほかに口語での名称として「U.S. of A.」があり、国際的には「States」がある。18世紀後半の詩歌において人気な名称である「コロンビア」は、クリストファー・コロンブスが起源であり、コロンビア特別区の名に見られる。
英語以外の言語において、アメリカの名称は「United States」または「United States of America」のいずれかの、口語では「America」の翻訳であることが多い。加えて、USAのような略称はときどき用いられる。東アジアでも、｢America」を「亞米利加」｢亞美利加」｢米利堅」｢美利堅」などと音訳し、｢United States」を「合衆国」と翻訳することで、日本語では「アメリカ合衆国」｢米国｣、中国語、朝鮮語、ベトナム語では「美利堅合衆國」｢美國」と漢字表記する。この漢字表記は歴史上一定していたわけではなく、｢亜墨利加」｢亜国」などの表記が用いられたことがあった。一方、英語名称の翻訳を由来としない名称としては、ベトナム語でのアメリカの名称である「Hoa Kỳ」（花旗）があり、これは中国南部でのアメリカ合衆国の国旗の古称「花旗」およびアメリカの古称「花旗国」に由来する。
「United States」という言葉は、1865年批准のアメリカ合衆国憲法修正第13条にみられる、「the United States are」のように、本来は独立州の集合体を表現した複数形として扱われていた。南北戦争終結後には、「the United States is」のように単数形として扱うことが一般的になった。要は複数の州が集結して一つの国家になったものといえよう。現在は単数形が標準的であり、複数形は「these United States」のような慣用句にその形を留める。その違いは州の集合体および単一体の間の違いを反映しており、慣用以上の重要なものとされている。
アメリカ合衆国国民の標準的な言及方法は、「Americans」である。「United States」「American」および「U.S.」は、「American values」および「U.S. forces」のように形容詞的に国を言及するのに用いられる。Americanは、アメリカ合衆国と関連のないものへの言及には英語ではほとんど用いられない。

### 日本語における名称
日本語においては、単に「アメリカ」、もしくは「アメリカ（亜米利加）合衆国」の通称として「米国」（べいこく）・「米」（べい）と呼ばれる場合が多い。公用文では「米国」が使用されており、「アメリカ」呼称は口語もしくはテレビのニュースなどで用いられることが多い（NHKなど）。
尚、戦時下においては国民やマスメディア、大本営発表内での呼称として、「鬼畜米国」(きちくべいこく)、「敵米国」(てきべいこく)や、イギリスと合わせて「鬼畜米英」(きちくべいえい)等と呼称されていた。
ただし、上述のように「アメリカ」はアメリカ大陸全体を指すので、正しくはない。在日米国大使館・領事館などはそのウェブサイトにおいて自国の事を一貫して「米国」と記述している。

## 歴史

### 新大陸の到達

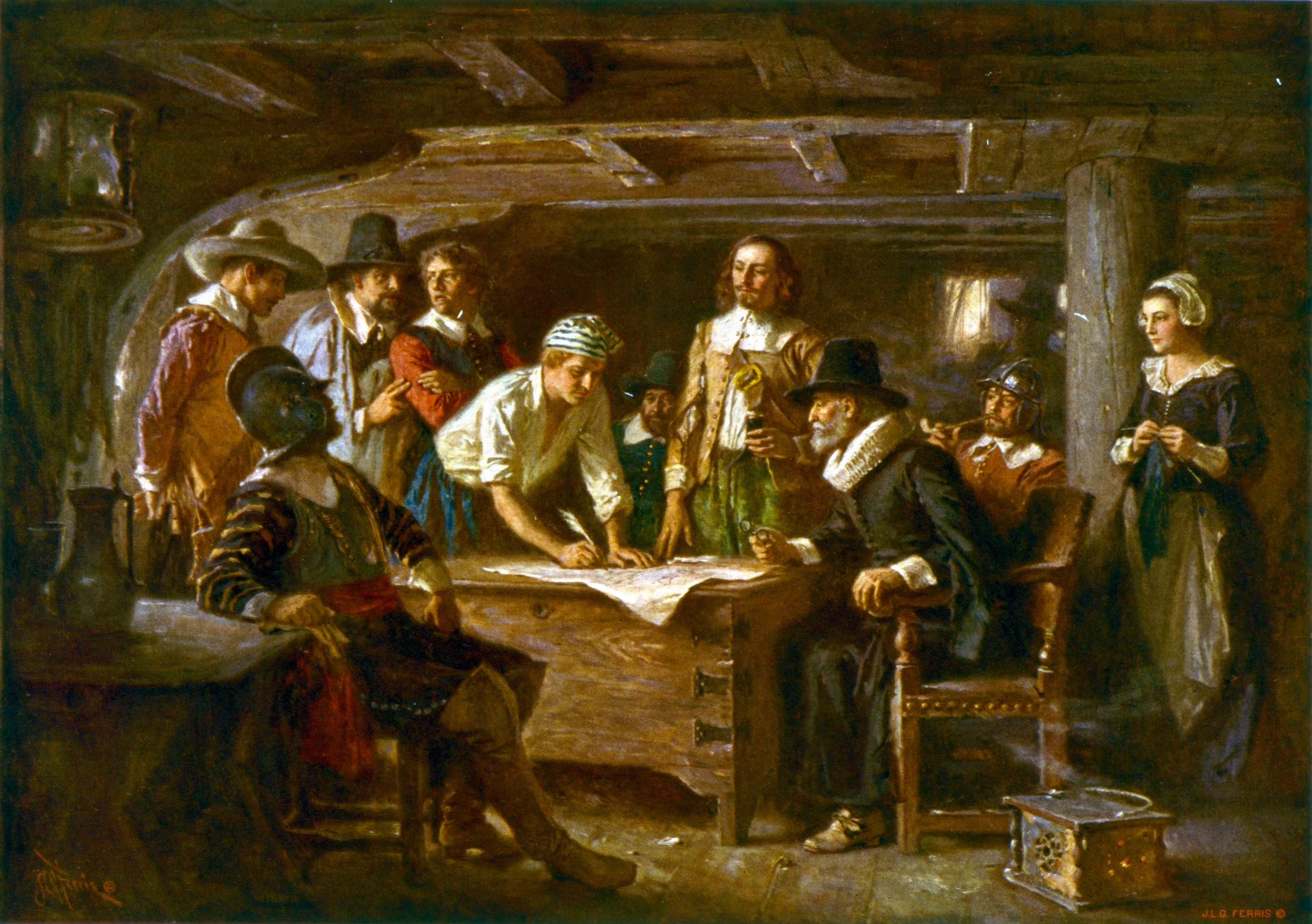
1620年、メイフラワー誓約の署名

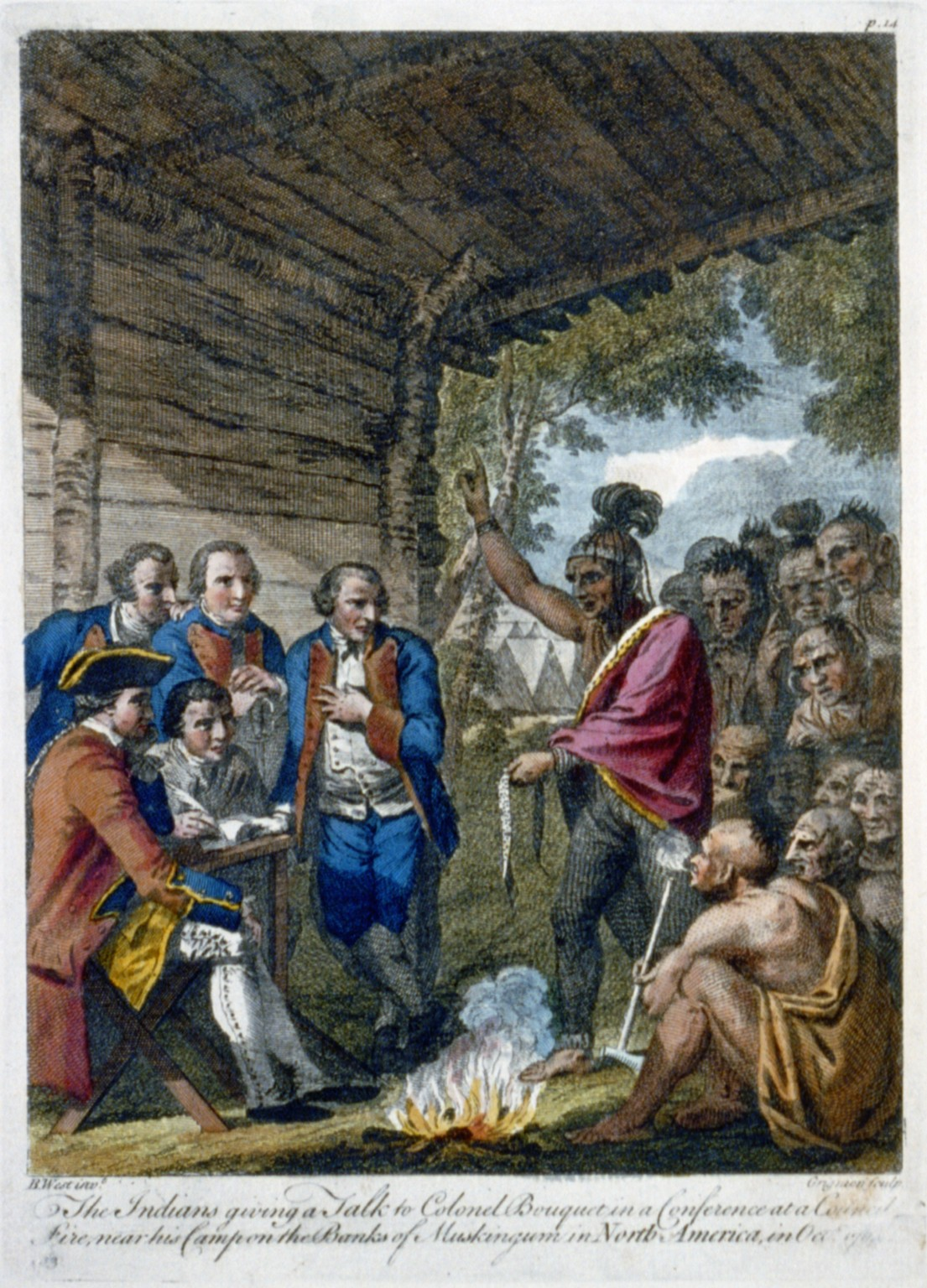
1764年、ヨーロッパ人（左）と会うネイティブ・アメリカン（右）

イタリア（ジェノヴァ）人のクリストファー・コロンブスはスペイン女王イサベル1世の承諾を受け、大西洋周りによるアジア諸国への到達を志したが、1492年に現在の西インド諸島にたどり着いた。当初は東アジアの一部と考えられていたが、現在の大陸名の由来ともなるイタリアの探検家アメリゴ・ヴェスプッチの主張をもとに新たな大陸とされた。その後、ドイツの地図製作者マルティン・ヴァルトゼーミュラーがアメリカ大陸と命名し、その名が定着していった。
これを契機に、ヨーロッパ諸国によるアメリカ大陸への侵略が開始した。イタリアのジョン・カボットが北アメリカ大陸の東海岸を探検し、イギリスがニューイングランド植民地の領有を宣言し、フランスもジャック・カルティエがセントローレンス川を探検したあと、その一帯をヌーベルフランス植民地とするなど、南北アメリカ大陸の探検と開拓が開始した。
のちに、アメリカ人は「明白な天命（マニフェスト・デスティニー）」をスローガンに奥地への開拓を進め、たとえ貧民でも自らの労働で土地を得て豊かな暮らしを手にすることができるという文化を形成して「自由と民主主義」理念の源流を形成した。その成功が誇張も含めて旧大陸に伝来し、さらに各地からの移民を誘発することになった。それと同時に、先住民であるネイティブ・アメリカンの大量虐殺や追放をして彼らの土地を強奪していった。

### グレートブリテン王国（イギリス）からの独立
| 国璽（表） |  | 国璽（裏） |
| 国璽（表） |  | 国璽（裏） |

ジョン・トランブル画『独立宣言』：1776年、第2回大陸会議へ草稿を提示する5人の委員

北米大陸にヨーロッパ諸国が植民地支配を展開する中、イギリスと13植民地との間に経済・租税措置を巡って対立が生じた。1775年にアメリカ独立戦争が勃発すると、1776年7月4日に独立宣言を発表し、イギリスの優位性を崩すためにフランスと同盟を締結した。

### 13植民地の独立とアメリカ合衆国の建国
この7月4日は現在も「独立記念日」として、クリスマス、感謝祭と並び、米国の代表的な祝日とされる。13植民地が勝利すると1783年にパリ条約が締結され、「アメリカ合衆国」として正式に独立（建国）し、独立した13州に加えてミシシッピ川以東と五大湖以南をイギリスから割譲された。

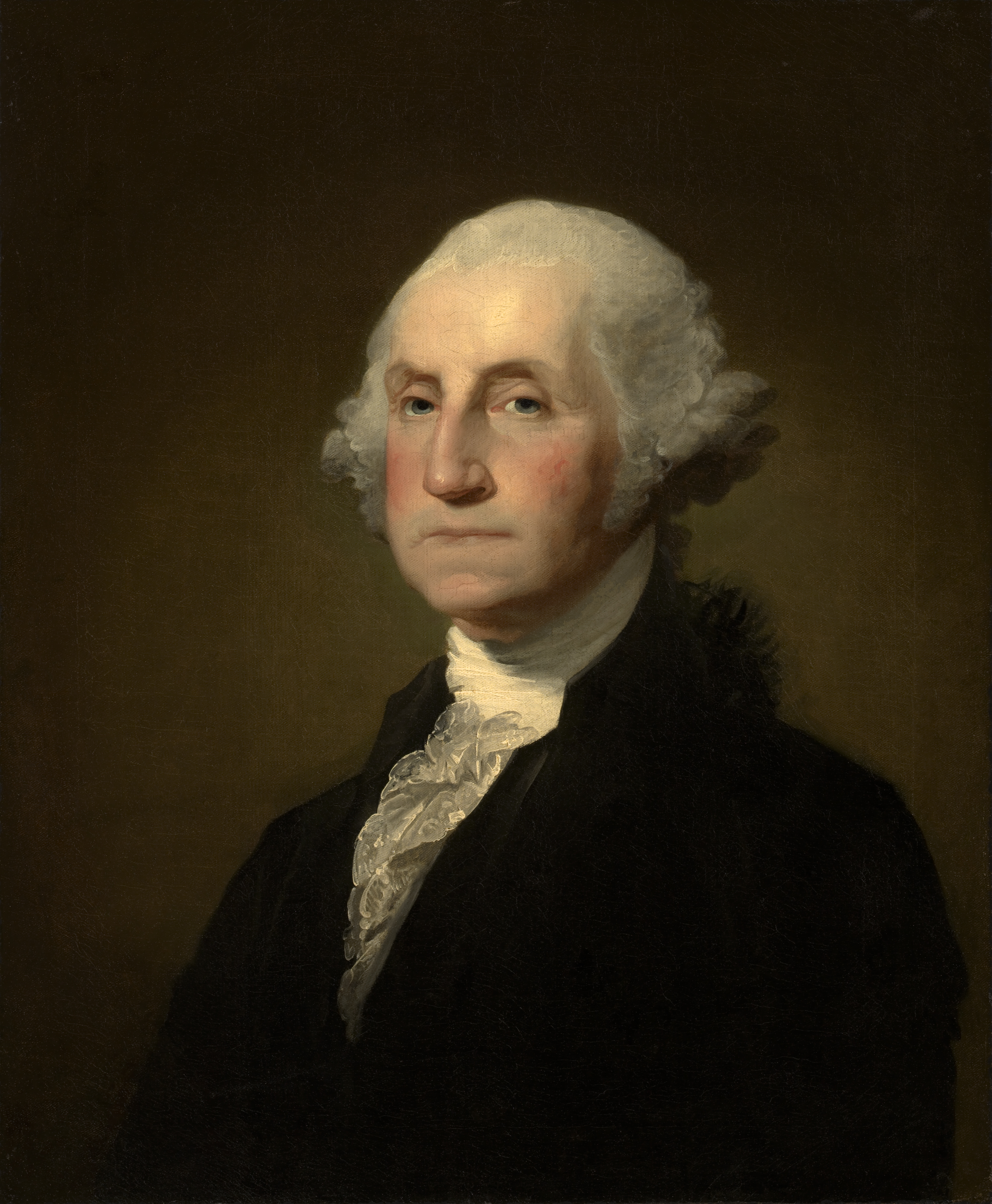
初代アメリカ合衆国大統領 ジョージ・ワシントン。アメリカ合衆国 建国の父の一員とされている。

1787年9月17日には、連合規約に代わる中央集権的な合衆国憲法が激論の末に制定された。1789年3月4日に発効され、同年に初代大統領として大陸軍司令官であったジョージ・ワシントンが就任した。
アメリカは、「自由」と「民主主義」を標榜したことから、近代の共和制国家としても、当時としては稀有な民主主義国家であった。しかし、女性やアフリカ大陸から強制的に連行させられた黒人奴隷、アメリカ先住民の権利はほとんど保障されなかった。その結果、奴隷制度と人種差別が独立後のアメリカに長く残ることとなった。

### 西部開拓と南北戦争

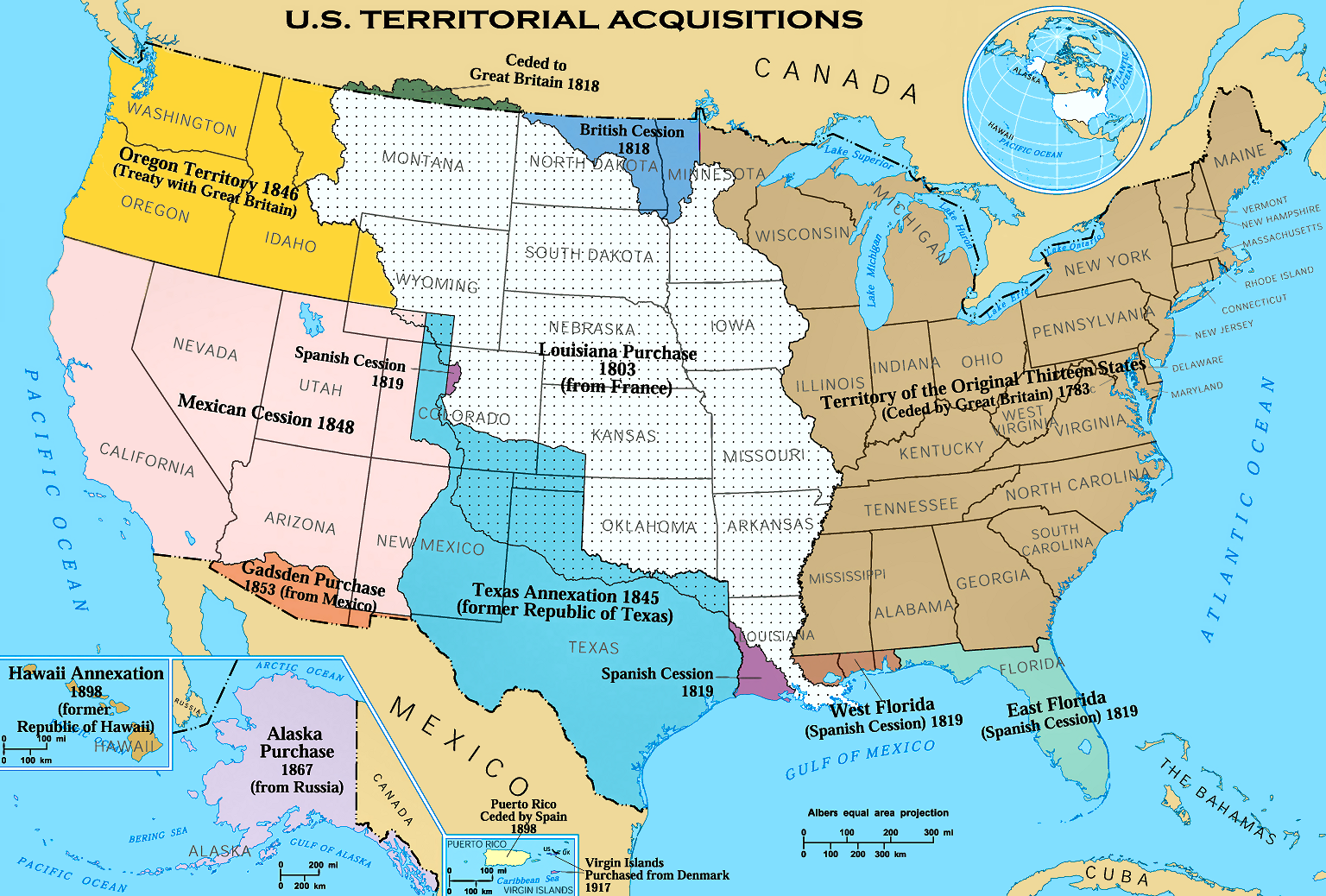
米国の領土拡張の推移である。18世紀以後、各領土は州として承認された。

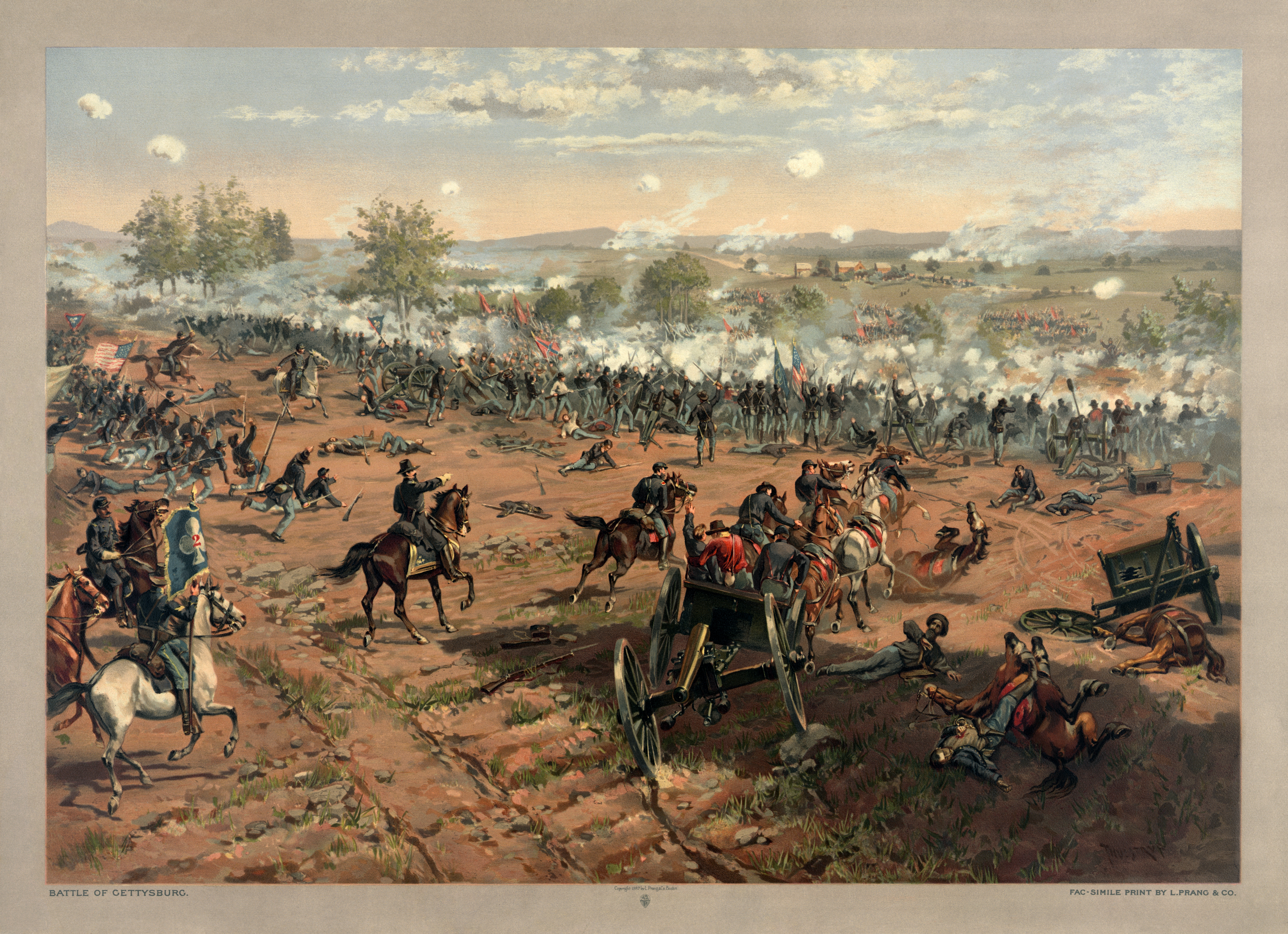
南北戦争で事実上の決戦となったゲティスバーグの戦い

1791年、ウィスキー税反乱が発生したものの、連邦政府の勝利に終わった。北西インディアン戦争勝利により、1795年に北西部を獲得した。未開の地であった西部の勢力拡大を企図して、1803年のフランス領ルイジアナ買収を実施したが、イギリスが西部開拓を阻んだため、1812年に米英戦争が勃発するも1814年にガン条約を締結して事態は収拾し、西部へ進出した。

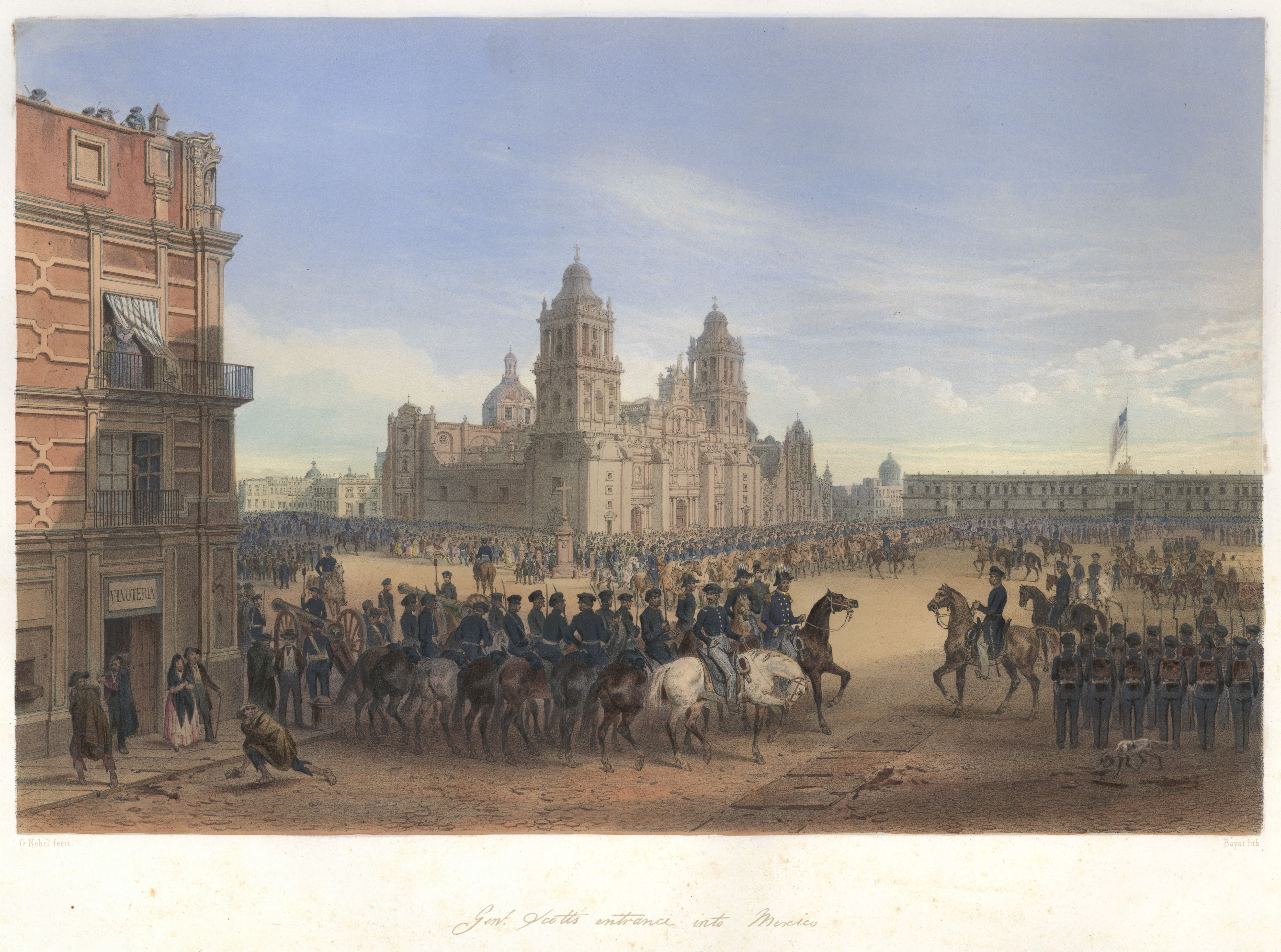
アメリカ合衆国軍事占領下のメキシコシティ（1847年）

入植時からの先住民との戦争を継続しながらも、1819年のスペイン領フロリダ買収、1830年のインディアン移住法によりインディアンを強制的に西部に移住させると、1836年のメキシコ領テキサスでのテキサス共和国樹立と1845年のアメリカへの併合、1846年のオレゴン条約、および米墨戦争によるメキシコ割譲により、領土は西海岸にまで達した。現在のアメリカ本土と呼ばれる北米大陸エリアを確立したのである。
それと同時期に遠洋捕鯨が盛んになり、太平洋にも進出を開始した。1850年代、鎖国状態だった日本へ食料や燃料調達のために開国させることを目的に米軍艦を派遣した。2つの不平等条約を締結した上で開国させた。以後、アジア外交にも力を入れるようになった。

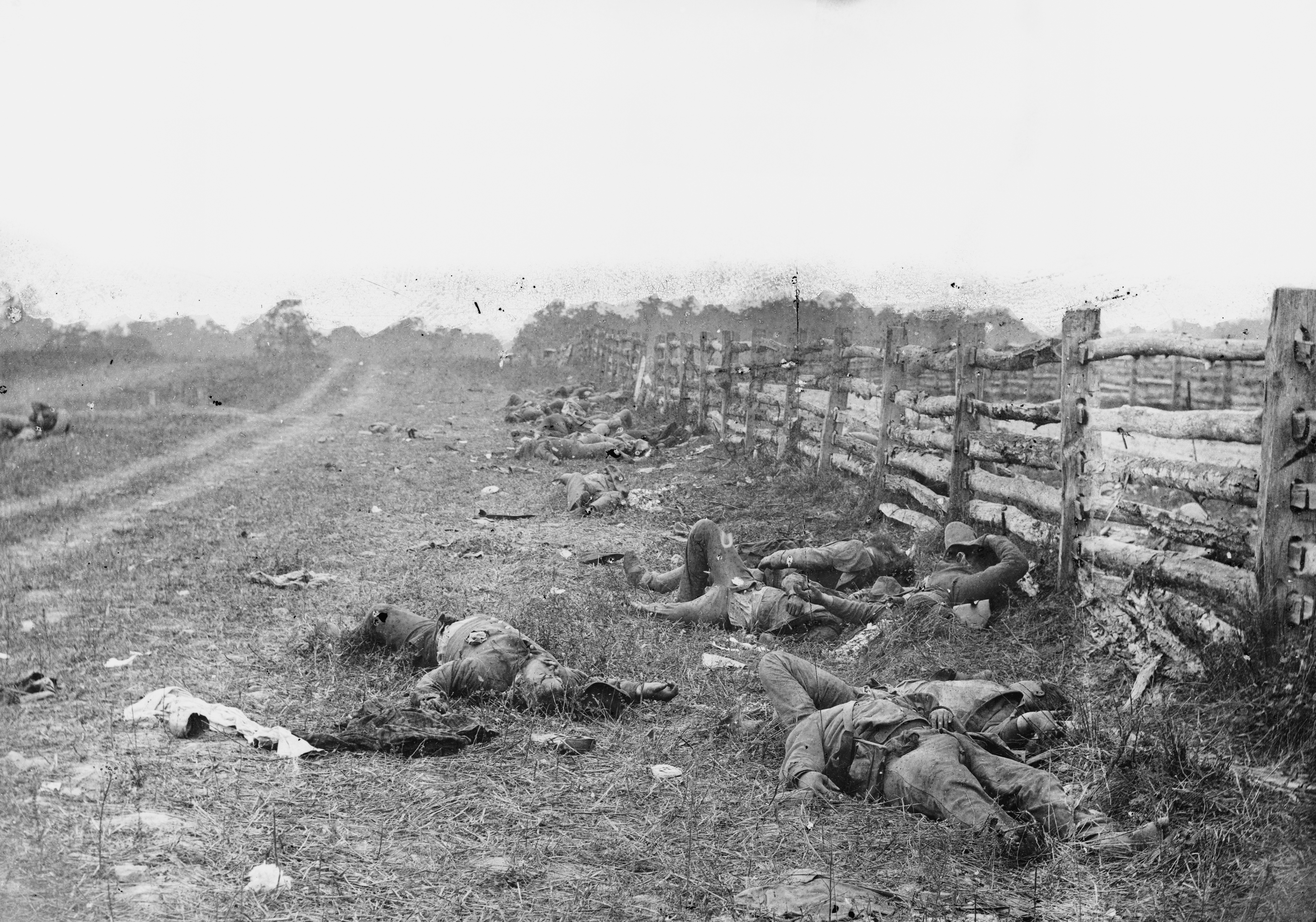
南北戦争によって大量の戦死者を出したアメリカ兵。全体でも60万人以上発生したとされる。

1861年、奴隷制廃止に異を唱えて独立宣言を発した南部の連合国と北部の合衆国の間で南北戦争が勃発し、国家分裂の危機を迎えた。これを受けて1862年に当時の大統領エイブラハム・リンカーンによって奴隷解放宣言が発表され、1865年に南北戦争はアメリカ合衆国の勝利で終結し、アメリカ連合国は解体された。しかし、法の上でのアフリカ系アメリカ人や先住民など、その他の少数民族に対する人種差別はその後も継続することになる。
南北戦争後、鉄道網の発達と共に本格的な西部開拓時代に突入した。19世紀後半には、鉄鋼業や石油業が繁栄したことによってアメリカ経済が大きく躍進することになった。

### 海外進出

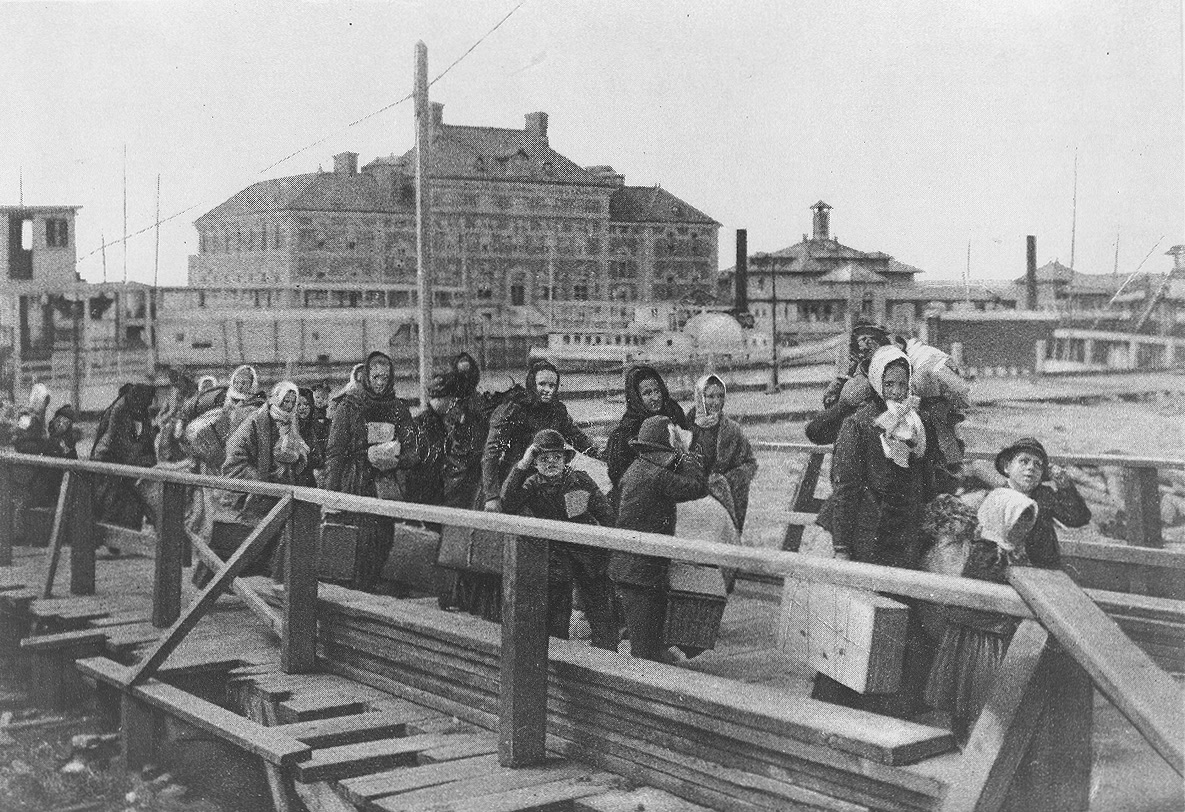
移民流入の主な玄関口であったニューヨーク・エリス島

南北戦争後も諸外国との戦争などを通して、海外領土の拡大が続けられた。1867年にはアラスカをロシア帝国から購入し、1898年にはハワイ王国が併合され、スペインとの米西戦争に勝利してグアム、フィリピン、プエルトリコを植民地にし、キューバを保護国に指定した。これにより、現在の北米・太平洋圏でのアメリカ領土が確立した。また1899年から1946年にかけて、スペインに代わってフィリピンを支配した。
1900年には義和団の乱平定に八カ国連合軍として清に派兵した。1904年の日露戦争にアメリカ合衆国は干渉し、日本とロシア帝国の両国はアメリカ合衆国連邦政府の斡旋の下で、講和条約としてポーツマス条約を締結させた。
1910年代から外国人土地法を徐々に施行し、有色人種に対する圧力を強化した。1919年、「国際連盟規約」中に人種差別の撤廃を明記するべきという 人種的差別撤廃提案に当時のアメリカ合衆国大統領ウッドロウ・ウィルソンは反対した。
米比戦争を勃発しアメリカ合衆国が勝利した後には、数十万人のフィリピン人を虐殺した上で独立運動を鎮圧したが、1934年には議会がフィリピン独立法（タイディングス＝マクダフィ法）を制定、10年後の独立を認めた。しかし、フィリピン独立準備政府（フィリピン・コモンウェルス）は日本軍の侵攻により1942年にアメリカに亡命した。

### 第一次世界大戦
1914年7月28日にヨーロッパで勃発した第一次世界大戦では、当初は中立を守る一方で、1915年にハイチ、1916年にドミニカ共和国に出兵して占領を開始した。
アメリカ合衆国は軍政を展開したことで西半球における権益確保政策を進めた。ルシタニア号事件などの影響もあり、次第に連合国に傾き、1917年には連合国側として参戦した。1918年には共産主義の拡大を防ぐ目的でシベリア出兵を実施した。
1918年11月11日に終結した第一次世界大戦後は、1919年のパリ講和会議で当時の大統領ウッドロウ・ウィルソンの主導によって国際連盟設立と人種差別撤廃案阻止に大きな役目を担う。モンロー主義を提唱してヨーロッパへの不干渉およびラテンアメリカに対する権益の維持をしようとするアメリカ合衆国上院の反対により国際連盟への加盟は実現しなかったが、他の戦勝国とともに5大国の一員として注目された。1920年代にはアメリカン・アニメーションの黄金時代とも呼ばれ、アニメーション産業が活発化した。
国内では首都ワシントンをはじめとする多くの都市で「赤い夏」などの人種暴動により数万人が死傷した。1924年には排日移民法を施行して人種差別政策を強めた。1927年に出兵していたニカラグアでサンディーノ将軍の率いるゲリラが海兵隊を攻撃したため、1933年にアメリカ軍はニカラグアから撤退し、従来の政策から善隣外交（Good Neighbor policy）に外交政策を移行した。

### 戦間期
続く1920年代のバブル経済に基づく空前の繁栄「轟く20年代」が起こるが、1929年10月29日ウォール街・ニューヨーク証券取引所で発生した株の大暴落「暗黒の木曜日」が契機となり、1939年まで続く世界恐慌が始まった。この世界恐慌によって、労働者や失業者による暴動が頻発するなど多大な社会的不安を招いた。
当時の大統領フランクリン・ルーズベルトが実施したニューディール政策により経済と雇用の回復を目指したものの、1930年代末期まで経済も雇用も世界恐慌以前の水準には回復せず、第二次世界大戦の戦時経済によって世界恐慌以前の水準を上回る、著しい経済の拡大と雇用の回復が実現された。一方で、経済不況を受けてドイツ、イタリア、日本などでナチズム、ファシズム、軍国主義が1930年代前半から台頭し始め、のちの第二次世界大戦の起因となった。

### 第二次世界大戦

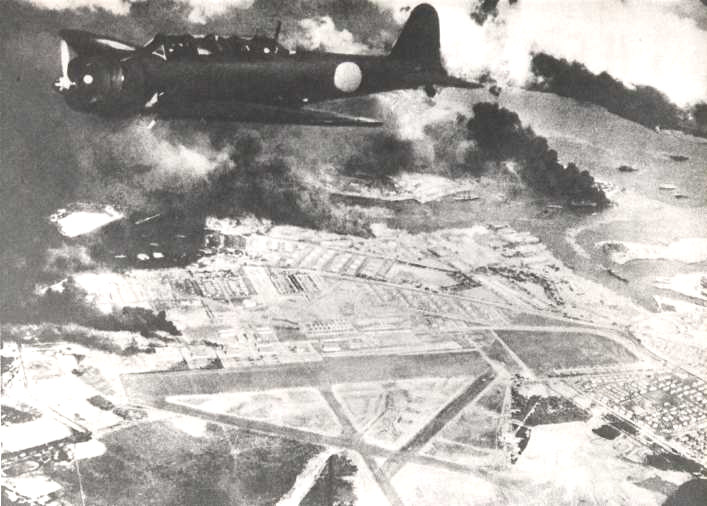
アメリカ合衆国のハワイを攻撃する日本軍機（1941年）

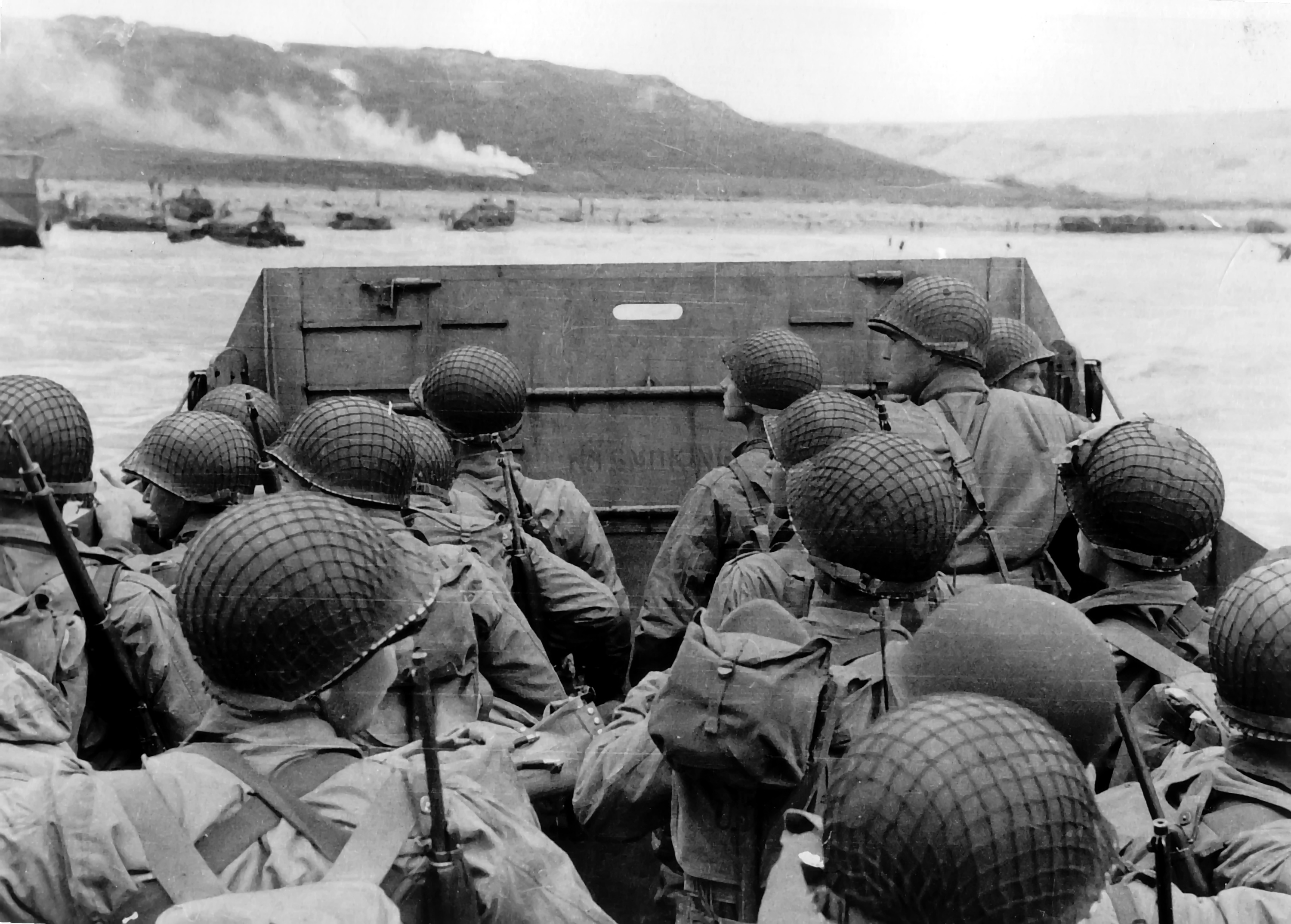
オマハ・ビーチに接近するアメリカ軍（1944年）

1939年9月1日にドイツ軍がポーランドに侵攻し、ヨーロッパで第二次世界大戦が勃発した当初は中立政策は維持していたものの、1941年にはレンドリース法の施行により、イギリス・ソビエト連邦・自由フランス・中華民国に大規模な軍需物資の支援を実施し、日本のアジア進出に対してABCD包囲網を形成した。1941年12月7日（日本時間：12月8日）に日本軍による真珠湾攻撃があり、これを契機にイギリスやソ連が中心となっていた連合国の一員として参戦した。
開戦後まもなく、日系アメリカ人や南米諸国の日系人のみを強制収容所に連行した（日系人の強制収容）。日系人男性はアメリカ兵として忠誠を示すために戦闘に参加した。日本海軍機によるアメリカ本土空襲などの、数回にわたる西海岸への攻撃はあったものの、本土への被害はほとんどなく、事実上の連合諸国への軍事物資の供給工場として機能し、あわせてドイツ、イタリア、日本の三国同盟を軸とする枢軸国に対する戦闘でも大きな役割を果たした。1943年夏頃からはヨーロッパ戦線や南太平洋戦線においてイギリス軍や中華民国軍、オーストラリア軍らとともに本格的な反攻作戦を開始。1944年にはパリの解放を行ったものの、フランス国内における米兵の犯罪が多発した。
また、敵国であったドイツや日本だけでなく、または同盟国であった中国に対する戦略爆撃・無差別爆撃を実施した。1944年、中国本土爆撃（漢口空襲）では市街地の50%以上が焼失した。アメリカ軍が行った日本本土空襲の中でも、1945年3月10日の東京大空襲では推定約14万人、ドイツに関してもドレスデン爆撃で最大20万人を死傷させた。

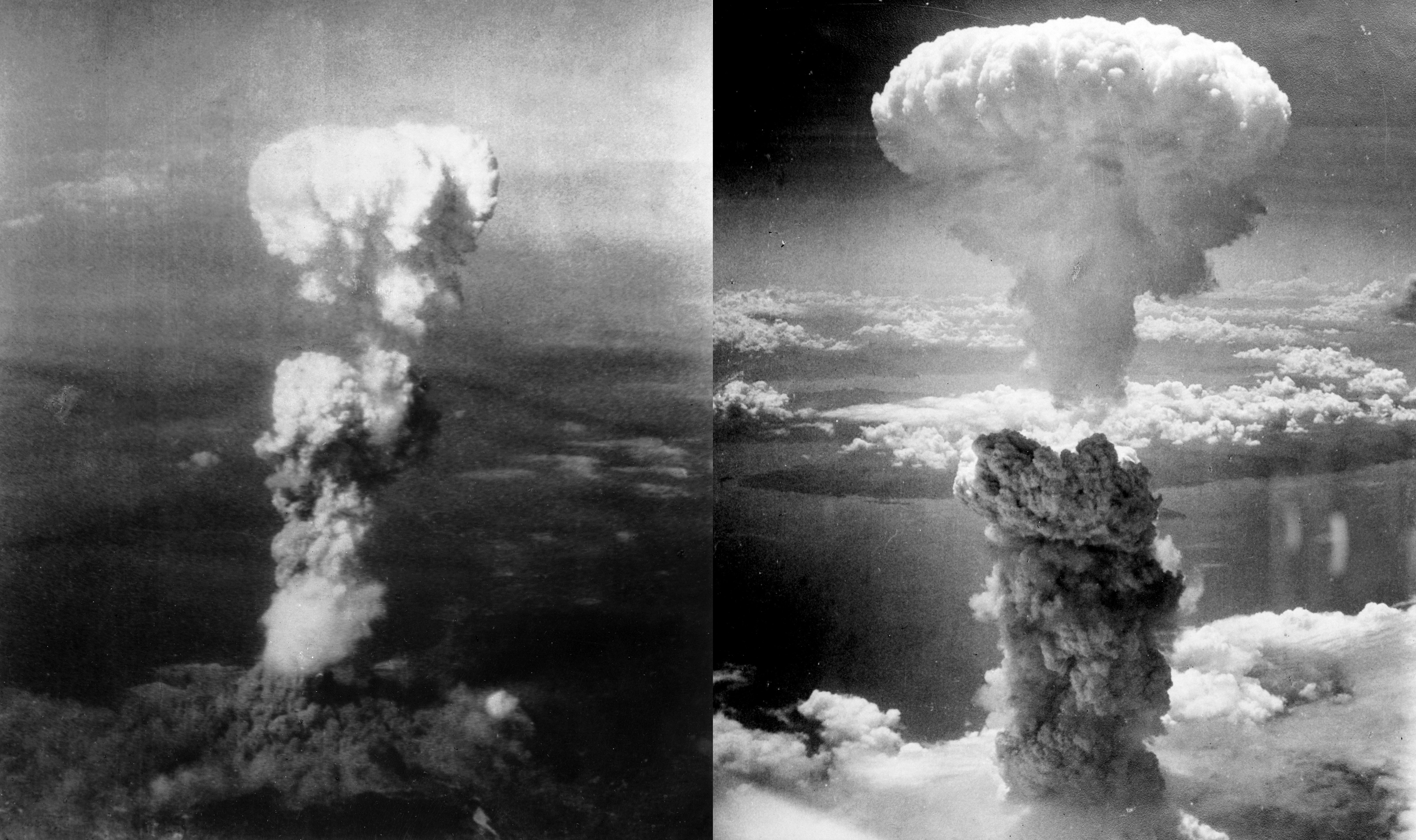
アメリカ軍は日本への原子爆弾投下（広島・長崎）を実施した。

1945年5月8日にはドイツが連合国に対して無条件降伏した。1945年8月には、イタリアやドイツなど枢軸国からの亡命科学者の協力を得て原子爆弾を完成させた。同年、アメリカ合衆国は世界で初めて一般市民を標的に、日本の広島（8月6日）と長崎（8月9日）に人類史上初の核兵器を投下し、推定で合計約29万人が死傷した。8月15日に日本がポツダム宣言を受諾して降伏し、同年9月2日の日本全権による連合国への降伏文書調印をもって第二次世界大戦は終結した。
第二次世界大戦以前は非戦争時にはGDPに対する軍事費の比率は1%未満から1%台で、GDPに対する軍事費の比率が低い国だったが、第二次世界大戦で史上最大の軍拡（後述）を実施したことで、各種関連企業が潤うことで著しく軍事偏重状態になり、ボーイングやグラマン、フォードやグッドイヤーなどによる軍産複合体が政治に影響力を行使する恐れがあると批判されるようになった。
アメリカ合衆国は、大戦における主な戦場から地理的に離れていたことから本土にほとんど戦災被害を受けなかった。戦勝国として日本の委任統治領であったマーシャル諸島、マリアナ諸島、カロリン諸島などの太平洋の島々を新たに信託統治領として獲得するとともに、敗戦後の日本やドイツを統治した。1946年からマーシャル諸島でクロスロード作戦などの大規模な原水爆実験を繰り返して核大国としての地位を固める。核拡散防止条約（NPT）はアメリカを核兵器国と定義し、原子力平和利用の権利（第4条）と核不拡散（第1条）・核軍縮交渉（第6条）義務を定めている。
以後、世界最強の経済力と軍事力を保持する超大国として、「自由と民主主義」の理念を目的・大義名分として冷戦期およびそれ以後の外交をリードする事になる。

### 戦後とソ連との冷戦

1985年、ジュネーブにて、ミハイル・ゴルバチョフ・ソ連書記長と会談する米大統領ロナルド・レーガン

第二次大戦後は、連合国としてともに戦ったソ連との冷たい戦争（冷戦）が始まった。一時は上院議員ジョセフ・マッカーシーらに主導された赤狩り旋風（マッカーシズム）が発生するなど、世論を巻き込んで共産主義の打倒を掲げた。
冷戦においては、ソ連を盟主とした東側諸国の共産主義・社会主義陣営に対抗する西側諸国の資本主義・自由主義陣営の盟主として、西ヨーロッパ諸国や日本、韓国、中華民国（台湾）などに経済支援や軍事同盟締結などで支援した。共産主義国家を除く世界の大半の国に影響力を広めることになった。
アメリカ合衆国は北大西洋条約機構（NATO）によって、ソビエト連邦はワルシャワ条約機構によって他国に多数の自国の軍事基地を設立させていった。核兵器を保有していないドイツやイタリア、オランダなどの国内にもアメリカ軍基地の他に核兵器を設置した（核シェアリング）。しかし、発射の決定権は全てアメリカ連邦政府が保持していたため安全保障面で疑問視された。
戦勝国であり核兵器までも保有しているイギリスにも1万人を超えるアメリカ兵と在英アメリカ軍が、また上記以外にもトルコやノルウェー、スペインやサウジアラビアにもアメリカ軍が駐留し、西側諸国の上空を守っていた。アジアでも朝鮮戦争停戦後、韓国には在韓米軍やフィリピン、タイに駐留した。日本にも日米安保条約に基づき在日米軍が数万人駐留している。
同時に南アメリカもアメリカ合衆国の政策の影響力により、アメリカ合衆国寄りとして政策を続けられたため、「合衆国の裏庭」と批判されるほどであったが、キューバ革命以降はキューバと敵対している。
冷戦期には朝鮮戦争、ベトナム戦争など世界各地の紛争に介入している。グレナダ侵攻の際は宣戦布告を行わないまま開始した。ベトナム戦争ではトンキン湾事件で事実を一部捏造し本格的介入に踏み込んだ。核兵器の製造競争などもあり、ジョン・F・ケネディ政権下の時代にソ連との間でキューバ危機が起こるなど、核戦争の危機もたびたび発生し、1963年にはケネディ大統領暗殺事件が発生した。
冷戦中に「自由と民主主義の保護」の理念を掲げたが、国益追求もひとつの目的でもあった。実力行使で理念と矛盾する事態を発生させ、ベトナムへの介入は西側・東側諸国を問わずに大きな非難を呼び、国内世論の分裂を招いた。「反共産主義」であるという理由だけでアジアやラテンアメリカ諸国をはじめとする世界の右派軍事独裁政府への支援や軍人に対しても、パナマの米州学校で「死の部隊」の訓練を行った。こうして育てられた各国の軍人は母国でクーデターや内戦を起こし、母国民に対して政治的不安定と貧困をもたらす結果となった。
同時に、大戦の後遺症に苦しむ同盟国への支援と安全保障の提供は、経済成長をもたらす一因ともなって東側との大きな生活水準格差を生み出し、のちに東欧革命の原動力の起因となった。

### 人種差別と公民権運動
「民主主義国家」を標榜するアメリカであったが、1862年の奴隷解放宣言以降や第二次世界大戦後に至っても南部を中心に白人による人種差別が法律で承認され、一部の州では結婚も禁止する人種差別国家でもあった。1967年まで16州で白人が非白人と結婚することを禁じていたが、アメリカ最高裁判所が異人種間結婚を否定する法律を憲法違反と判断した。1960年代にはこのような状態に抗議するキング牧師を中心としたアフリカ系アメリカ人などが、法の上での差別撤廃を訴える公民権運動を行った結果、1964年7月に当時の大統領リンドン・ジョンソンの下で公民権法（人種・宗教・性・出身国による差別禁止）が制定された。
差別撤廃のための法的制度の整備は進んだものの、現在に至るまでヨーロッパ系移民およびその子孫が人口の大半を占め、社会的少数者の先住民やユダヤ系移民、非白人系移民とその子孫（アフリカ系、ヒスパニック、アジア系など）などの少数民族に対する人種差別問題は解消していない（アメリカ合衆国の人種差別）。それは就職の際の格差などから、警察官が人種の相違を理由に不公平な扱いをしたといった問題としてロス暴動のような大きな事件の原因となることすらある。アフリカ人への奴隷貿易や先住民虐殺の国家的行為に基づく歴史的事実については、連邦政府としてはいまだに謝罪していない。1965年、中米紛争の一環として、再びドミニカ共和国の占領、1983年、ロナルド・レーガン政権は、宣戦布告なしでグレナダ侵攻と1986年にはリビアへの無差別爆撃を開始した。

### 冷戦終結と貿易赤字と単独主義
1989年の冷戦終結と1991年のソビエト連邦の崩壊によって、結果的に事実上アメリカ合衆国側（自由主義陣営）の勝利となり、以後唯一の超大国として「世界の警察（globocop）」と呼ばれ、冷戦後の世界はパクス・アメリカーナとも呼ばれるようになった。冷戦時代から引き続いて、日本、韓国、サウジアラビア、ドイツ、イギリス、イタリア、オーストラリア、エジプト、ベルギー、スペインやトルコ、ルーマニアやデンマーク、ノルウェーなど国外の戦略的に重要な地域に米軍基地を現在も駐留・維持し続け、1989年にはジョージ・H・W・ブッシュ政権の元、パナマ侵攻を決行し、1990年には湾岸戦争と各国の紛争や戦争に介入した。パナマ侵攻は国連での手続きもないアメリカ単独の武力侵攻のため、国連総会は軍事介入を強く遺憾とする決議を採択した。石油ショック以降の原油の値上がりによって基幹産業のひとつである自動車産業などが大きな影響を受け、1970年代以降は日本や西ドイツなどの先進工業国との貿易赤字に悩ませられることとなる。しかしこのころよりハイテク・半導体技術と産業、とりわけ集積回路（IC）がムーアの法則に従って急速に発達し始め、のちのAI革命に繋がった。1970年代に入ると日本との貿易摩擦が表面化し、日本との経済的な対立を引き起こした。労働者や議員がハンマーで日本製品を壊すという現象も発生した。バブル崩壊以降は日本との大きな経済対立はしていないものの、近年は、中華人民共和国に対する貿易赤字が膨張しているほか、インドなどへの技能職の流出が問題となっている。経済がグローバル化し冷戦時代に軍事用として開発されたインターネット・ITが民間に開放され、流行した。1993年からの民主党のビル・クリントン政権下では、ITバブルと呼ばれるほどの空前の好景気を謳歌した。

### テロとの戦い
21世紀に入って間もなく、2001年9月11日に発生したアメリカ同時多発テロ事件を境に「テロとの戦い」を宣言して世界の情勢は劇的に変化し、各国間の関係にも大きな変化が起こるきっかけとなった。ただし、このテロ事件を起こしたアルカーイダの母体となる組織に、ソ連のアフガニスタン紛争時に資金提供していたのは米国であった。

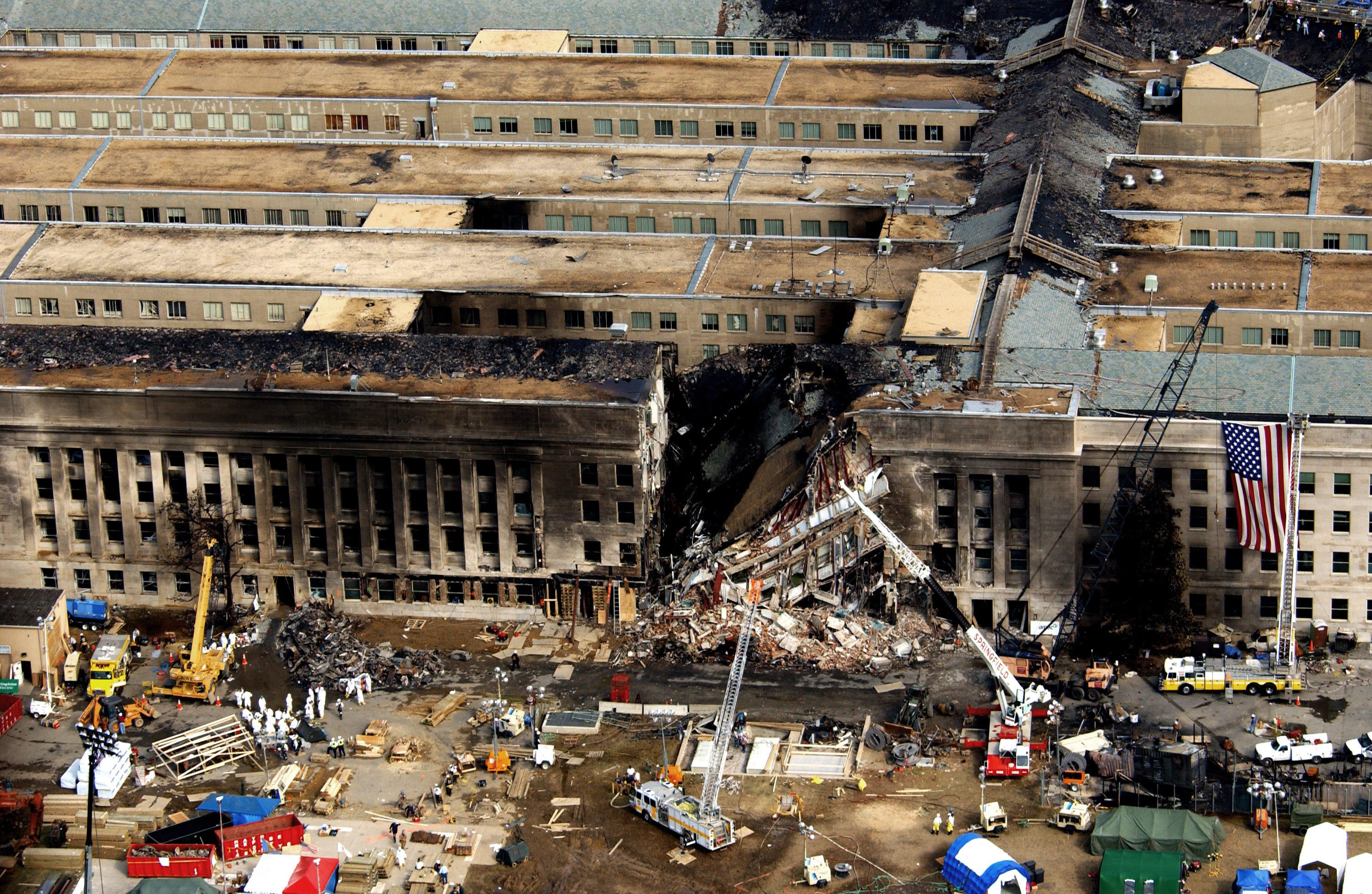
アメリカ国防総省の本部のペンタゴンに突入した痕跡。

同年、当時の大統領ジョージ・W・ブッシュは、テロを引き起こしたアルカーイダをかくまったタリバーン政権を攻撃するため、10月にアフガニスタン侵攻を開始した。約3か月で目的を達成し、傀儡政権を樹立したが、タリバーンを全滅することはできず、危害を加えたことで市民からも支持されず、統治に約20年と2.26兆ドルを費やした後、最終的に米軍は撤退し、タリバーンは急速に勢力を回復して再び政権を奪還。米国最長の戦争は「敗北」とも言われる幕引きとなった。
後述のイラク戦争も含めた中東作戦では、戦死者以上の自殺数を出した兵士の心的外傷後ストレス障害（PTSD）が社会問題になった。
2002年にはイラン、イラク、北朝鮮を悪の枢軸と呼び、2003年3月には、イラクを大量破壊兵器保有を理由に中華人民共和国・ロシア・ドイツなどの反対を押し切ってイラク戦争に踏み切ったが、大量破壊兵器は見つからず「石油を狙った侵略行為」と批判する声があがった。後に、ブッシュ大統領はイラクの大量破壊兵器保有の情報が誤りであったことを認めた。イラク戦争勝利後、アメリカ合衆国はイラク共和国への軍事占領を開始した。
2005年には、テロ対策を目的に連邦情報機関および連邦政府が大統領令に基づき、具体的な法令的根拠・令状なしに国内での盗聴・検閲などの監視が可能となり、アメリカ合衆国で事業展開する通信機器メーカーはすべての製品にこれを実現する機能を具備することが義務付けられている（詳しくはCALEA）。
ノーベル平和賞を受賞した南アフリカ共和国のデズモンド・ムピロ・ツツ元南アフリカ聖公会大主教は、イラク戦争開戦の責任を問い、ジョージ・W・ブッシュ元大統領とトニー・ブレア元英国首相をアフリカとアジアの指導者たちと同様に裁くため国際刑事裁判所に提訴するよう呼び掛けている。
2008年米大統領選で、イラク駐留米軍の早期撤退を公約とするバラク・オバマが当選。2009年1月に就任すると、翌月には2010年8月末までにイラクからほとんどの米軍部隊を撤退させ、同国での戦闘任務を終了させることを発表した。度々の延期がありながらも、2011年末の完全撤退が決まり、2011年12月14日にオバマ大統領はイラク戦争終結を宣言した。また、同年には、アメリカ海軍特殊戦開発グループがウサーマ・ビン・ラーディンを殺害し、米軍はアフガニスタンからも撤退し始めた。そして2013年にオバマは「米国は世界の警察官ではない」と発言した。一方、ISILが台頭したことで2014年に生来の決意作戦を決行するため米軍をイラクへ再派遣したほか、シリアではISISからの油田防衛を名目に米軍を駐留させ、石油を盗取している疑惑がある。
オバマは「核なき世界」を訴え、ノーベル平和賞を受賞したが、その後も中東への派兵は続き素質に値するのかという議論も巻き起こった。オバマは「変革」と「国際協調」を訴え、人種差別のさらなる解決や国民皆保険の整備、グリーン・ニューディールなどの政策を通じた金融危機、環境問題、国際情勢の改善に積極的に取り組むことを表明した。
また、人権擁護団体「南部貧困法律センター」によると、2009年にバラク・オバマという初のアフリカ系黒人大統領が誕生して以降、ヨーロッパ系白人の非白人種に対する反発が強くなり、人種偏見に基づくとみられる事件が増加および過激化しており、南部では共和党員の約半数が異人種間結婚（白人と非白人の結婚）は違法にするべきと世論調査会社「パブリック・ポリシー」の調査に回答している。

### 一極支配の弱まりと中露との対立

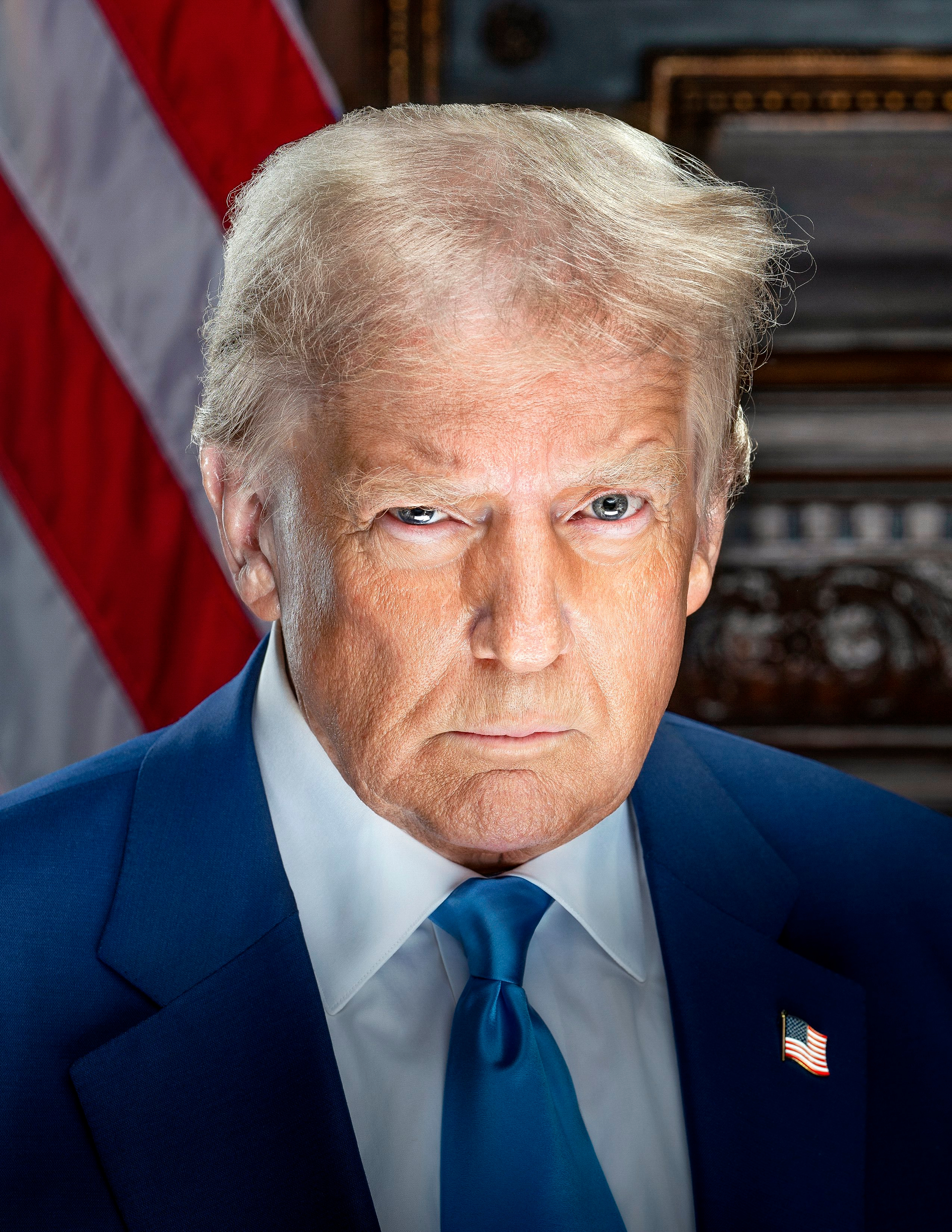
ドナルド・トランプ
第47代大統領

2017年、「アメリカ第一主義（アメリカ・ファースト）」を掲げた実業家出身で軍歴が無い異色の人物であるドナルド・トランプが2016年アメリカ合衆国大統領選挙に勝利した。しかし、トランプの登場はアメリカ合衆国の社会を分断させ、政権下では国務長官をはじめ政府高官が次々に交代するなど、政治的にも混乱した。また、外交では国際協定から次々に離脱し、孤立主義を深めていく。さらに、ガーセム・ソレイマーニーの殺害や米中貿易戦争を起こすなど、緊張感を高める行動もあった。
2020年1月後半から新型コロナウイルス感染症の世界的流行が発生。トランプの感染症に対する軽視もあり、アメリカはパンデミック中心地の一つとなり、南北戦争やスペイン風邪を上回る多数の死者を出したほかロックダウンなどで経済的にも大きな打撃を受けた。また、有色人種へのヘイトクライム・ヘイトスピーチやブラック・ライヴズ・マター運動などが発生し、人種間、イデオロギー間での分断が深まっていった。この年の大統領選挙では民主党のジョー・バイデンが勝利したが、接戦で分断を象徴する結果になった。さらに、トランプは敗北宣言を認めず、選挙で不正が行われたと主張した。この対立が引き金となって、2021年にはトランプ支持者による合衆国議会議事堂が襲撃される事件が発生した。
バイデン政権下では、新型コロナウイルス対策が重点的に取り組まれ、感染者の大幅な減少と好景気をもたらしたが、急激なインフレも起きて批判を受けた。外交ではウイグル自治区をめぐる疑惑や台湾問題などの人権問題、そして経済分野において中華人民共和国との対立を深め、「新冷戦」とも表現される状態になった。また、2022年にロシアがウクライナに全面的な軍事侵攻を行った際には、ロシアと関連が疑われるベラルーシに経済制裁を行った。各国のウクライナへの軍事的及び経済的な支援を主導し、同盟国からの信頼を回復した。一方、不法移民の増加は国内の不満を高めた。
2024年アメリカ合衆国大統領選挙ではバイデンが撤退したのち、再びドナルド・トランプが勝利して大統領に復帰した。得票率の差はわずか1.5%の歴史的接戦だった。再び就任したトランプは、WHOからの離脱への指示、トランプ支持者による合衆国議会議事堂が襲撃される事件の受刑者の恩赦を含めた大統領令に署名など、「アメリカ第一主義」への回帰を目指している（「第2次トランプ政権」及び「第2次ドナルド・トランプ内閣」も参照）。

## 政治
| アメリカ合衆国議会議事堂上院（左）、下院（右）  |  | アメリカ合衆国大統領府であるホワイトハウス |  | アメリカ合衆国最高裁が行われる最高裁判所 |
| アメリカ合衆国議会議事堂 上院（左）、下院（右） |  | アメリカ合衆国大統領府であるホワイトハウス |  | アメリカ合衆国最高裁が行われる最高裁判所 |

アメリカの政治制度

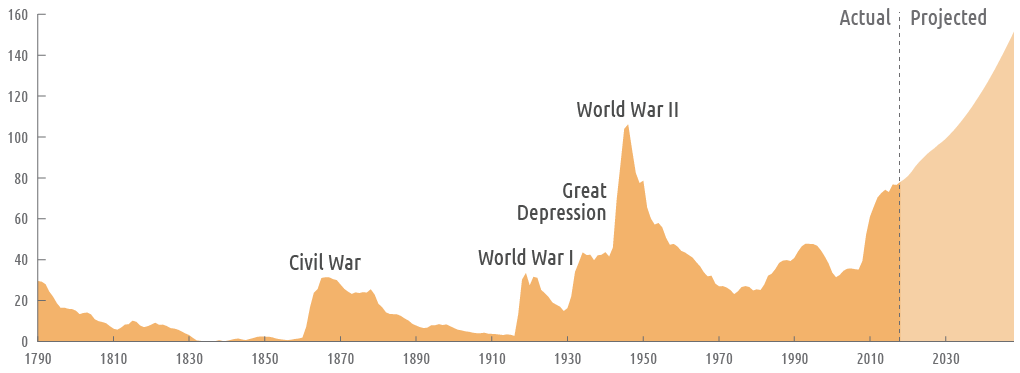
1790年から2013年における米国債残高の対GDP比

政治体制は50州とコロンビア特別区で構成される連邦共和制国家である。連邦政府は、立法、行政、司法の三権分立制をとるが、その分立の程度が徹底していることが大きな特徴である。
元首であり、かつ行政の長であるアメリカ合衆国大統領は、間接選挙で大統領選挙人を介し、選出される。任期は4年となっており、3選は禁止。行政府は、大統領と各省長官が率いる。
立法府は上院と下院から構成される両院制（二院制）の議会である。上院は、各州から2議席ずつの計100議席、任期は6年で2年ごとに3分の1ずつ改選。下院は、各州の人口を考慮した定数の合計435議席（その他に投票権のない海外領土の代表など5人）からなり、任期は2年。一般的に、上院は上流層の意見を反映し、下院は中流層、下流層の意見を反映しているとされている。大統領は上下両院のバランスをとる役割を期待されている。
議席は歴史背景から共和党と民主党による二大政党制が確立している。基本的に東西両海岸沿いに民主党支持者が多く、中部に共和党支持者が多いという地域的特色があるとされる調査結果が出ている（赤い州・青い州）。ほかにも少数政党はいくつか存在するが二大政党を覆す程には至らず、時折選挙戦で注目を浴びる程度である。

### 法制度
イギリスから独立した経緯から、アメリカ法にはイギリスの法思想の影響がみられる。

#### 憲法

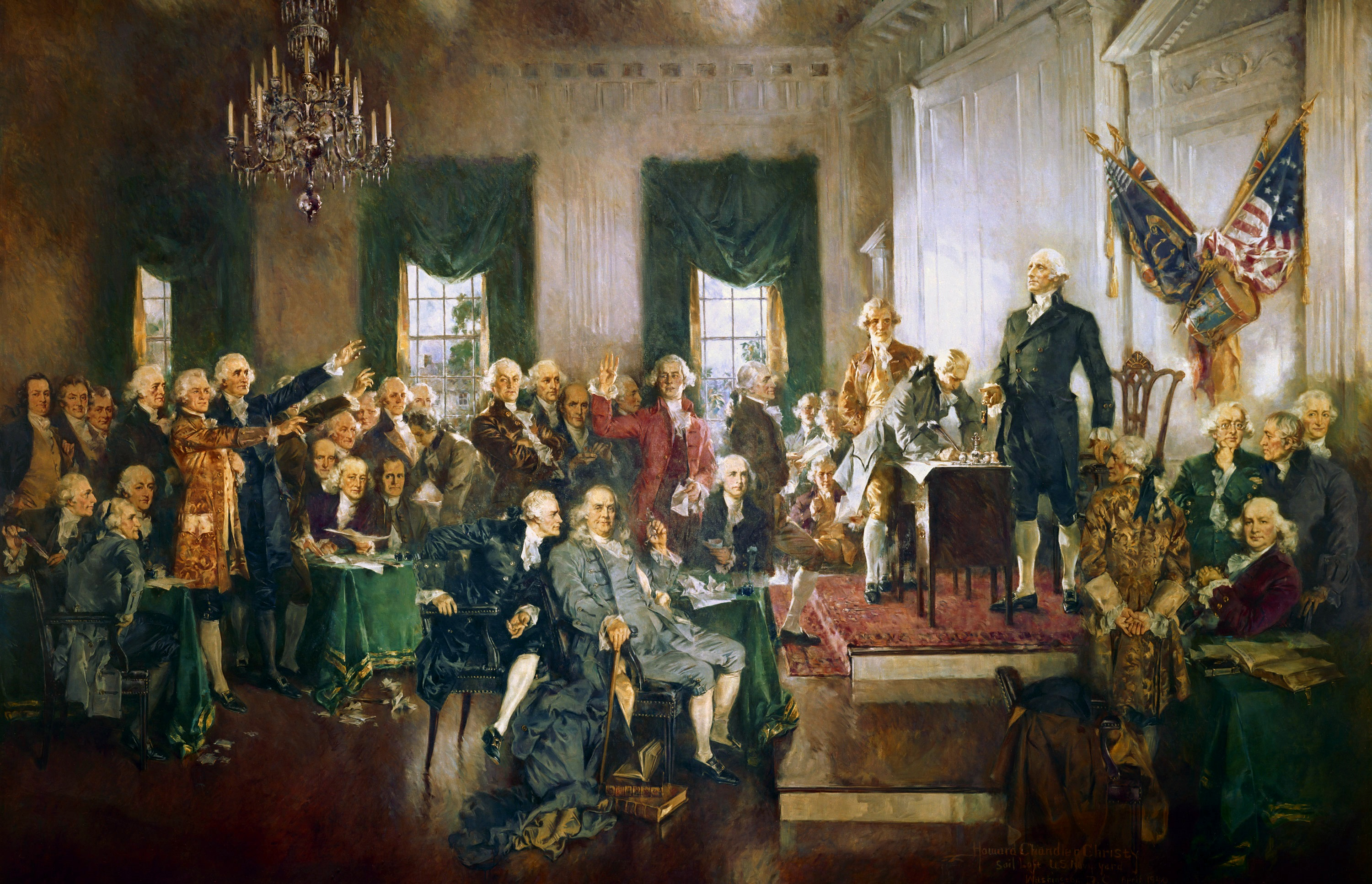
アメリカ合衆国憲法への署名

アメリカ合衆国はイギリスの不文憲法の伝統から離れて、成文憲法であるアメリカ合衆国憲法を成立させた。1787年9月17日に作成され、1788年に発効し、現在も機能している世界最古の成文憲法であり、後の憲法史に大きな影響を与えた。
アメリカ合衆国憲法は合衆国に連邦の構造を与え、立法、行政、司法の三権分立とその相互抑制均衡を成文で制度化している。また基本的人権のカタログでもある。憲法 第6条では、アメリカ合衆国は立憲主義をとることを宣明している。

#### 州法
各州が独自の立法機関、そして州立の裁判所を設置し独自の州憲法と州法を有する。連邦法は全州にわたって効力を有するものとして上位に位置するものではあるが、各州の自治が歴史的に尊重されていたこともあり、各州法の地位は「国の法律」ともいえるほど高い。
アメリカ合衆国憲法により、連邦法を制定することができる分野は、国家としての対外的な規律に関わる問題や、州をまたぐ通商に関連する事項などに限定されていることから、会社法なども州法において規定されている。これらの影響により現在も禁酒法がところにより残っている。

#### 訴訟社会
訴訟社会としても知られ、国内に弁護士が100万人もおり、人口比では日本の25倍になる。アメリカ人自身からも「スーイズム」と称される、過度の訴訟による弊害がたびたび指摘され、所謂マクドナルド・コーヒー事件はその代表例として有名になった。これは国民が多文化・多宗教の混合であるため、共通する価値判断基準が法律以外にないからだという意見がある。また、日本では制限されている弁護士の宣伝広告活動が認められていることから、弁護士本人が出演するCMがテレビで放送される事も多い。営業活動に熱心な弁護士を揶揄する「アンビュランス・チェイサー（事故や事件で負傷者が出ると、搬送先の病院で被害者に賠償請求訴訟を起こすよう勧めるため救急車を追いかける弁護士の意）」というスラングがある。

#### 法の下の平等
独立宣言には「すべての人民は法のもとに平等である」と謳われており（第16代アメリカ合衆国大統領エイブラハム・リンカ（ー）ンにより）、すべての国民は国家との法的権利義務において等しく扱われ、人種、信条、性別によって不当な扱いを受けないという原則を示している。この原則はアメリカ合衆国憲法修正第14条に端的に現れている。しかし実際のところ、女性、黒人奴隷および先住民が真の法の下の平等を勝ち取ったのは建国から200年近くも後のことである。アメリカ合衆国で女性参政権が認められたのは1920年であり、アフリカ系アメリカ人と先住民族が法のもとにほかの人種と同等の権利を保証されるようになるまでには20世紀半ばの公民権運動の勃興を待たねばならなかった。
19世紀後半以降にアメリカ合衆国への移民が増加するに従い、アングロ・サクソン系以外の移民を制限するための法律が連邦議会で次々に可決された。1882年に中国人（当時の国名は清）の移民を禁止する中国人排斥法が制定され、1924年には日本で「排日移民法」として知られているジョンソン・リード移民法が制定されて、新たに移民できる外国人の数を合衆国内にすでに居住している同じ人種の人口によって決めることで、実質的にアジアと東欧および南欧からの移民を制限した。連邦レベルで移民の人種的制限が完全に撤廃されたのは1965年のハート・セラー移民帰化法においてである。
第二次世界大戦が勃発すると、米国西海岸に居住する日系アメリカ人は米国の市民権を持つアメリカ人であるにもかかわらず「敵性外国人」として市民権を剥奪され、強制収容所に送られた（詳しくは日系人の強制収容を参照）。同じ理由から、アメリカの影響下にあったラテンアメリカ13か国の日系人もアメリカに強制連行された。この一連の強制収容により多くの日系人が財産や生活の基盤を失い、戦後7年が過ぎた1952年の移民国籍法の施行まで市民権は回復されなかった。
「自由の国」を自称しているとはいえ、上記のように法の上での人種差別が近年まで残っていたうえ、現在も人種差別はあらゆる場面にみられる。常識を超えた程度ではあるが、アメリカ合衆国における有色人種の雇用における差別は、ほとんどのヨーロッパ諸国に比べてまだ少ない。アメリカ合衆国の問題は人種差別の度合いというよりも、平和そのものが世界平均を下回っているという事実である。ピューリタニズム・キリスト教右派の考えの影響から性に関する問題には厳しいところもあり、州によっては婚前交渉や同棲が認められておらず、刑罰の対象となる場合もある。妊娠中絶を合法化すべきかどうか、死刑制度を認めるかどうかなどの点で宗教的価値観などの多様性を背景とした国家レベルでの議論が繰り返されている。

## 国際関係

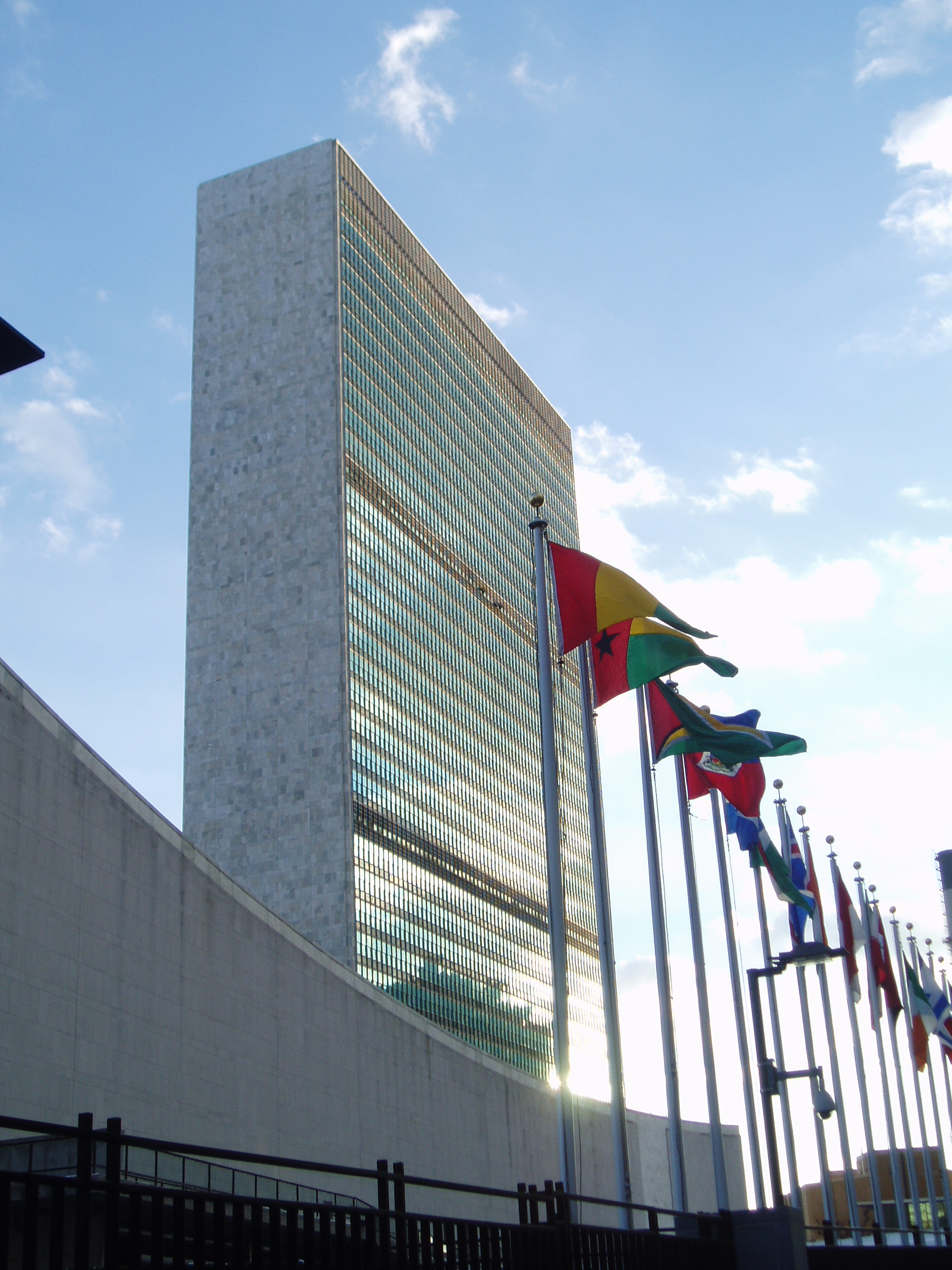
1952年以後、ミッドタウン・マンハッタンに置かれる国際連合本部

アメリカは経済、政治、軍事において膨大な影響力を保持しており、その外交方針は世界的な関心を集める。国際連合本部はニューヨークに置かれ、国連における議決機関安全保障理事会の常任理事国として強い権限を握る。ほかにおもな加盟機関として、北大西洋条約機構、太平洋共同体、米州機構があり、主要国首脳会議構成国でもある。親密な関係を有する国と地域としてはイギリスやオーストラリア、ニュージーランド、イスラエル、日本、韓国、中華民国（台湾）、およびNATO加盟国があり、中でもイギリスとは「特別な関係」と呼ばれる強固な絆で結ばれ、軍事上や核兵器の情報、技術共有も行われている。アメリカ合衆国は日本、オーストラリア、インドとQUADを結成している。
米西戦争以前は、モンロー主義に代表されるような孤立主義政策だったが、米西戦争以後は、後発帝国主義国として外国への軍事介入や傀儡政権を樹立して間接支配する外交政策を繰り返した。20世紀初期から第二次世界大戦までの期間に、キューバ、パナマ、ニカラグア、ドミニカ共和国、ハイチ、メキシコに軍事介入し、メキシコ以外の前記の諸国に傀儡政権を樹立した。

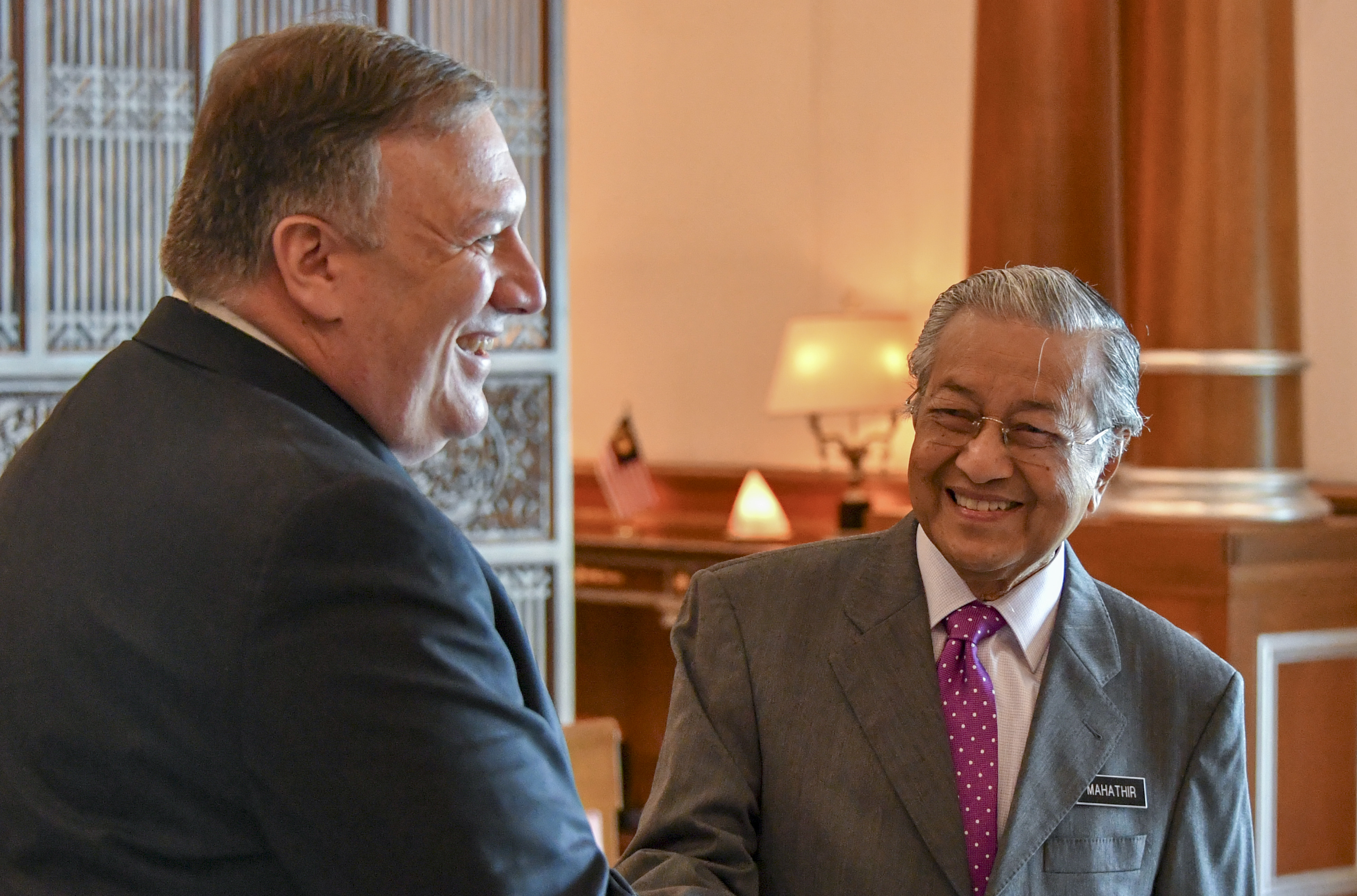
アメリカ合衆国国務長官マイク・ポンペオとマレーシアの首相マハティール・ビン・モハマド (2018年8月3日)

第二次世界大戦後は戦勝国となったうえに国土にほとんど被害を受けなかったこともあり、大戦後に起きた冷戦において、ソビエト連邦を盟主とする共産主義陣営に対抗する、日本やイギリスなどの資本主義陣営の事実上の盟主的存在として、「自由と民主主義の保護」の名のもと、朝鮮戦争やベトナム戦争など世界各地の紛争に介入している。冷戦中は「反共」またはアメリカ合衆国の外交に協力的という理由で、キューバ、パナマ、ニカラグア、ドミニカ共和国、ハイチ、グアテマラ、ホンジュラス、エルサルバドル、チリ、ブラジル、アルゼンチン、ウルグアイ、ボリビア、ベネズエラ、韓国、フィリピン、南ベトナム、中華民国、カンボジア、イラン、イラク、ザイールなどの各国に傀儡政権を樹立または軍政や王政やその他の独裁政権を支援した。アメリカ合衆国が樹立し間接支配していた傀儡政権は、革命や民主化運動により崩壊が続き、1990年のチリの大統領ピノチェトの辞職を最後にすべて崩壊した。
中東においては、1947年のパレスチナ分割決議と1948年のイスラエル建国以後、ユダヤ系アメリカ人やイスラエル系ロビイストの影響力からイスラエルの戦争や武力行使による民間人殺傷や占領を正当化または黙認し、中東のイスラム文化圏の国民から反米感情をもたれるようになった。
1989年の冷戦終結と1991年のソビエト連邦の崩壊後は、唯一の「超大国」となり、強大な軍事力を背景にパナマ侵攻やソマリア内戦、イラク戦争など、各国の紛争や戦争に積極的に派兵し、その当事国となった。1979年のイスラム革命後のイラン、1991年の湾岸戦争後のイラクなどの中東のイスラム系国家を対立視することが多いことから、イスラム系国家の国民から多くの反発を買うことになった。

### テロ支援国家
一般に、テロ支援国家と言えばアメリカ国務省により発表されている「Patterns of Global Terrorism」に記されているイラン、シリア、スーダンを指す。そのほかにはリビアや北朝鮮、キューバがかつてテロ支援国家に指定されていたが、リビアは2006年に、北朝鮮は2008年に、キューバは2015年にそれぞれ指定を解除された。
実はアメリカ自身も積極的にテロリストを支援している国家と言われる。アメリカによるテロ支援は、おもにアメリカ中央情報局（CIA）により秘密裏に実施されていると言われ、実際にCIAによりテロ活動の教育を受けたという報告もある。冷戦時代のアメリカはラオス、アフガニスタン、キューバ、ニカラグアなどでおもに反共闘争を行う軍事組織に対しての直接的または間接的な支援を実施していた。特にニカラグア内戦でのコントラ支援は有名であり、1986年にイラン・コントラ事件のスキャンダルが発覚した。また、皮肉にも1980年代にアフガニスタン紛争にて合衆国のCIAがアフガニスタンに侵攻したソビエト連邦との戦いを支援していたムジャーヒディーンの1人が、2001年9月11日にアメリカ同時多発テロ事件を実行したテロ組織アルカーイダの司令官、ウサーマ・ビン・ラーディンであった。
冷戦終結後もアメリカの経済的な利益を目的としてフィリピン、パナマ、ハイチ、ベネズエラ、イランなどで、反米政権に対するクーデターの支援などが行われたという説がある。クーデターではないが旧東欧圏の「色の革命」には米国が積極的に関与したと言われる。

### 日本との関係
いわゆる「黒船来航」で始まった日米関係は日本が鎖国から脱して開国を行う端緒ともなった。明治維新を経た日本は生糸の輸出を中心に米国との経済関係を深めたが、20世紀に入ると黄禍論の高まりに伴う排日移民法の制定や中国大陸での権益を巡って日米関係は次第に冷え込み、最終的に太平洋戦争（大東亜戦争）で総力戦によって戦火を交えた。日本の敗戦後、アメリカ軍を中心とする連合国軍の占領統治下に置かれ、講和条約発効による国交回復後は米ソ冷戦を背景に日米同盟が締結され、政治・経済・軍事・文化など多方面で主に米国主導の密接な関係を築いている。
日米交流の始まり
1797年（寛政9年）にオランダ東インド会社とバタヴィアで傭船契約を結んだアメリカの船の多くは、セイラムから日本に向けて出航した。そして、1799年にオランダ東インド会社が解散してもなお、日米貿易は1808年（文化6年）まで続いた。ただし、その日米貿易は日本とオランダ商館との関係に配慮した特殊なものであった。アメリカ船が長崎に入港する際は、1795年に滅亡したオランダ（ネーデルラント連邦共和国）の国旗を掲げてオランダ船を装うよう、すでに雇い主を失っていたオランダ商館から要請された。日本に向けられたアメリカ船は次の通り。
1. 1797年、ウィリアム・ロバート・スチュアート船長のイライザ号。
2. 1798年、同上。
3. 1799年、ジェームズ・デブロー船長のフランクリン号。
4. 1800年、ウィリアム・V・ハッチングス船長のマサチューセッツ号。
5. 1800年、ウィリアム・ロバート・スチュアート船長のエンペラー・オブ・ジャパン号。
6. 1801年、ミッシェル・ガードナー・ダービー船長のマーガレット号。
7. 1802年、ジョージ・スティルス船長のサミュエル・スミス。
8. 1803年、ジェームズ・マクニール船長のレベッカ号。
9. 1803年、ウィリアム・ロバート・スチュアート船長のナガサキ号。
10. 1806年、ヘンリー・リーラー船長のアメリカ号。
11. 1807年、ジョセフ・オカイン船長のエクリブス号。
12. 1807年、ジョン・デビッドソン船長のマウント・バーノン号。
13. 1809年、ジェームズ・マクニール船長のアメリカレベッカ号。

黒船来航と国交樹立
19世紀に日本で明治維新を引き起こす要因の一つとなった、1854年2月のアメリカ海軍のマシュー・ペリー提督率いる「黒船」の来航を経て、同年3月に日米和親条約を締結し正式な国交を樹立した。
その後、1859年6月に日米修好通商条約を締結したことにより、両国間の本格的な通商関係も開始された。1871年12月から翌年7月まで特命全権大使・「岩倉使節団」が、アメリカ大陸を「ユニオン・パシフィック鉄道」、「ペンシルバニア鉄道」を使って横断している。そのおもなルートはサンフランシスコ港-サクラメント-ソルトレイク・シティ-シカゴ-ワシントン-フィラデルフィア-ニューヨーク-ボストン港であり、当時の様子が、「米欧回覧実記」に克明に記されている（一部イラスト有）。
緊密化と人種差別
その後20世紀に入り、日露戦争後の1905年9月に行われたポーツマス条約締結時のセオドア・ルーズベルト大統領による仲介などを経て、両国間においての貿易、投資や人事的交流が急増するなどその関係を深める。
第一次世界大戦時には、日本の同盟国のイギリスやフランス、イタリアなどとともに連合国同士としてドイツに対して戦い、戦後は五大国として、世界の先進国として振る回った。また戦後も自動車や映画産業、船舶などアメリカ企業の進出が進んだ。
しかしその後アメリカでは、急速に五大国として世界でその存在感を増す日本に対しての、黄色人種に対する人種差別的感情を元にした警戒感が、マスコミを中心に強まった（黄禍論）。
開戦
さらに1930年代に行われた日本の中国大陸進出政策に対するフランクリン・ルーズヴェルト政権による反発や、第二次世界大戦勃発後の1940年6月にフランスのヴィシー政権がドイツと休戦したことに伴い、日本軍がフランス領インドシナに進出したことに対して不快感を示し（仏印進駐）、同政権が対日石油禁輸政策を断行するなどその関係は急速に冷え込んだ。アメリカ国務省のスタンリー・クール・ホーンベックは「日中が泥沼の戦いを続けることがアメリカの利益だ」と述べた。
イギリスはマレー半島やインド、香港などを、オランダはジャワを、アメリカもフィリピンを長年武力で植民地化していたが、日本に対して中国大陸に保有する全ての権益放棄と最終的な撤兵を要求するハル・ノートによって両国関係は修復不能になり、日本をイギリスやオランダ、アメリカとの開戦に追い込んだ。日本軍はマレー作戦でのイギリス軍との開戦直後、現地時間1941年12月7日に日本軍により行われたハワイのオアフ島にあるアメリカ軍基地に対する攻撃、いわゆる「真珠湾攻撃」以降、日米両国は第二次世界大戦において枢軸国と連合国に別かれ敵対関係になり、戦火を交えることになった。
日米安全保障体制の構築
1945年8月の日本のポツダム宣言受諾による連合国に対する敗戦に伴い、連合国による占領を行う機関として設立された連合国軍最高司令官総司令部にアメリカ軍が参加し、1951年9月に調印されたサンフランシスコ講和条約が1952年4月28日に発効して日米の国交が回復するまでの間、日本の占領統治を事実上アメリカ政府は行った。
以降、2国間で日米安全保障条約を締結して（1951年旧条約、1960年新条約）、旧ソビエト連邦や中華人民共和国、北朝鮮などの軍事的脅威に対して共同歩調をとり続けるなど、友好的な関係を築いている。日本にとって、アメリカは安全保障条約を正式に結んでいる唯一の国でもある（アジアには集団安全保障体制が存在せず、中華民国や大韓民国などの中華人民共和国と北朝鮮を除く各国が個別に、アメリカと安全保障条約関係を締結している）。
現在の日米関係
冷戦が終結した現在も日米関係は国際政治や経済活動において米国の強大な主導化のもとに、両国間の貿易や投資活動はその規模の大きさから両国経済だけでなく世界経済に大きな影響力を持つ。2006年10月に発生した北朝鮮の核実験における対応や、同国による日本人拉致事件でもある程度共同歩調をとっている。2007年7月30日、アメリカ合衆国議会は、日本政府によって慰安婦にされたとする者への謝罪や歴史的責任などを要求するとしたアメリカ合衆国下院121号決議を出している。日本は韓国や中国に対する賠償問題はすべて解決済みとの立場であり、応じていない。
ジャーナリストの手嶋龍一は麻生太郎元首相との対談の中で、ブッシュ政権が日本の常任理事国入りを可能にする案を提示しなかったため、事実上これによって日本の常任理事国入りは潰されたと述べた。一方で国際問題評論家の古森義久は、アメリカは日本一国だけの常任理事国入りを支持していたが日本に加えドイツ、ブラジル、インドも常任理事国入りするG4案は安保理全体の大幅拡大が前提となるため、これに否定的なアメリカが反対したのは明白だったはずで、この小泉内閣の誤算がアメリカの支援を失ったと指摘している。
福田康夫総理大臣はアメリカ政府から、サブプライム住宅ローン危機による資金不足に対応するため、日本がアメリカのために100兆円規模の資金を拠出するように要求されていたが、理不尽な要求として拒否した。
米軍海兵隊のグアム移転経費の日本側負担額について、アメリカは2006年に合意した28億ドルの1.5倍にあたる42億ドルを要求。また、アメリカが負担することで合意していた米軍関連施設の一部の建設費約820億円を日本が負担するよう要求している。移転経費について日本側は、移転する海兵隊が8,000人から4,000人に半減することから難色を示していたが、2012年4月に両政府は条件つきながら28億ドルとすることで合意した。
2012年9月5日、2030年代に原子力発電所全廃を目指す政府方針を説明した藤崎一郎駐米大使に対し、エネルギー省のポネマン副長官は「日本の主権を尊重する」としながらも「くれぐれも外圧と取られないように注意してほしい。この協議は極めて機密性の高いものだ」と発言。翌6日にはアメリカ国家安全保障会議（NSC）のフロマン補佐官が藤崎大使に対し、「エネルギー政策をどのように変えるかは、日本の主権的な判断の問題だ」としながらも「プルトニウムの蓄積は、国際安全保障のリスクにつながる」と強い懸念を表明するなど、アメリカ側は原発ゼロ政策の閣議決定回避へ圧力を強めた。19日、政府は原発ゼロ政策の閣議決定を見送った。日本共産党はアメリカの日本の原発政策に対する各種言動を内政干渉と強く批判している。
問題点
日米安全保障体制のもとで日本が自主外交に消極的であったことや、冷戦時代に起きたベトナム戦争やイラク戦争などにおいて、嘉手納基地や横田基地、横須賀基地などの日本国内のアメリカ軍基地が出撃基地として利用されてきたこと、日本国内のアメリカ軍基地周辺において在日米軍兵士による日本人に対する犯罪が発生しても、日米地位協定により日本側に被疑者の身柄の拘束を最初に行うことが拒否されるケースがあることなどから、日米関係に対する批判も存在する。現在、地位協定の改善に向けて協議が進んでいる。
日本人のアメリカへの親近感
日本の内閣府によって実施された、日本人のアメリカへの親近感に関する世論調査（2025年3月）は以下となっている。
- 「親しみを感じる」: 84.9％
  - 「親しみを感じる」: 33.3％、「どちらかというと親しみを感じる」: 51.7％の合計
- 「親しみを感じない」: 14.2％
  - 「どちらかというと親しみを感じない」: 9.9％、「親しみを感じない」: 4.4％の合計

これは以下の国に対する親近感の比率より高い。
- 中華人民共和国に対して「親しみを感じる」: 14.7％、「親しみを感じない」: 84.7％
- 韓国に対して「親しみを感じる」: 56.3％、「親しみを感じない」: 43.0％
- ロシアに対して「親しみを感じる」: 5.0％、「親しみを感じない」: 94.3％
- オーストラリアに対して「親しみを感じる」: 76.0％、「親しみを感じない」: 23.2％[104]

## 軍事

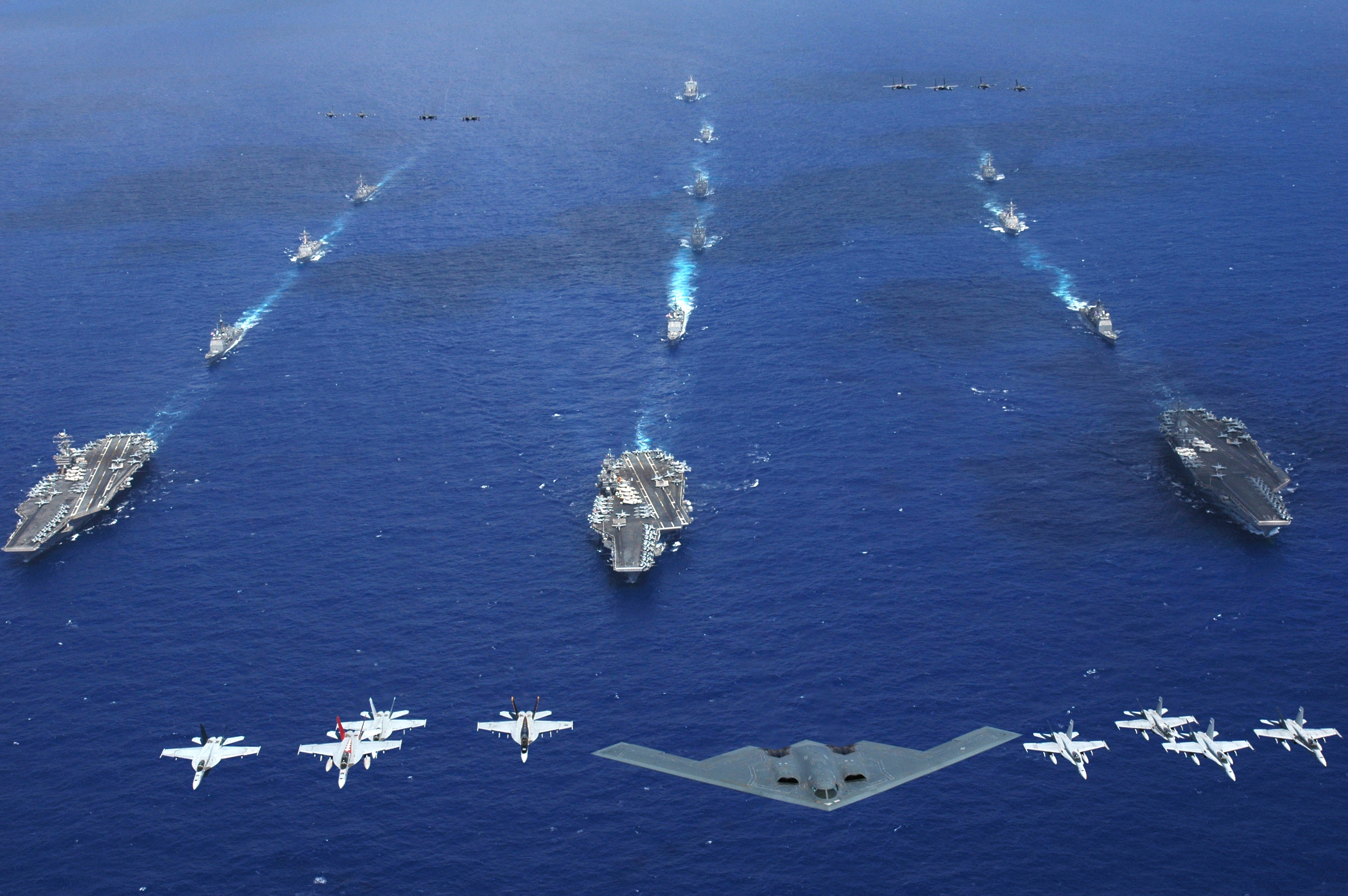
海兵隊、海軍および空軍から、艦上機と航行するキティホーク、ロナルド・レーガンおよびエイブラハム・リンカーンの空母打撃群。

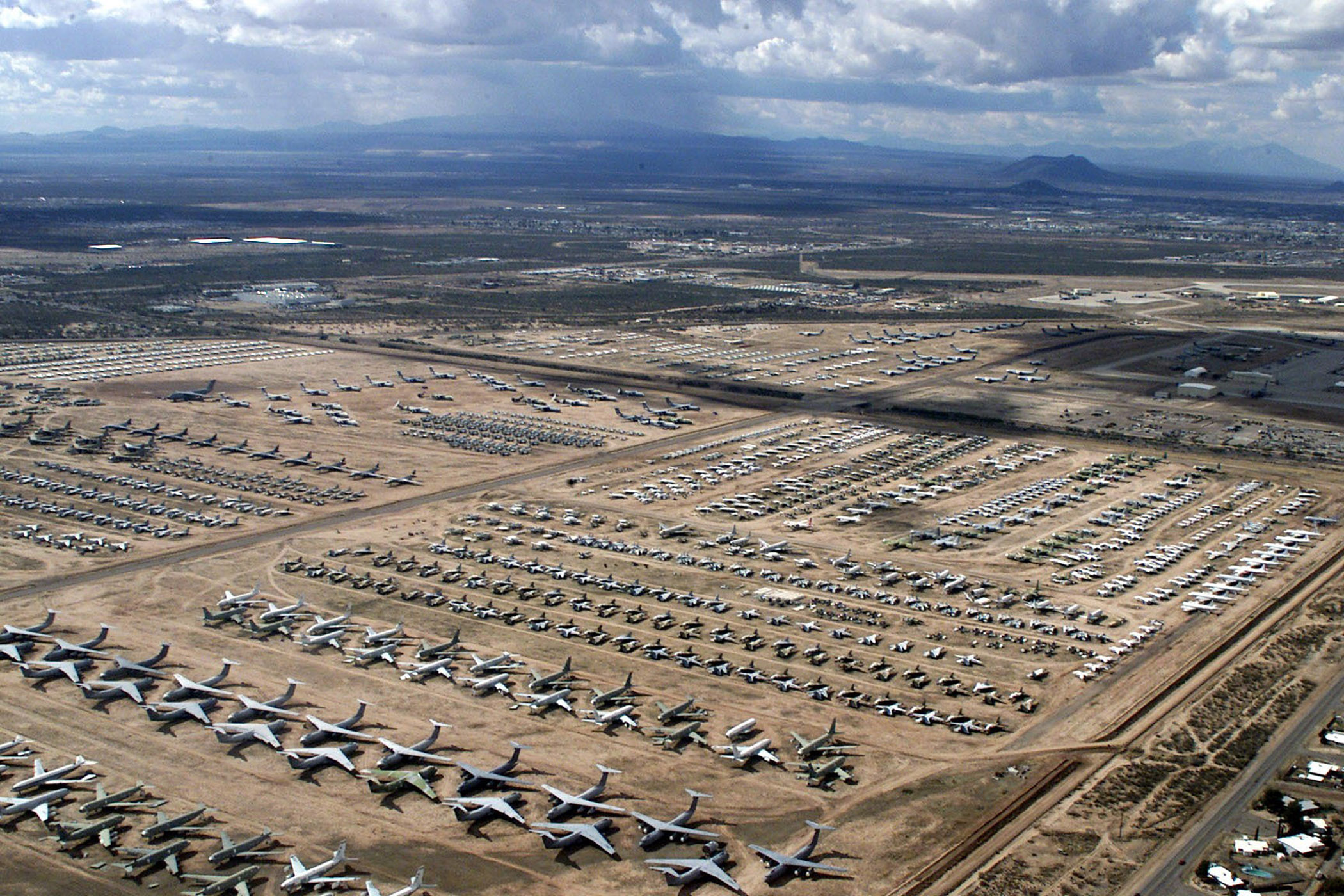
アリゾナ州・ツーソンのデビスモンサン空軍基地（2004年2月4日）

アメリカ軍が駐留している国家。主にヨーロッパや東アジア、オセアニア、中東などに駐留している。アメリカ軍の他国駐留には賛否両論がある。
1000以上の米軍の部隊が駐留
100以上の米軍の部隊が駐留
米軍が施設を利用

アメリカ軍は1775年6月14日の設立以来、 245年以上の歴史を誇る軍事組織である。略称は米軍または合衆国軍である。軍の最高司令官はアメリカ合衆国の大統領である。
アメリカ陸軍、アメリカ海軍、アメリカ海兵隊、アメリカ空軍、アメリカ宇宙軍、アメリカ沿岸警備隊の6軍からなり、陸海空軍と宇宙軍および海兵隊はアメリカ合衆国国防総省の、沿岸警備隊はアメリカ合衆国国土安全保障省の管轄下にある。
また、統合軍として地域別、機能別に編成されており、アメリカ合衆国国内以外にも、イギリス（在英アメリカ空軍）、イタリア、ドイツ、オランダ、日本（在日米軍）、大韓民国（在韓米軍）、カタール、キューバ（グァンタナモ米軍基地）、クウェート、サウジアラビア、ジブチ、スペイン、トルコ、バーレーン、ベルギー、エストニア、ポーランド、トルコ、オーストラリア、フィリピン、カナダなどに在外米軍基地を展開させ、国益を重視と安全保障を担っている。
アメリカ軍は世界170か国に駐留し、800を超える専用軍事基地を有している。

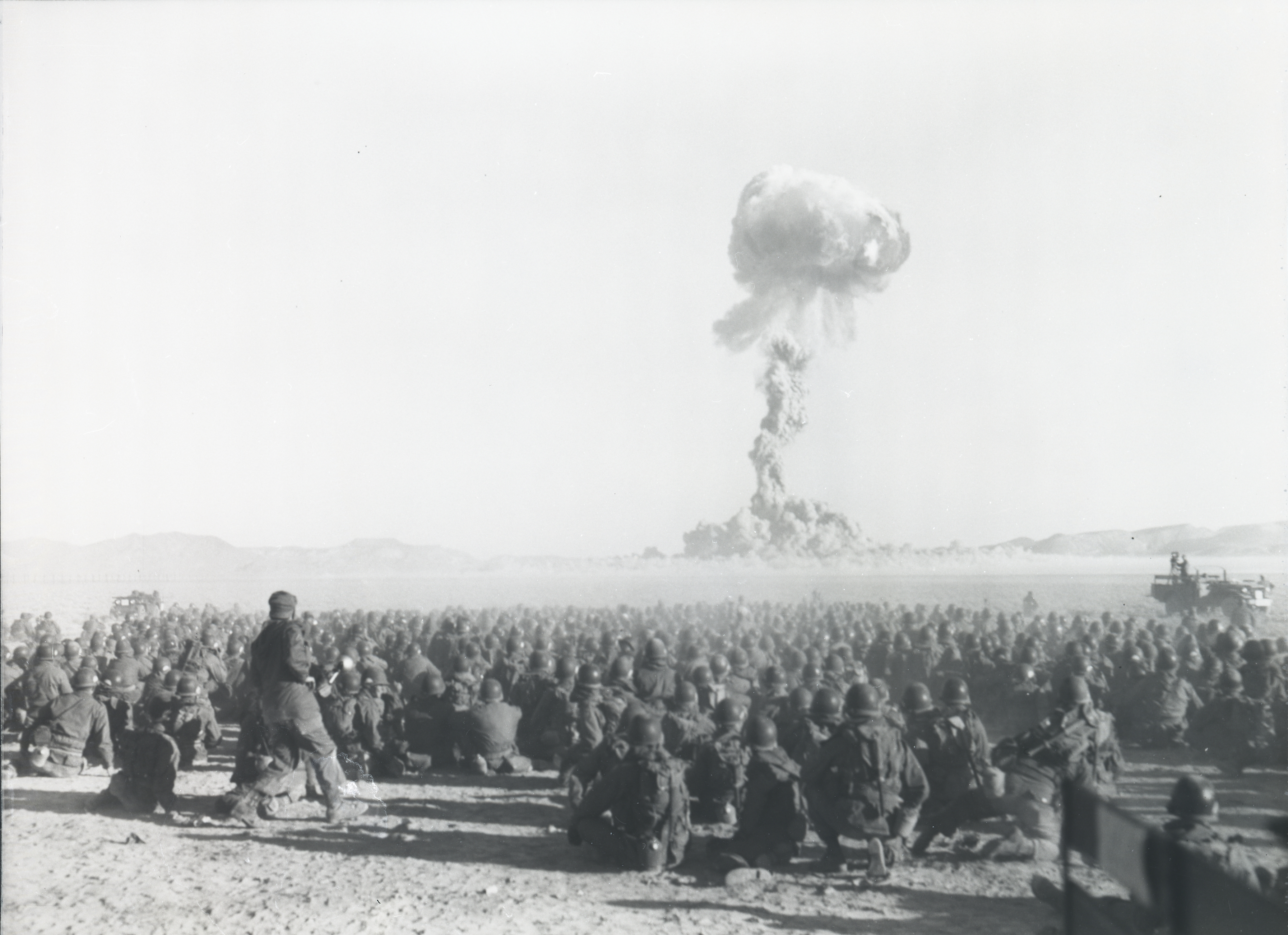
ネバダ核実験場での核実験。（1951年11月）

また、核兵器をはじめとする大量破壊兵器を保有しており、第二次世界大戦では核兵器が、ベトナム戦争では化学兵器（枯葉剤）が実戦に使用された。ドイツやオランダ国内にはアメリカ軍の核兵器（ニュークリア・シェアリング）があり有事の際はアメリカの指導の元、投下される。アメリカ国外の軍事基地にある核兵器もアメリカ合衆国連邦政府及びアメリカ軍側に主権がある。
アメリカ合衆国の経済において、軍需産業は最大の産業、基幹産業、あるいは主要な産業であるとの検証可能性を示さない伝聞情報が広く流布されているが、アメリカ合衆国政府が公開している経済統計や財政統計を検証すると事実ではない。軍需産業はほかの産業と異なり、軍隊が唯一の消費者であり、社会全体を消費者とする産業と比較すると市場規模は限定される。軍需産業は高度な付加価値の素材や部品や機器やシステムを統合する産業であり、科学技術と素材や部品や機器やシステム産業の基盤がないと成り立たない産業である。軍需産業に対する発注はアメリカ合衆国の経済や社会の状況と国際情勢と軍事政策に影響され、軍が望む予算や武器の購入は連邦議会で審議され、連邦議会が承認して可決し大統領が署名した予算分だけしか発注されない。
アメリカ合衆国のGDPに対する軍事費の比率は、1901年から1917年は1%未満で推移していた。第一次世界大戦に参戦して大規模な軍拡をし、GDPに対する軍事費の比率は、1918年は8.0%、1919年は13.9%に増大し、20世紀以後では3番目に大きな比率になった。
第一次世界大戦終結後は大規模な軍縮が行われ、GDPに対する軍事費の比率は、1920年 - 1921年は2%台、1922年は1%台、1923年 - 1931年は1%未満、1932年 - 1933年は1%台、1934年 - 1935年は1%未満、1936年 - 1940年は1%台で推移し、第二次世界大戦以前は平時にはGDPに対する軍事費の比率が小さい国だった。
第二次世界大戦への参戦を想定しイギリスとソ連に武器を供給した1941年はGDPに対する軍事費の比率は5.6%、第二次世界大戦中に参戦して20世紀以後では史上最大の軍拡が行われ、GDPに対する軍事費の比率は1942年は17.8%、1943年は37.0%、1944年は37.8%、1945年は37.5%に増大し、20世紀以後では最大の比率になり、著しい軍事偏重体制になり、軍産複合体が政治に影響力を行使するおそれがあると批判されるようになった。
第二次世界大戦終結後は大規模な軍縮をしたが、冷戦体制になり、GDPに対する軍事費の比率は第二次世界大戦以前の状態には減少せず、軍事費の比率が大きい状態が継続した。朝鮮戦争に介入して軍拡し、1953年のGDPに対する軍事費の比率は14.2%になり、20世紀以後では2番目に大きくなった。朝鮮戦争停戦後の1954年 - 1960年は軍縮をしたが、冷戦初期の軍拡競争が激しい時代で、GDPに対する軍事費の比率は13.1% - 9.3%で推移し、20世紀以後では4番目に大きな比率になった。ベトナム戦争に介入して軍拡して、GDPに対する軍事費の比率は1961年 - 1968年は9.4% - 7.4%で推移し、20世紀以後では5番目に大きな比率になったが、1960年代は経済成長率が高く経済成長率が軍事費の増加率より大きかったため1950年代よりは比率は減少した。1969年以後はベトナムからの軍の撤退が進み大規模な軍縮をして、ベトナムから全軍撤退した1974年にはGDPに対する軍事費の比率は5.8%に減少し、冷戦の軍事対立緩和により軍縮が進んだ1979年には4.6%に減少した。1980年代は冷戦時代最後の米ソ軍拡競争になり、1986年にはGDPに対する軍事費の比率は6.2%に増大した。
冷戦終結後は大規模な軍縮をして、GDPに対する軍事費の比率は著しく減少した。1998年 - 2000年のGDPに対する軍事費の比率は第二次世界大戦後では最小の3.0%になり、1999年 - 2001年のGDPに対する軍事費のうちの武器購入費（＝軍需産業の市場規模）の比率は0.5%であり、軍需産業は最大の産業でも基幹産業でも主要な産業でもなくマイナーな産業である。
2002年以後はアフガニスタンとイラクでの戦争のために軍拡をして、GDPに対する軍事費の比率は2008年には4.3%に増大したが、アフガニスタンとイラクでの戦争終結後は軍縮をすると予想され、GDPに対する軍事費の比率は冷戦終結後の1990年 - 2001年までの比率よりもさらに減少すると予測されている。
第二次世界大戦後から2009年現在にいたるまで、アメリカ合衆国の経済を構成する産業の多様化と、政府の行政サービスの多様化の結果、GDPと連邦政府支出に対する軍事費の比率と、経済に対する軍需産業の比率は、単年度や数年間の増減はあっても、第二次世界大戦時をピークとして長期的には減少傾向が継続し、今後も継続すると予想されている。
ストックホルム国際平和研究所の統計によると、2007年の世界の総軍事費に対して、アメリカ合衆国の軍事費は45%を占め、世界最大の軍事力大国・軍事費大国・軍需産業大国・武器輸出大国である。

### 情報機関
アメリカにおけるインテリジェンス・コミュニティーは、国家情報長官室（ODNI）が統括している。
アメリカ国家安全保障局（NSA）は、主に電子機器を使った諜報活動を行っている。戦後から通信傍受システム「エシュロン」をUKUSA協定内で運用し始めた。また、監視プログラム「PRISM」では、GoogleやAppleといった自国の大手IT企業を経由してインターネット上の情報を広範に収集し監視している。2013年にNSA職員エドワード・スノーデンからの内部告発により明るみになったこのプログラムについて、IT企業の中には『コンピュータプログラムのNSA用バックドアの存在』を間接的に認めるところも現れている。日本、ブラジル、フランス、ドイツなどの首相など35人が電話盗聴の対象になっていたと報じられている。同盟国であっても標的にする盗聴は非難されているが、この諜報活動の根拠となる外国情報監視法第702条は、2023年現在まで延長され続けている。
中央情報局（CIA）は、主に人間を使った諜報活動を行っている。内政干渉に多く関与し、第二次世界大戦後の日本占領期には岸信介や正力松太郎を協力者として使い、戦後社会の形成に影響を及ぼした。1950年代から1960年代にかけては、社会主義・共産主義化しつつあったイラン・グアテマラ・コンゴ・キューバなどに対してクーデター・要人暗殺などを含んだ工作活動を積極的に展開。ベトナム戦争・イラク戦争・アフガニスタン紛争などの戦争において、局員は現地へ潜入して敵性ゲリラ・民兵・テロリストの情報収集を行い、その拠点や隠処の攻撃時間・座標をアメリカ軍へ通知してきた。2001年の9・11テロの後は、コマンド部隊によるテロリストの逮捕・殺害計画を極秘に企画し、「テロリスト関係者若しくはそれらと接触した人物」を拉致し、国内法の及ばない地域（シリアやグァンタナモ米軍基地）の秘密収容所に、取調べを口実に収監・拷問していた事が判明している。また、直接的にテロ組織要人の殺害も担ってきた。

## 地理

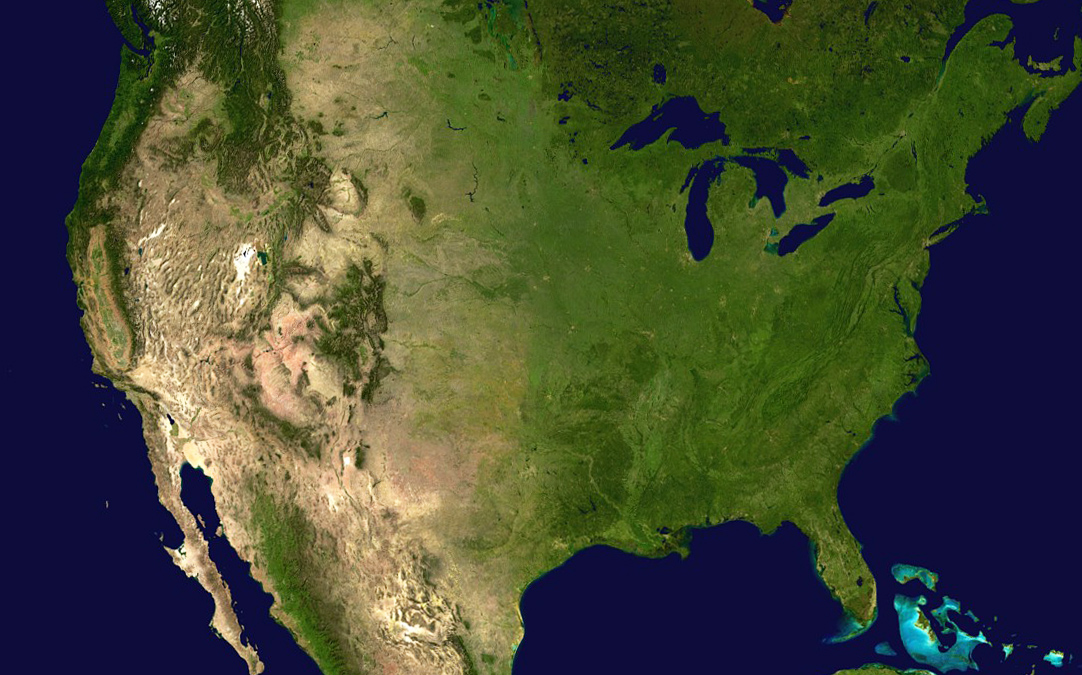
アメリカ本土および周辺地域の合成衛星画像

アメリカ合衆国は本土の48州と、飛び州のアラスカとハワイの2州、連邦直属の首都ワシントンD.C.から構成される。さらに、海外領土としてプエルトリコ、アメリカ領サモア、グアム、ヴァージン諸島などがある。
国土面積はおよそ930 - 960万km2とされ、日本（37.8万km2）の約25倍の規模である。統計によって数値に揺らぎがあるのは、おおむね五大湖水域の処理の仕方に起因するものである。その他の大国と比較すると、ロシア、カナダに次ぐ面積であり、中華人民共和国とは拮抗している。すなわち世界で第3位もしくは第4位の面積を有するということになる。
本土は北アメリカ大陸の中央部と北西にあり、東側は大西洋、南側をメキシコ湾とメキシコ合衆国、西側を太平洋、そして北側をカナダで囲まれる。北側に隣接するカナダとは、北緯49度線、五大湖とセントローレンス川で国境線が引かれ、カナダを挟んで北西にさらに進むと飛び地としてアラスカがある。南側はリオグランデ川を介してメキシコと接する。大陸の東側に南北にアパラチア山脈、大陸の西寄りには南北にロッキー山脈があり、山岳地帯となっている。アパラチア山脈とロッキー山脈の間は大平原になっており、農業や牧畜業が盛んである。大陸の南東端にはフロリダ半島がある。北西部のカナダとの国境地域には五大湖と呼ばれる湖がある。
アパラチア山脈の東側はニューヨーク、ワシントンD.C.、ボストンなどの都市があり人口集中地帯になっている。ロッキー山脈の西側の太平洋沿岸にもロサンゼルス、サンフランシスコ、シアトルなどの大都市がある。五大湖沿岸にはシカゴやデトロイトなどの大都市があるが、大陸の中西部には大都市が比較的少ない。

### 気候
| 平年値 （月単位） | 平年値 （月単位） | ハワイ         | ハワイ         | アラスカ           | アラスカ         | アラスカ      | アラスカ       | 太平洋側       | 太平洋側         | 太平洋側      | 太平洋側      | 西部内陸       | 西部内陸      | 西部内陸      | 西部内陸           | 西部内陸       | 中西部        | 中西部        | 中西部         | 中西部        |
| 平年値 （月単位） | 平年値 （月単位） | ホノルル       | ヒロ           | バロー             | フェアバンクス   | アンカレッジ  | ヤクタト       | シアトル       | サンフランシスコ | フレズノ      | ロサンゼルス  | ラスベガス     | デスバレー    | フェニックス  | ソルトレイクシティ | デンバー       | ファーゴ      | ミネアポリス  | シカゴ         | デモイン      |
| ----------------- | ----------------- | -------------- | -------------- | ------------------ | ---------------- | ------------- | -------------- | -------------- | ---------------- | ------------- | ------------- | -------------- | ------------- | ------------- | ------------------ | -------------- | ------------- | ------------- | -------------- | ------------- |
| 気候区分          | 気候区分          | BSk            | Af             | ET                 | Dfc              | Dfc           | Cfc            | Cfb            | Csb              | BSh           | Csa           | BWh            | BWh           | BWh           | Cfa                | BSk            | Dfb           | Dfa           | Dfa            | Dfa           |
| 平均 気温 （°C）  | 最暖月            | 27.9 （8月）   | 24.8 （8月）   | 5.0 （7月）        | 17.2 （7月）     | 14.9 （7月）  | 12.5 （7月）   | 18.9 （8月）   | 18.2 （9月）     | 28.3 （7月）  | 21.0 （8月）  | 33.2 （7,8月） | 39 （7月）    | 34.9 （7月）  | 26.1 （7月）       | 23.0 （7月）   | 21.6 （7月）  | 23.2 （7月）  | 23.3 （7月）   | 24.5 （7月）  |
| 平均 気温 （°C）  | 最寒月            | 23.0 （1,2月） | 21.9 （1月）   | −25.8 （1月）      | −21.9 （1月）    | −8.2 （1月）  | −2.1 （1月）   | 4.9 （12月）   | 10.1 （1月）     | 8.2 （12月）  | 14.0 （12月） | 8.3 （12月）   | 10.9 （12月） | 13.1 （12月） | −1.3 （1月）       | −0.3 （1月）   | −12.6 （1月） | −8.8 （1月）  | −4.6 （1月）   | −5.3 （1月）  |
| 降水量 (mm)       | 最多月            | 74.3 （12月）  | 349.0 （11月） | 26.6 （8月）       | 55.2 （7月）     | 37.4 （6月）  | 531.8 （10月） | 169.2 （11月） | 105.8 （2月）    | 55.9 （1月）  | 90.6 （2月）  | 19.3 （2月）   | 9.9 （1月）   | 26.9 （3月）  | 51.6 （4月）       | 59.0 （5月）   | 105.2 （6月） | 109.7 （7月） | 123.2 （8月）  | 122.3 （6月） |
| 降水量 (mm)       | 最少月            | 6.2 （6月）    | 184.6 （6月）  | 3.2 （2月）        | 7.4 （7月）      | 12.4 （2月）  | 160.4 （6月）  | 16.7 （7月）   | 0.1 （7月）      | 0.1 （8月）   | 0.3 （8月）   | 2.1 （6月）    | 0.8 （5月）   | 0.6 （6月）   | 17.9 （8月）       | 12.4 （1月）   | 15.1 （2月）  | 17.1 （2月）  | 44.3 （1月）   | 21.8 （1月）  |
| 平年値 （月単位） | 平年値 （月単位） | 中西部         | 中西部         | 中西部             | 南部             | 南部          | 南部           | 南部           | 南部             | 南部          | 南部          | 南部           | 南部          | 北東部        | 北東部             | 北東部         | 北東部        | 北東部        | 北東部         | 北東部        |
| 平年値 （月単位） | 平年値 （月単位） | デトロイト     | カンザスシティ | インディアナポリス | オクラホマシティ | ダラス        | ヒューストン   | ニューオリンズ | オーランド       | マイアミ      | ナッシュビル  | アトランタ     | シャーロット  | ワシントンDC  | ピッツバーグ       | バッファロー   | ニューヨーク  | ボストン      | コンコード     | カリブー      |
| 気候区分          | 気候区分          | Dfa            | Cfa            | Cfa                | Cfa              | Cfa           | Cfa            | Cfa            | Cfa              | Am            | Cfa           | Cfa            | Cfa           | Cfa           | Cfa                | Dfb            | Cfa           | Cfa           | Dfb            | Dfb           |
| 平均 気温 （°C）  | 最暖月            | 23.1 （7月）   | 25.7 （7月）   | 24.2 （7月）       | 27.8 （7月）     | 29.8 （7月）  | 29.1 （7月）   | 28.2 （7,8月） | 28.2 （7,8月）   | 28.9 （8月）  | 26.6 （7月）  | 26.8 （7月）   | 26.6 （7月）  | 26.6 （7月）  | 22.8 （7月）       | 21.8 （7月）   | 25.3 （7月）  | 23.1 （7月）  | 21.1 （7月）   | 18.7 （7月）  |
| 平均 気温 （°C）  | 最寒月            | −3.2 （1月）   | −1.3 （1月）   | −1.7 （1月）       | 3.5 （1月）      | 8.2 （1月）   | 11.8 （1月）   | 11.6 （1月）   | 16.1 （1月）     | 20.1 （1月）  | 3.6 （1月）   | 6.3 （1月）    | 5.6 （1月）   | 2.3 （1月）   | −1.7 （1月）       | −3.5 （1月）   | 1.0 （1月）   | −1.5 （1月）  | −5.8 （1月）   | −12.1 （1月） |
| 降水量 (mm)       | 最多月            | 89.9 （6月）   | 50.0 （2月）   | 133.4 （6月）      | 122.2 （6月）    | 115.9 （5月） | 157.2 （6月）  | 154.2 （11月） | 192.1 （6月）    | 248.3 （6月） | 139.5 （5月） | 136.0 （7月）  | 108.6 （8月） | 101.2 （5月） | 110.3 （6月）      | 103.6 （11月） | 111.4 （7月） | 113.9 （3月） | 102.8 （10月） | 105.0 （7月） |
| 降水量 (mm)       | 最少月            | 27.6 （1月）   | 57.0 （2月）   | 62.7 （2月）       | 34.3 （1月）     | 47.7 （8月）  | 78.2 （2月）   | 93.5 （8月）   | 55.0 （2月）     | 43.0 （1月）  | 77.5 （10月） | 83.7 （10月）  | 75.4 （5月）  | 63.8 （2月）  | 57.9 （10月）      | 63.1 （2月）   | 67.8 （2月）  | 78.8 （2月）  | 59.8 （2月）   | 54.5 （2月）  |

アメリカの気候は広い国土のためにきわめて多様である。最北部が北極圏に属するアラスカは、年間を通じて冷涼な気候である。ほぼ全域が亜寒帯に属し、北極圏には寒帯のツンドラ気候が分布するが、南岸部は暖流の影響で西岸海洋性気候も見られる。一方、太平洋上の諸島であるハワイは温暖な気候で、ビーチリゾートとして人気がある。本土では、北東部から北にかけて湿潤大陸性気候が占め、冬は寒いが、夏はかなり暑い。東部から中央部は亜寒帯湿潤気候だが、グレートプレーンズ周辺や、カナダとの国境部では暑くなる日も多い。エリー湖やオンタリオ湖南岸はアメリカの平野部でもっとも降雪量が多いが、日本の日本海側と比べるとかなり少ない。南東部から南部は温暖湿潤気候で、フロリダ南端ではサバナ気候が見られる。西部は一般的に乾燥していてステップ気候が広く見られ、メキシコ国境付近では砂漠気候が確認できる。さらに、太平洋岸南部は地中海性気候だが、太平洋岸北部へ進むとアラスカ南東端と同じく西岸海洋性気候となる。
自然災害には、メキシコ湾岸の集中豪雨、メキシコ湾岸と大西洋岸南部のハリケーン、中央部の平原に多い竜巻、カリフォルニア州の地震、南カリフォルニアの夏の終わりのスモッグと山火事、五大湖や東海岸の大雪などがある。
アメリカ中西部〜南部からメキシコ湾沿岸にかけての地域は、北極からの寒気を遮る山脈がないため、緯度のわりに猛烈な冷え込みを記録することがあり、普段は温暖なフロリダ半島北部やメキシコ湾沿岸地域でも氷点下まで下がることも珍しくない。

### 自然環境

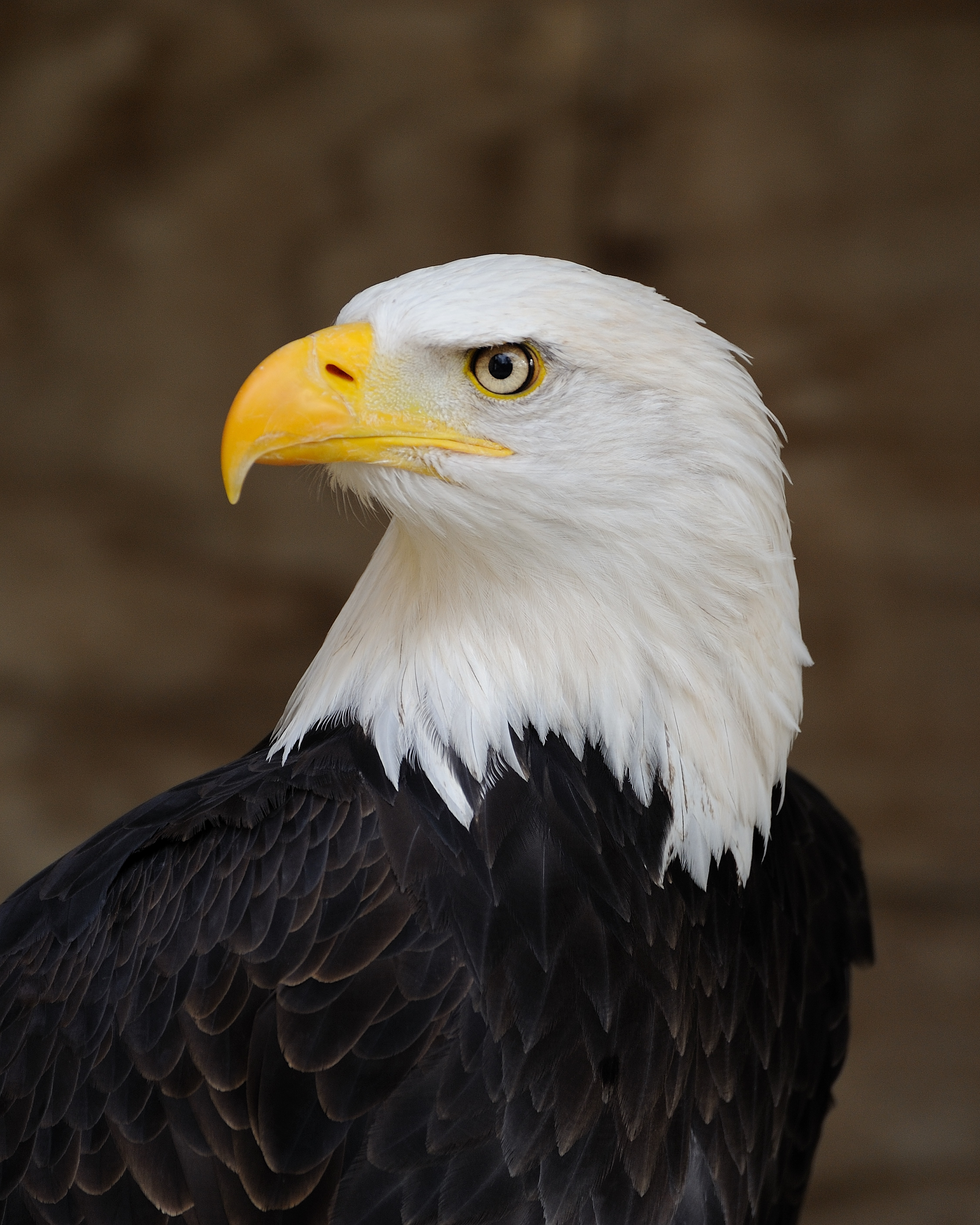
1782年以後、米国の国鳥であるハクトウワシ

アメリカ合衆国では、在来種だけで約1万7,000種の植物が確認されており、カリフォルニア州だけで5,000種の植物が現存する。 世界でもっとも高い木（セコイア）、もっとも大きな木（セコイアデンドロン）、もっとも古い木（ブリッスルコーンマツ）は同州に存在する。動物界では400種以上の哺乳類、700種以上の鳥類、500種以上の爬虫両生類、9万種以上の昆虫が確認されている。
ベーリング海峡でユーラシア大陸と、パナマ地峡で南アメリカ大陸とつながっているため、旧北区と新熱帯区とは同じ種や近縁の種を共有している。ロッキー山脈は低地の生物にとって遺伝子流動の障害となっており、ロッキー山脈の東と西では異なる種の動植物が分布する。熱帯から北極圏にまたがる国土のため、アメリカは多様な動植物相を持つ。ハワイ諸島とカリフォルニア州は世界的な生物多様性のホットスポットである。
しかし、西部開拓期以降には農場開発など人間の営為の障害となる生物を駆除していったためにアメリカバイソンやオオカミなど多くの種が絶滅の危機に瀕することとなった。リョコウバト、カロライナインコは駆除の結果絶滅した。約6,500種の外来種が作為的あるいは非作為的に持ち込まれて帰化しており、少数の侵略的外来種が固有の動植物の生存を脅かし、甚大な経済的被害をもたらしている。

### 自然保護

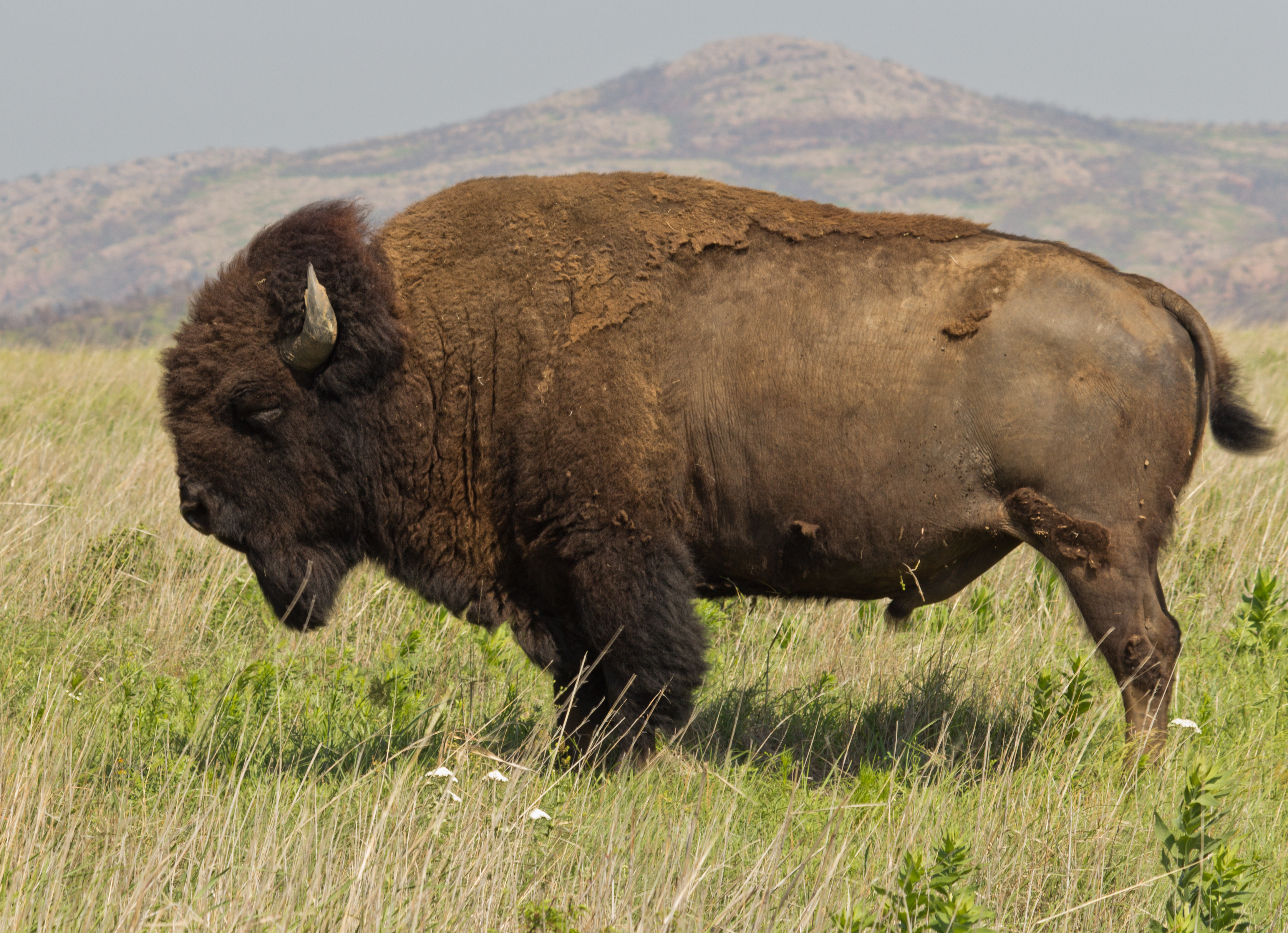
アメリカバイソンは、アメリカ合衆国の自然破壊と自然保護の象徴的動物である。白人移住前は6,000万頭いた個体数も西部開拓期に駆除され、1875年には1,000頭にまで減少した。以降、保護の対象となり国立公園で個体数を回復した。2016年には「国獣」とされた

アメリカにおける動植物の保護の歴史は長い。1872年にイエローストーン国立公園が世界初の国立公園に制定されて以来、連邦政府は57の国立公園とその他の国有地を保護してきた。一部の地域では、人の影響を受けていない環境を長期的に保存するために保護区としての原生地域が指定されている。連邦政府は国土の28.8%にあたる総面積264万3,807 km2を保護しており、大部分は国立公園や国定森林として保護されているが、一部は原油や天然ガス、その他の鉱産資源の採掘や牛の放牧のために賃貸されている。1973年には固有の動植物と生息地を保護するために絶滅の危機に瀕する種の保存に関する法律が制定された。この法律に従って絶滅危惧種と絶滅危機種の現状を観察し、種の存続に不可欠な生息地を保護する機関が魚類野生生物局（The U.S. Fish and Wildlife Service）である。個々の州も独自に種と生態系の保全を行っており、連邦と州の協力を促す制度も存在する。魚類野生生物局や国立公園局、森林局などを統括する内務長官は大統領に任命されるため、生態系の保全も行政のほかの部門と同じく政権の優先事項に大きく左右される。
2007年現在、アメリカ合衆国の化石燃料の消費による二酸化炭素の排出量は中華人民共和国に次いで世界第2位であるが、国民1人あたりの排出量は依然として世界第1位である。

## 地方行政区分
アメリカ合衆国は、50の州（state、Commonwealth）と1の地区（district）で構成されるが、そのほかに、プエルトリコなどの海外領土（事実上の植民地）を有する。独立当時、13の植民地にそれぞれ州が置かれた。1959年にハワイ州が州に昇格されるまでの間、各地方の割譲、侵略、買収、併合を経て、現在では50州を持つ。星条旗の帯は独立当時の13州を、星は現在の50州を示している。

## 経済

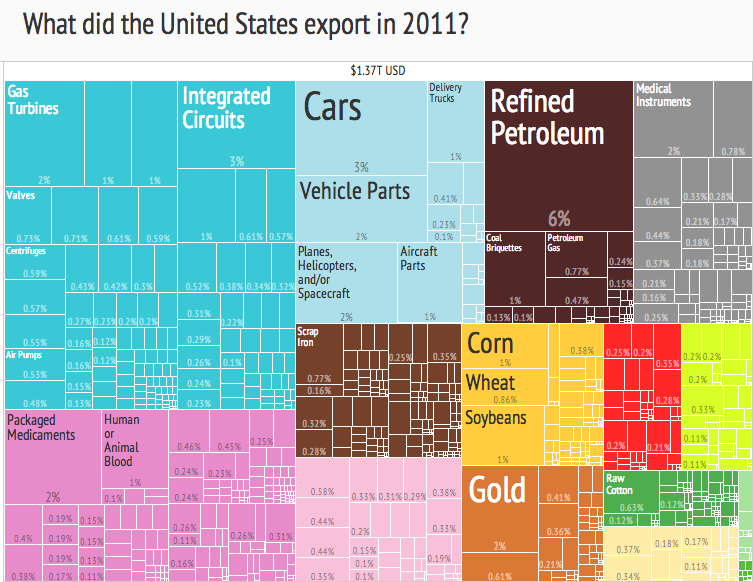
2011年の米国の輸出品目。米国は世界第2位の輸出国である

大きな経済規模を持ち、その技術開発力と生産力、消費力で世界経済を引っ張る存在である反面、アメリカ文化が資本主義社会の基本である「大量生産・大量消費」の側面を強く持っており、ほかの先進国と比べても1人あたりの資源消費量が格段に大きいこともあり、「地球環境問題や健康問題の深刻化をもたらした」などと批判されることも多い。アメリカの環境問題と環境状況と環境政策と歴史についてはアメリカの環境と環境政策を参照。
自動車や航空機、IC、ソフトウェアなどの開発および販売数は世界トップクラスで、その消費量の多さのため世界中の企業が進出している。これらの企業が上場するニューヨーク証券取引所は世界最大の取引高を誇っており、世界経済に与える影響力は非常に大きいものである。アメリカの経済問題と経済状況と経済政策と歴史についてはアメリカの経済と経済政策を参照。
アメリカ合衆国の軍需産業・軍需経済・軍事政策の関連性と歴史と国の経済に対する比率や影響力についてはアメリカの軍需経済と軍事政策を参照。
1981年に大統領となったロナルド・レーガンは、インフレの抑制、減税による投資促進、規制緩和の促進などにより、経済の供給サイドの強化を図る「レーガノミクス」を行った。インフレ抑制は前政権から続いていたマネーサプライに照準を合わせた金融政策により成果をあげたものの、国防費の増大と大幅減税により財政収支が悪化、そして高金利からドルレートが上昇し、経常収支の赤字が拡大した（双子の赤字）。金融が緩和する過程で株価は上昇をはじめM&Aがブームとなったが、ブラックマンデーにより株高経済はいったん調整した。
1990年代は、日本の経済が長期低迷に陥り、「失われた10年」と呼ばれたのとは対照的にアメリカ経済は非常に良好なパフォーマンスを示すようになり、「ニューエコノミー」と呼ばれた。低インフレと高成長を両立し、労働生産性も上昇したことから、アメリカ経済は新たな局面に入ったと言われた。1991年3月の景気の谷のあと、2001年3月まで10年にわたって景気拡大を続け、世界経済の牽引役となった。
2000年代の初期に入ると、ITバブルの崩壊によって、好調だったアメリカ経済は減速する。2001年9月11日には同時多発テロが発生し、アメリカ経済の減速に拍車をかけた。1980年代から続いている資産膨張を背景にした消費増大はアメリカ経済の根幹となり2007年夏ごろまで安定した成長を続けていたが、サブプライムローン問題を発端に、不動産価格の下落から深刻な世界金融危機が起きた。アメリカ国内の経済も深刻な打撃を受け、2009年にはゼネラルモーターズが経営破綻し、失業率が10%を記録するなど依然厳しい経済状況が続いた。
2022年、日本も加盟している経済協力開発機構（OECD）によると、アメリカ合衆国は人口3億人を超えているにもかかわらず、購買平価説に基づく一人当たりの給与額では、人口約60万人のルクセンブルク、人口約40万人のアイスランドと並んで、OECD加盟国のトップ3に入っている。つまり、3億人以上の人口を抱えるアメリカ合衆国の国民は、平均してルクセンブルクやアイスランドのような少数精鋭の先進国に匹敵する高給を享受しており、その給与の豊かさは他国とは桁違いなのである。また、2023年のアメリカの失業率は3.6％で、日本の2.6％には及ばないものの、OECD加盟国の平均である4.8％を下回っている。

### 観光産業
アメリカ合衆国における観光産業は、19世紀後半から20世紀初頭にかけて都市観光の形で急速に成長している。米国の観光は1850年代までに、文化活動ならびに産業の一つとしても確立したものとなっている。ロサンゼルスやフィラデルフィア、ボストンなどの都市は歴史や文化の面で観光地としてにぎわっており、イエローストーン国立公園やグランドキャニオン国立公園なども観光スポットとしてにぎわいを見せている。

## 科学技術

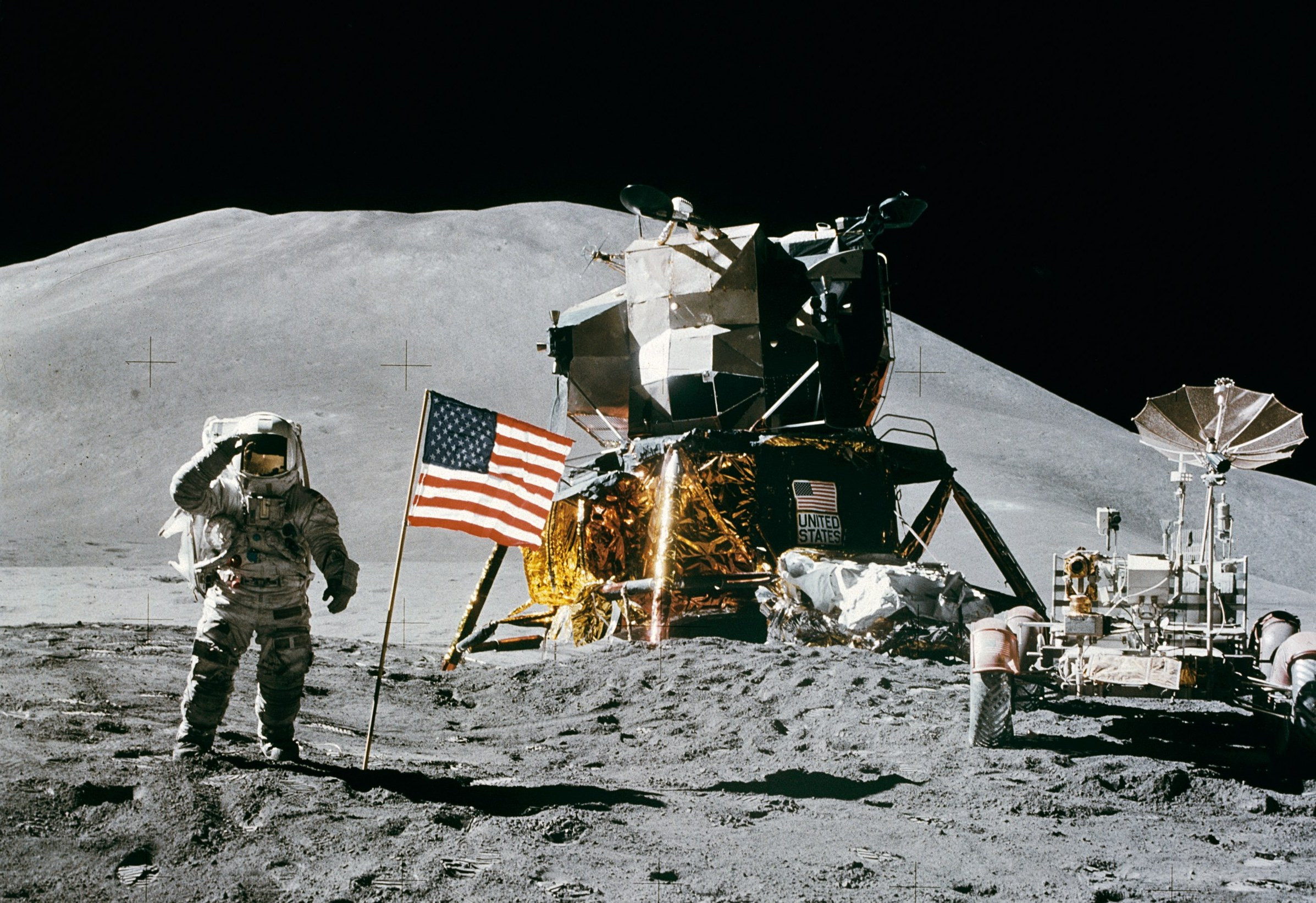
1971年、アポロ15号の月着陸船および月面車の隣で月面を歩く宇宙飛行士のジェームズ・アーウィン。月面着陸への取り組みは宇宙開発競争により引き起こされた

軍や軍需産業による先端技術開発への投資が活発なほか、大学などの研究機関が行う各種研究に対しての企業による寄付なども盛んに行われていることから、先端技術や種々の学問においては世界的に見て1、2を争うものが多い。
第二次世界大戦前後、ユダヤ人であるためナチスに迫害を受けた（アルベルト・アインシュタインなど）、あるいは祖国が戦火で荒廃した（フォン・ブラウンなど）などの理由でヨーロッパの科学者や技術者が多くアメリカに移住したため、戦後はアメリカがヨーロッパに取って代わり世界の先端的な科学技術や学問の中心になった面もある。
アメリカの大衆・大量消費文化や、先端的な医療、軍事、航空宇宙、情報・通信（IT）などのテクノロジーは、保有する基礎科学・応用科学の力に支えられて実現しているものであり、現代の科学技術文明を牽引する主要な国家であることは特筆すべきことであろう。
アメリカはメートル条約に加盟しているが、自然科学の分野以外ではヤード・ポンド法（米国慣用単位）が広く用いられている。ヤード・ポンド法を現在も使用している国はリベリア、ミャンマーとアメリカだけである。ジェラルド・フォード政権下の1975年にメートル法移行法（Metric Conversion Act）が可決されたが、ロナルド・レーガン政権が発足すると移行政策は頓挫した。市販される商品のパッケージなどには、ヤード・ポンド法とメートル法の並記が普通に行われている。航空分野などのアメリカが強い力を持つ産業分野では、国際的にもヤード・ポンド法を用いて計量することが多い。また温度に関しても摂氏ではなく華氏を用いることが一般的である。

## 国民

米国の人口ピラミッド

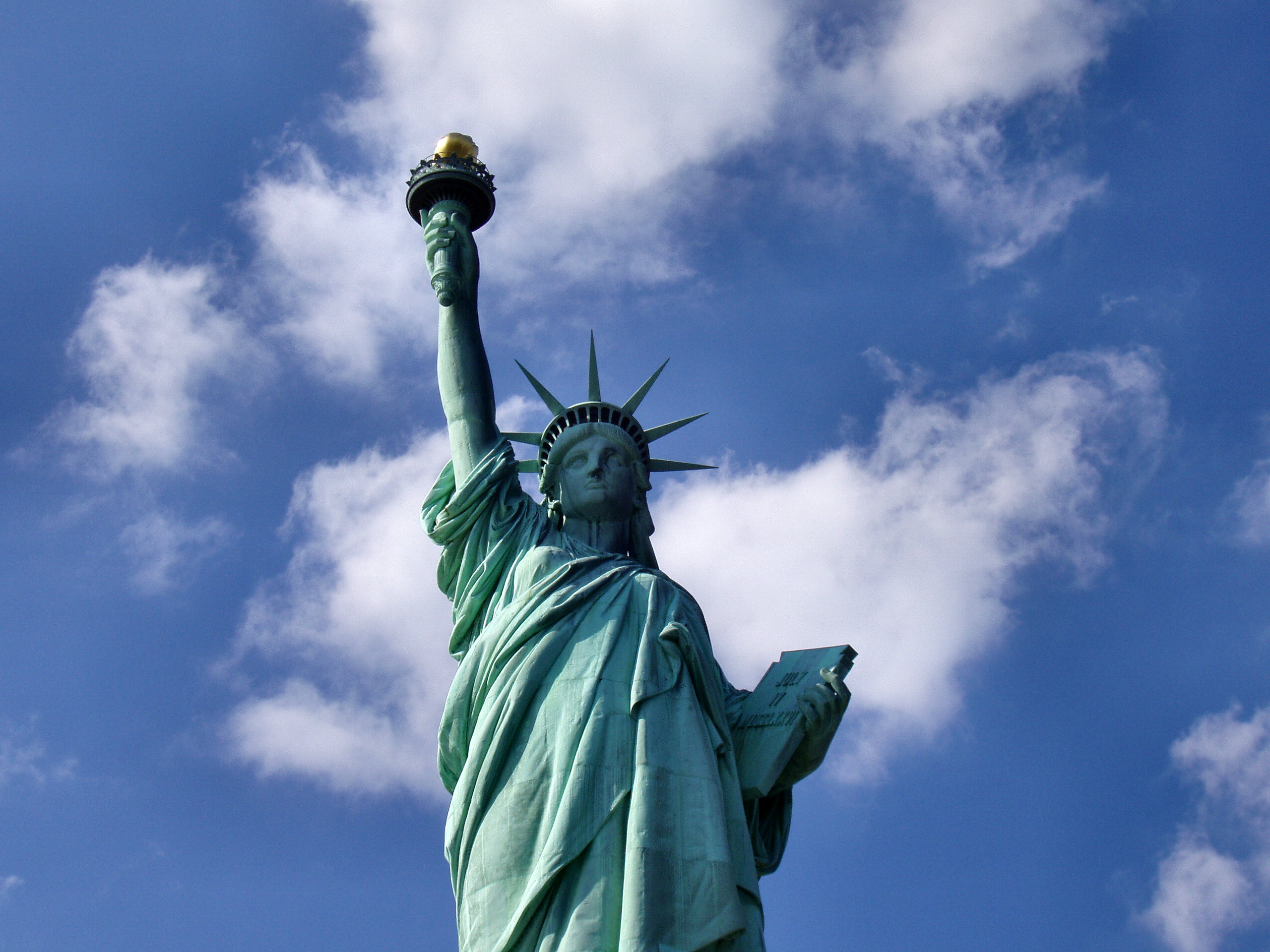
ニューヨークの自由の女神像は、米国ならびに自由、民主主義および機会の理想の象徴である。

アメリカ合衆国はもともと先住民族であるネイティブ・アメリカンが住んでいた。16世紀からはヨーロッパからの植民者が、17 - 19世紀には奴隷貿易によりアフリカからの黒人奴隷が、19世紀からはアジアからの移民が入ってきて、さらに人種間で混血が起こったため「人種のるつぼ」と呼ばれてきた。実際には異人種が融け合って生活する社会が形成されるよりも、「ゲットー」と称されるアフリカ系アメリカ人居住地域やチャイナタウンが代表するように、むしろ人種による住み分けが起きている。近年ではアメリカ合衆国を色々な野菜が入ったサラダに例えて「人種のサラダボウル」と呼ぶことが多くなった。
こうした中で人種差別問題、特にヘイトクライムと呼ばれる人種差別主義者による凶悪犯罪が頻繁に発生し、大きな社会問題となっている。そのほか、南部や中西部を中心にKKKなどの人種差別的な団体がいまだ半ば公然と活動している地域も存在する。アフリカ系の死刑執行率がヨーロッパ系に比べて極端に高いなど、裁判制度の不公平性も問題となっている。
アメリカの合計特殊出生率は2014年から減少傾向にあり2017年には1.76となっている。
人口は自然増、社会増双方の要因により増加し続けている。2006年には総人口が3億人を超えたと公式に発表された。

### 人種
人種・民族 （2013年）人種別:
人種・民族 （2013年）民族別:
世界でも有数の多民族国家である。2010年の人口統計によると、白人（ヨーロッパ系、北アフリカ系、中東系、中央アジア系、ラテン系）72.4%（2億2,355万人）、サハラ以南のアフリカ系（黒人）12.6%（3,892万人）、アジア系（東アジア、東南アジア、南アジア系）4.8%（1,467万人）、アメリカン・インディアン0.9%（293万人）、太平洋地域の先住民系0.2%（54万人）、2つ以上の人種を祖先とする国民（Multiracial American）2.9%（900万人）、その他6.2%（1,910万人）である。
もっとも多いのはドイツ系（17.1%）で、その次がアイルランド系（12.1%）、3番目にイングランド系（9.0%）となっている。スコットランド系やウェールズ系なども含めたイギリス系アメリカ人は13.0%を数え、ドイツ系、アイルランド系、イギリス系で全人口の4割以上を占めている。歴代大統領にはイングランド系（ワシントンなど多数）以外にスコットランド系（モンローなど）、アイルランド系（ケネディ）やドイツ系（アイゼンハワーなど多数）とオランダ系（ヴァン・ビューレン）、そしてアフリカ系（オバマ）が就任している。
いずれにせよ歴代大統領のルーツは西欧プロテスタント教徒に集中しており、歴代大統領で西欧カトリック教徒はケネディとバイデンのみ、アフリカ系はオバマのみ、またアジア系、ラテン系、スラブ系、ユダヤ系、ネイティブ・アメリカン系の家系を自身の主要なアイデンティティとして持つ、また非キリスト教徒の大統領はいまだ誕生していない。
また、以前のヒスパニック系は14.5%（4,190万人）だったが、2007年のアメリカの国勢調査による人口統計学では、新たに中南米諸国から移住したヒスパニックが18.5%（4,527万人）と増加傾向にあり、アフリカ系と減少傾向にあるドイツ系を超える人口構成となっている。

### 言語
- 英語（アメリカ英語）82.1%、スペイン語10.7%、その他、ハワイ語やアメリカ・インディアン諸語など。

アメリカ合衆国は独立以降、公用語が法で制定されず、建国の歴史から英語（アメリカ英語）が事実上の国語となってきた。2003年には、約2億1,500万人（5歳以上の全国民の82%）が家庭で英語のみを使用している。英語を母語としない国民でもたいていは英語を日常的に使用している。高齢者を除き、基本的な英語の知識は市民権取得の必須条件である。長年にわたる先住民の同化政策の結果、先住民の言語を話せる人口は非常に少なくなっており、十分な保護政策も取られておらず、多くが消滅の危機に瀕している。
アメリカ人の中には英語を連邦の正式な公用語とすることを希望する者が多く、現在30州が英語を公用語に指定している。2025年3月、ドナルド・トランプが大統領令で英語をアメリカ合衆国の正式な公用語に指定した。
ニューメキシコ、ルイジアナ、メイン、ハワイの4州では行政上英語以外の言語が事実上の第二言語とされている。ハワイ州では州憲法によりハワイ語と英語が公用語とされており、ルイジアナ州とメイン州ではフランス語が行政上の第二言語である。合衆国加入当時からスペイン（メキシコ）系住民の多いニューメキシコ州は常にスペイン語を非公式な第二公用語としてきた。アラスカの20の原住民言語はアラスカ州で、スー語はサウスダコタ州で公用語である。サモア語はアメリカ領サモアで公用語である。チャモロ語はグアムで、チャモロ語とカロリン語は北マリアナ諸島で、スペイン語はプエルトリコで公用語である。
スペイン語の話者は英語に次いで多く、特にカリフォルニア州、ニューメキシコ州、アリゾナ州、テキサス州などメキシコと隣接する地域やニューヨークやシカゴなどの大都市では日常的に用いられており、国内でもっとも学習者の多い外国語でもある。
近年増加傾向にある中南米スペイン語諸国からの移民であるヒスパニックには、英語を不自由なく喋ることのできない者も多いため、アメリカ国内の銀行のATMやスーパーマーケットのセルフレジなどではスペイン語が選択できるようになっているものも多い。2008年のセンサスによる人口予測では、2050年にはヒスパニックの人口は1億3,300万人となり、全人口の3割に達する見込みである。
英語以外の言語を州の公用語として認めるかどうかは、単に文化的問題に留まらず州の公文書をその言語で作成する必要があるかどうかという財政的側面があり、選挙でしばしば取り上げられる問題である。
- スペイン語話者が多い州 （ ）内は州人口比 アメリカセンサス2004年による[147]
  - ニューメキシコ州（43.27%）、カリフォルニア州（34.72%）、テキサス州（34.63%）、アリゾナ州（28.03%）、ネバダ州（19.27%）、フロリダ州（19.01%）、ニューヨーク州（15.96%）、ニュージャージー州（13.89%）、イリノイ州（12.70%）、コロラド州（12.35%）

### 婚姻と人名
アメリカ合衆国では結婚式を行なう前に「結婚許可証」を取得しなければならない。許可証の発行は役所で行なわれるが、州によっては手数料として現金を払う所も存在している。加えて申請の際は、婚姻予定となっている当事者同士がカップルで出向くことが条件となっている州が多く、その際には身分証明書の提出が必要となる。さらに、結婚許可証には有効期限があり、州によって違いがあるものの期間内に結婚式を行なわなければならない。
尚、アメリカ合衆国での結婚制度は州によって異なっているが、多くの州は男女ともに18歳を婚姻適齢としている。
同国では婚姻後の姓を自由に選択することが許可されている。それにより、相手の姓を用いる（夫婦同姓）ことや、自己の姓を用い続ける（夫婦別姓）ことも出来るほか、当事者達で新たに姓を創ることも可能である。

### 宗教
アメリカ合衆国における宗教（2014年）
プロテスタント48%、カトリック23%など（2016年現在）。キリスト教信仰者の比率は、1990年調査時の86.2%から2003年調査時の70%へと年々減少傾向にある。2016年の宗教分布は、プロテスタント48%、カトリック23%、ユダヤ教2.1%、その他、イスラム教、仏教、不可知論、無神論、ヒンドゥー教、ユニテリアン（Unitarian Universalist）がそれぞれ0.5%から0.3%である。無宗教は18.2%。
福音派は全人口の4分の1程度とされる。
アメリカ合衆国の現代キリスト教も参照。
米国憲法修正条項第1条は国教の制定を禁じている。しかし、大統領就任式の際に聖書を手に宣誓を行うなど（これまでの大統領がすべてキリスト教徒であったためであり、現在は信ずる宗教によって宣誓の対象を選ぶことが可能である）、米国社会ではキリスト教、特にプロテスタントの存在が非常に大きい。歴代大統領はカトリックであったケネディとバイデンを除き、全員がプロテスタントである。宗教的な理由から進化論を否定する者が多く、「公立校で進化論を教えるなら創造科学も合わせて教えるべき」とするキリスト教系宗教団体が州の教育委員会を相手取り論争を起こした例が数件ある。
ギャラップ調査2007年5月の調査によると、アメリカ人は、「神を信じる」と答えた人が86%、「天国を信じる」と答えた人が81%という結果が出た。

### 教育
アメリカの教育の特徴は、個人の尊重とプラグマティズムである。

### 保健

OECD各国の1人あたり保健支出（青は公的、赤は私的）

#### 医療

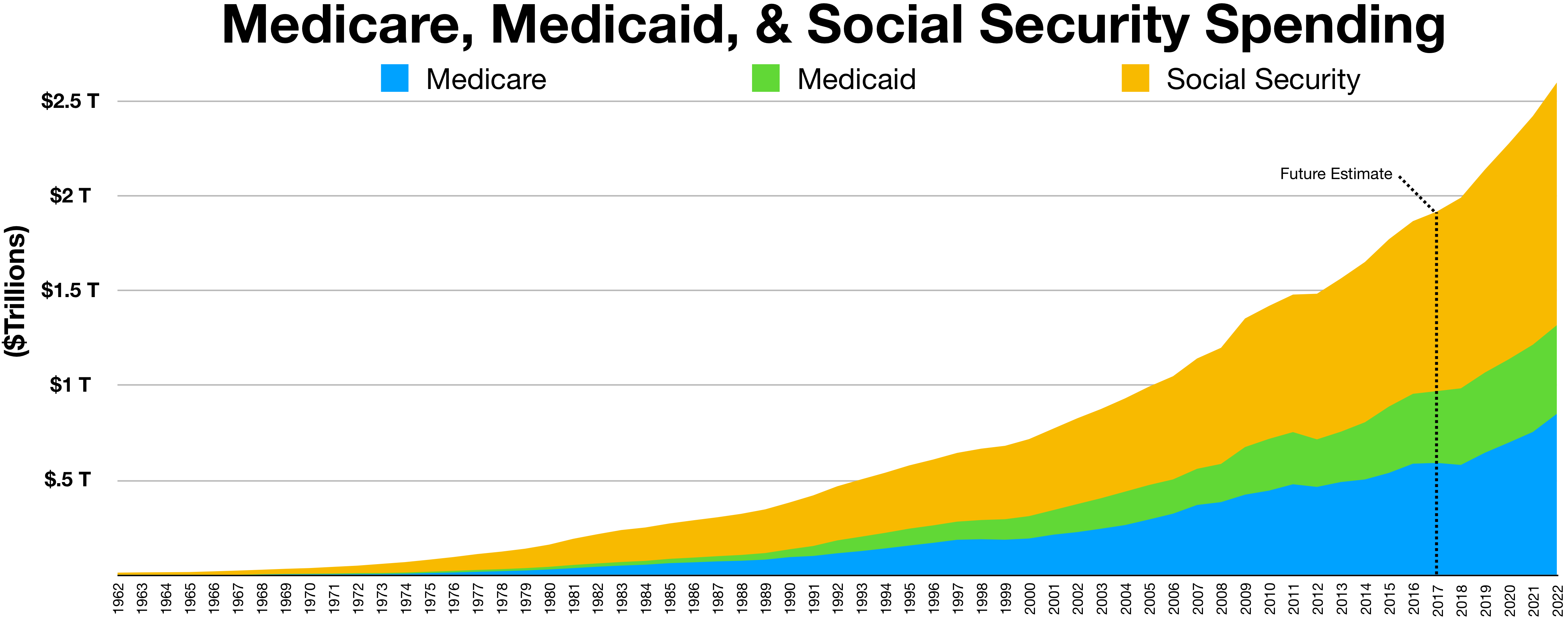
メディケア、メディケイド、ソーシャルセキュリティの支出推移

米国人の平均寿命は2011年では78.7歳であった。これは先進国の中ではワーストクラスである。人口1人あたりの保健支出、医薬品消費額はOECD各国中で1位であった。
低所得者層を中心に、ファーストフードの過剰摂取や運動不足、栄養学の知識の欠如により肥満になっている国民が先進国の中でもっとも多く（2003 - 2004年度には未成年の17.1%が太り気味で、成年の32.2%が肥満という調査結果が出ている）。
また米国ではプエルトリコ自治連邦区を除いて、ユニバーサルヘルスケア制度が実現されていない（クリントン政権時代にヒラリー・クリントンによって提案されたが立ち消えになった）。国民の31.6%は公的保険、53.1%は民間保険に加入しているが、近年は民間保険の保険料が高騰しているため、米国国勢調査局は2010年では499万人の市民（人口の16.3%）が保険未加入であると報告した。高額の保険料は米国の国際競争力にも悪影響を及ぼしている。しかし、オバマはユニバーサルヘルスケアを目指し、2010年に医療制度改革法案（オバマケア）が賛成多数で可決された。これにより、アメリカの医療保険制度は歴史的転換点を迎えた。

## 社会

### 所得格差・資産格差

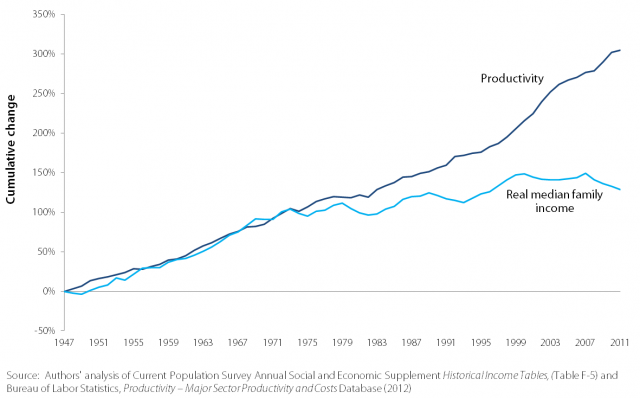
1947 - 2009年の生産性および実質家計所得平均成長率

ほかの先進国と比べて、所得税、贈与税、相続税（遺産税）率の累進性やキャピタルゲインへの税率が低く、資産格差を拡大させている。等価可処分所得を基にしたジニ係数は0.372（2004年、ルクセンブルク所得研究所調べ）で、主要先進国中最高である。
クレジットカード会社による入会審査の基準が緩く、しばしば大学生などを対象に強引な勧誘が行われていることもあり、クレジットカードを入手するのが非常に簡単である。その結果、恒常的にカードローンに依存するワーキングプアが増えている。逆に然るべき期間のカード利用歴（クレジット・ヒストリー、信用情報）がないと商取引で信用されず、いくら現金を持っていても住宅を購入する際などに融資を受けられないことがある。日本と異なり、100ドル札といった高額紙幣の信用が低いため、現金決済よりもクレジットカード決済が好まれる傾向がある。よって、信用が低い層は即時払いのデビットカードを持つことが多い。
高度な学歴社会であり、アメリカン・ドリームを達成できるごく少数の個人を除いて職業や収入、社会的地位は学歴に大きく依存する。自治体の教育関係の予算は学区の税収と予算案に対する住民投票によって決定され、質の高い教育を提供できる教師の確保にも影響するため、公立学校の教育レベルは学区により大きな違いがあり、公立学校で良好な初・中等教育を受けるためには、都市圏の教育に関心が高い裕福層が住む地区に居住する必要がある。私立学校の入学金・授業料は非常に高額で、入学には親の社会的地位や学歴、家柄、寄付金も選考要件となる。低所得層の子女が私立学校に通学できるように教育バウチャーを支給している自治体もあるが、その効果は激しく議論されている。このように、良好な教育を受ける機会は親の収入・資産に依存しており、所得・資産格差が学歴社会を通して次の世代の所得格差に受け継がれることになる。

## 同国に対する批判

### 大量消費、拝金主義、物質主義
第二次世界大戦以前より今日まで、世界を席巻する主要な大衆消費"文化"の母国としてより強く認識されている。大量に供給され短期間に消費される音楽、テレビ番組、ハリウッド映画などの娯楽、自動車、あるいはファストフードやコカ・コーラなどの食品などに代表される大量消費文化が、世界のどの国よりも支配的である。
すでに1830年代から、アメリカ合衆国は拝金主義的、物質主義的な風潮が蔓延していると指摘されていた。たとえばアレクシス・ド・トクヴィルは、アメリカ合衆国について、ヨーロッパ諸国と比較しつつ、「この国（=アメリカ合衆国）ほど金銭欲が人々の心に大きな場所を占めている国はない」と指摘した。アメリカ人が高等教育まで進む場合、「金になる特別の対象にしか向かわない。仕事で儲けるのと同じ態度で学問を研究し、しかもすぐ役に立つことが分かる応用しか学問に求めない」と、合衆国に拝金主義、物質主義が蔓延していることを指摘した（De la démocratie, 1835）。
ニューヨーク連銀によると、2017年3月末の家計の債務残高は12兆7,250億ドルで、金融危機時の2008年9月末に記録した過去最高水準（12兆6,750億ドル）を500億ドル上回った。学生ローン残高は3月末時点で1.34兆ドルに達し、2008年から2倍に膨らんだ。この事実はアメリカ合衆国の大量消費文化にまったく無関係であるというわけではなく、よくも悪くもアメリカ合衆国は借金文化の定着した国である。
エルマー・ライス（1892年 - 1967年）は、『The Left Bank』（1931年）において、米国の物質主義から逃避するために国外移住をはかる物語を描いた。
アーネスト・カレンバックは1975年に『エコトピア』を出版したが、この本は「アメリカ人の生活にある諸相の中でも消費者主義と物質主義に対する抗議」だったと評されている。
アメリカ合衆国において1980年代以降、かつてないほどに低俗な商業主義（物質主義）が蔓延していることを、ジョン・カーペンターは1988年の映画『ゼイリブ』において戯画的に描いて批判した。
米国の物質主義、拝金主義、利己主義は、他国にもさまざまな悪影響を及ぼしている。たとえば近年においては、国内において禁煙運動が進みタバコの消費量が減ったことから、アメリカのタバコ製造会社が、タバコ規制が緩かった東欧の旧社会主義国や、中南米、中華人民共和国などの発展途上国を中心とした市場開拓を積極的に行っていることや、ナイキなどの大手衣類メーカーが製造コスト低減のために、同じく発展途上国において未成年の労働者を安価に大量に酷使していたことなどが大きな批判を浴びている。
米国の大衆消費文化、拝金主義、物質主義は、世界中の多くの国でしばしば「低俗」あるいは「画一的」として嫌悪されている。ウルグアイ文学の作家、ロドーは『アリエル』（1900）において、キャリバンによって象徴される物質主義的なアメリカ合衆国文明を批判し、アリエルによって象徴される精神主義的なラテンアメリカ文明を対置して描いてみせた。ロドーの「アリエル主義」は瞬く間にラテンアメリカの青年層の広い支持を集めた。
ただし、他国でもやはり拝金主義や物質主義的な考え方に染まった者も多く、そういった論者は「米国の大量消費文化は、よくも悪くも経済活動と密接につながっているため、各国において消費意欲を喚起し、その結果アメリカ経済ひいては各国の経済を牽引する存在となっている」などと、もっぱら経済面・金銭面にだけ着目し、好意的な論調で語ることも多かった。ただし、2000年を過ぎ、サブプライムローン問題、リーマンショックなどによって米国流の資本主義、拝金主義がその内部に根本的な欺瞞や問題を抱えていたことが露見し、それが他国民にも深刻な被害をもたらすことが明らかになって以降は、米国流の拝金主義・物質主義を手放しに好意的に扱う論調はかなり減った。

### グローバル化の指導役
アメリカ合衆国は、冷戦終結以降急速に進んだグローバリゼーションを牽引した国としても知られている。このことに対する批判として、他国の持っていた独自の文化や高いモラルをアメリカ型の資本主義システムが駆逐してしまった、それまで貧富の差が少なかった国に貧富の差が拡大した、文化面やテクノロジーの面などで画一化が進んだなどがある。
しかし、2017年アメリカ合衆国はTPPから離脱しアメリカ抜きのTPP11が発足した。その後、パリ協定にもアメリカは脱退し、日本などがアメリカの対応について猛烈に批判した。

## 治安
合衆国の犯罪発生率は、地域、州によって大きく異なる。たとえば、凶暴犯罪（殺人、強姦、強盗、加重暴行）の2002年時点の発生件数をみると、人口10万人あたりの合衆国平均は495人だが、州ごとの分布はノースダコタ州の78人から、コロンビア特別区の1,633人まで、20倍以上のばらつきがある。日本やイギリス、ドイツなどのほかの先進諸国と比べて、都市部、地方にかかわらず銃や麻薬による犯罪が蔓延しているイメージがあるが、統計的にこれは誤りである。
アメリカ合衆国憲法修正第2条により民間人も自衛のために銃の使用が許可されている国（ただし、この条項は民兵の武装を認めているだけで、ごく普通の一般市民の武装について言及しているわけではないという学説もある）とはいえ、街中に銃砲店が普通にあり比較的簡単に銃を、そしてスーパーマーケットでも実弾が購入できるという現実は「銃社会」を助長させている。
歴史的な経緯から全米ライフル協会（NRA）は強力な政治的発言力を持つ事実上の圧力団体であり、銃規制につながる立法を再三阻止している。過去数度にわたり何人もの大統領が銃によって暗殺されているほか、銃犯罪による死者の数が、2000年以降に限っても毎年年間1万人を大きく超えるなど、世界でも例を見ない「銃犯罪大国」である。
成年者による銃犯罪だけでなく、中学校や高等学校において生徒が銃を乱射し死傷者を出す事件が毎年のように発生する事態を招いている。このため銃を購入できる年齢を18歳から21歳に引き上げたり、一部の学校では校舎に入る際に金属探知機による保安検査を行ったりしている。しかし、それでもコロンバイン高校銃乱射事件やバージニア工科大学銃乱射事件など学内における銃乱射事件は防ぎきれていない。幼い子供が家族の所有する、安全装置を解除された銃で遊んでいるうちに誤って自分や友人、家族を撃ち殺してしまう事故も後を絶たない。
ギャングの抗争による殺人事件や人種差別を元にした殺人事件も多く発生するほか、外国人観光客や駐在員、留学生などが犯罪に巻き込まれ死亡するケースが毎年のように起きているなど、銃による脅威を受けるのは一時滞在の外国人も例外ではないため、観光客の誘致にも悪影響を与えている。
近年では家庭内における暴力的・性的な過激シーンを含む映画・漫画・ゲームなどが未成年の子供に悪影響を与えているとして規制しようという動きもある。

### 治安維持

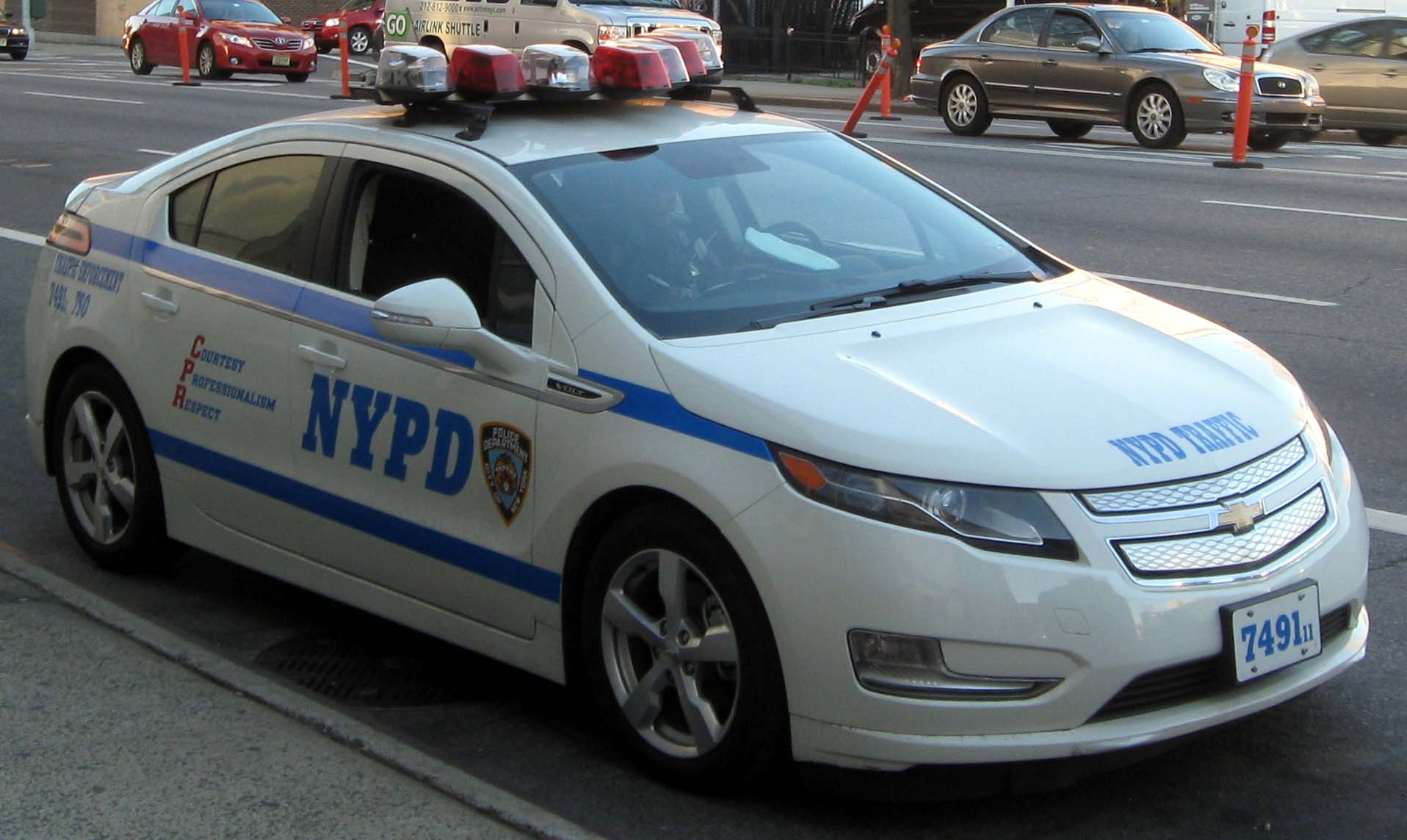
米国の法執行は、おもに地元警察により維持される。ニューヨーク市警察（NYPD）は国内最大である

アメリカ合衆国には 17,985の警察機関があり、市警察、郡保安官事務局、州警察、および連邦法執行機関が含まれる。これらの機関の法執行目的は、犯罪行為の容疑の調査、州（または連邦）検察官への調査結果の照会および司法措置が保留されている犯罪容疑者の一時拘留となっている。

### 人権
マルクス・ガブリエルはアメリカを「他ならぬ世界最大の人種差別大国」と表現したが、質の高いエビデンスとされる2019年のメタアナリシスによると、米国における有色人種に対する雇用差別は、フランス、オランダ、スウェーデン、ベルギー、英国よりも低い。他人の権利の尊重、資源の公平な配分、汚職の少なさ、情報の自由な流通など基本的人権による2023年積極的平和報告書概要によると、アメリカ合衆国は、2023年積極的平和世界ランキングの前年度16位（2023年26位）と、先進的な国であるが、周知の通り、2022年世界平和度指数では163カ国中129位と、実質的な平和に関しては世界の中でも遅れている。

## メディア

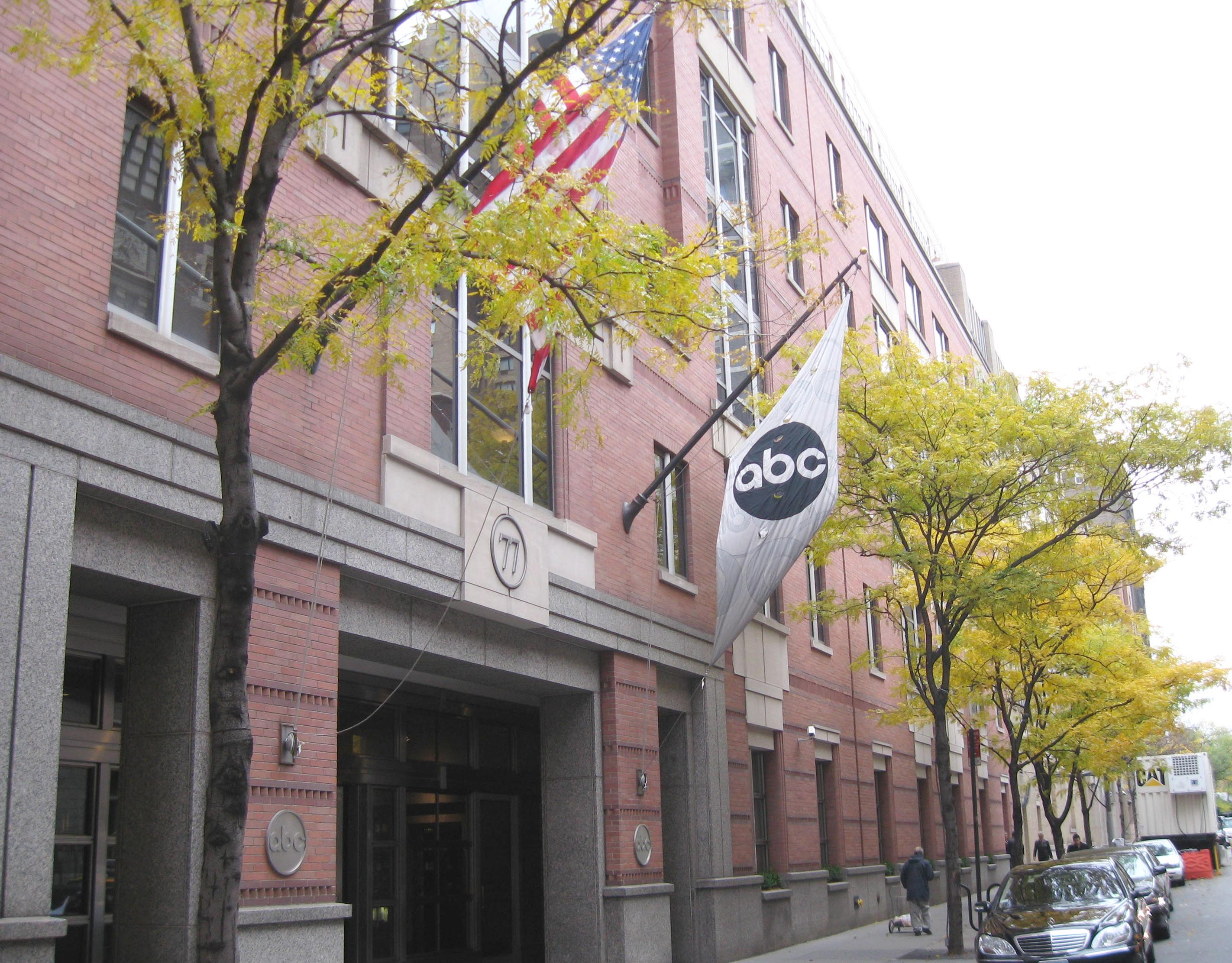
ニューヨークのアメリカン・ブロードキャスティング・カンパニー本社

### マスコミ
新聞は約1,500紙が発行されている。一般的には地方紙が好まれるが、地方紙の地元記事以外の内容は大手新聞から購入したものが多い。全国紙としてはUSAトゥデイ（227万部）、ウォール・ストリート・ジャーナル（206万部）が部数競争を繰り広げている。影響力の大きい新聞としてはニューヨーク・タイムズ（112万部）、ワシントン・ポスト（69万部）、ウォール・ストリート・ジャーナルの3紙があげられる。1985年の総発行部数は約6,000万部、2006年が5,000万部である。人口1,000人あたりの普及率は約270部で、これは先進国では最低レベルである。
ABC、NBC、CBSの3大ネットワークはそれぞれニュース制作に特化した子会社を有し、プライムタイムに放送されるニュース番組に非常に力を入れている。現在は視聴率の高い順にNBCナイトリー・ニュース、ABCワールド・ニュース、CBSイブニング・ニュースとなっている。60ミニッツなどの報道特集番組も人気がある。

## 文化

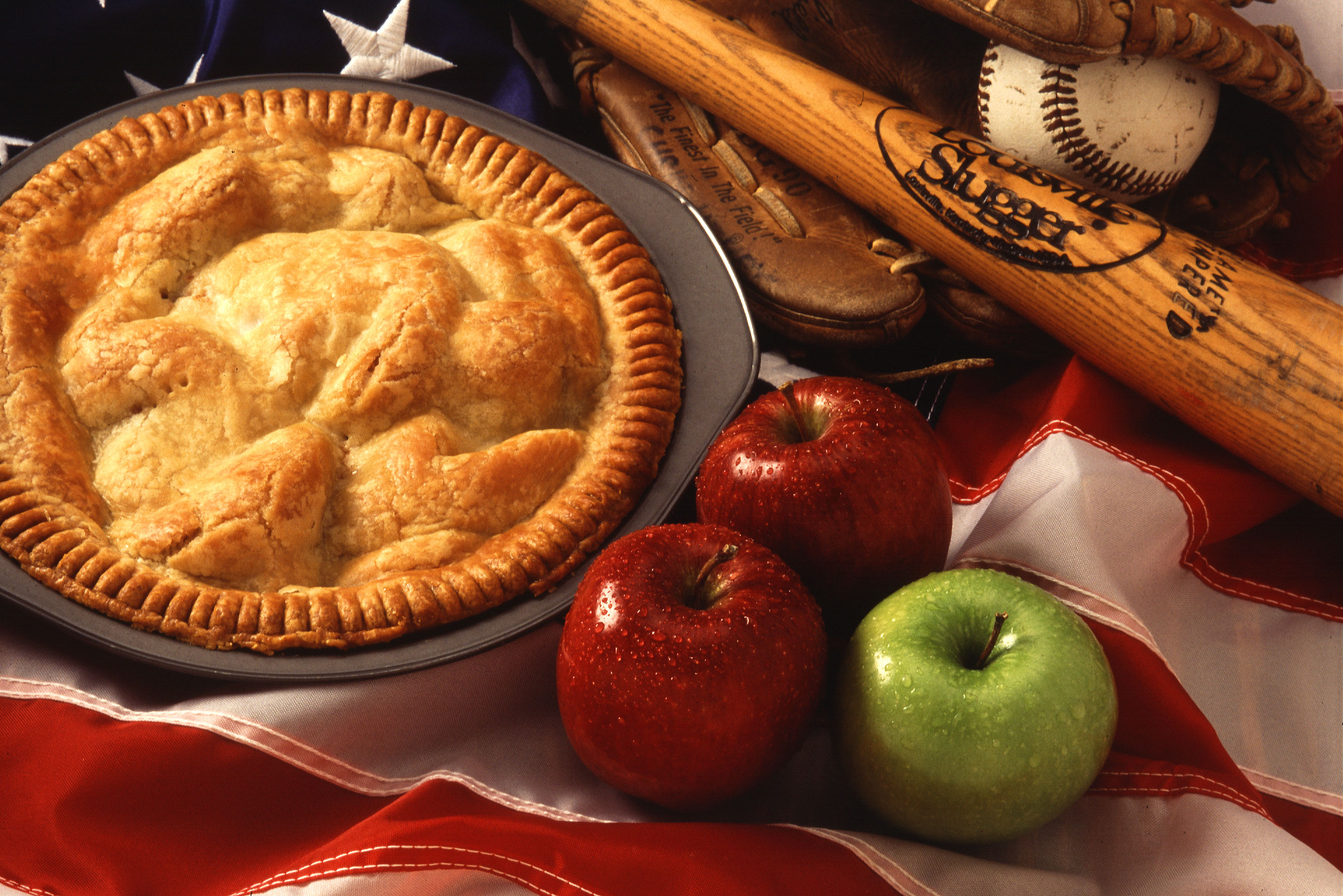
アップルパイは一般にアメリカ料理を連想させる食品である

### 先住民の文化
先住民はしばしば開拓者や建国初期のアメリカ人が新大陸で生き延びるのに多大な貢献をしてきた。ポカホンタス、スクァント（Squanto）、マサソイト酋長、サカガウィアらはアメリカの建国神話に欠かせない存在である。初期の開拓者の男性たちは、未知の土地で生存するためにしばしば先住民のサバイバルの知恵を身につけた。彼らの中には先住民の女性を妻とした者が少なくなく、結果として多くのアメリカ人が先住民の血を引いている。
アメリカの重要な作物であるトウモロコシ、カボチャやウリ、インゲンマメは先住民族が昔から栽培していたものである。現代の防寒着アノラックやパーカは北極圏のイヌイットやエスキモーの防寒着を元にしており、カヤックやカヌーは現在でも先住民族の使っていたもののデザインを忠実に受け継いでいる。大平原の先住民族の伝統的な携帯保存食のペミカンは世界各国の南極探検隊にも採用された。 ニューヨーク州立大学バッファロー校のドナルド・A・グリンド・ジュニア博士（Donald A. Grinde Jr.）をはじめとする歴史学者らは、アメリカ合衆国の民主制度はイロコイ連邦の民主制度がモデルとなっていると主張している。
先住民族はしばしばアメリカのロマンティックなシンボルとして用いられてきた。先住民族に由来する名前は、アメリカの地名や野生動物の名称によく見られる。ニューヨークのタマニー・ホール（Tammany Hall）という民主党マシーンは先住民の言葉を政治に好んで用いた。近年になって差別的という意見が大多数を占めるまでは、大学や高校などがスポーツチームのマスコットに先住民族のキャラクターを採用することも珍しくなかった。
しかし先住民族の存在が国家の利益の障害であると見なされると、彼らの人権は近代化の名のもとに踏みにじられてきた。1960年代に入り、公民権運動を通して人種差別に対する国民の意識が高まり、心霊主義や環境主義に対する関心が高まってようやく、先住民族の文化が再評価されるようになった。

### 食文化

#### 世界の料理
アメリカの国民は先住民のほか、世界各国からの移民とその子孫によって構成されているため、都市部では世界各国の料理やそれらをアメリカ風にアレンジしたものを気軽に楽しむことが可能である。イタリア料理や中華料理、メキシコ料理（テクス・メクス料理）などが非常にポピュラーなものとして日常的に楽しまれているほか、1980年代以降は寿司や照り焼きをはじめとする日本料理が都市部を中心に人気を博しており、日本料理のレストランで食すことができるだけでなく、スーパーマーケットなどで豆腐や醤油、麺類などの食材を調達することも可能である。

#### ファストフード
高度にマニュアル化されたファストフードチェーンにより提供されるハンバーガーやホットドッグ、チキン、タコスなどのファストフードや、冷凍食品などのインスタント食品が安価かつ手軽な事実上の「国民食」として広く食されているものの、脂肪分や塩分、糖分の多さなどから上記のように低所得者層を中心に肥満や心臓病などの原因となっており、ファストフードチェーン店の従業員の低賃金と合わせて深刻な社会問題となっている。

#### 菜食主義
社会的、宗教的および心霊主義的な理由から菜食主義を奨励する運動は19世紀から存在したが、1960年代に環境主義や東洋思想への関心が国内で高まるのと同時に菜食主義への関心もかつてない高まりを見せた。現在、1%から2.8%のアメリカ人が肉、家禽、魚をまったく食べないと回答している。普通米国でベジタリアンというと卵と乳製品は摂る卵乳菜食を指すことが多いが、中には動物性の食品を一切摂らないヴィーガンもいる。ベジタリアンは西海岸と東海岸に比較的多く、中西部や南部には比較的少ない。ベジタリアンの人口は都市部に集中している。ベジタリアンが多い地域では、ベジタリアン向けの料理をメニューに明記しているレストランやベジタリアン料理専門のレストランも見られる。

#### 有機食品
近年、ほかの先進国と同じくアメリカ合衆国でも有機食品への関心が高まっている。アメリカ合衆国で生産される食料の約2%は有機農法に従って生産されている。アメリカ国内での過去10年間の有機食品の売り上げは年率20%の成長率を見せている。2005年の有機食品の総売上は128億ドルを計上した。有機農法を用いている農地の増加率はアメリカが世界一である。

### 文学
- ワシントン・アーヴィング - 『スケッチ・ブック』（1819年 - 1820年）
- ジェイムズ・フェニモア・クーパー - 『モヒカン族の最後』（1826年）
- エドガー・アラン・ポー - 『モルグ街の殺人』（1841年）
- フレデリック・ダグラス - 『フレデリック・ダグラス自叙伝；アメリカの奴隷』（1845年）
- ナサニエル・ホーソーン - 『緋文字』（1850年）
- ハーマン・メルヴィル - 『白鯨』（1851年）
- ハリエット・ビーチャー・ストウ - 『アンクル・トムの小屋』（1852年）
- ルイーザ・メイ・オルコット - 『若草物語』（1868）、『続・若草物語』（1869年）、『第三若草物語』（1871年）、『第四若草物語』（1886年）
- フランシス・ホジソン・バーネット - 『小公子』（1886）、『小公女（セーラ・クルー）』（1888年）
- ジーン・ウェブスター - 『あしながおじさん』（1912年）、『続あしながおじさん』（1915年）
- エレナ・ホグマン・ポーター - 『少女パレアナ（少女ポリアンナ）』（1913）、『パレアナの青春（ポリアンナの青春）』（1915年）
- スターリング・ノース - 『はるかなるわがラスカル』（1963年）
- マーク・トウェイン - 『トム・ソーヤーの冒険』（1876年）、『ハックルベリー・フィンの冒険』（1885年）
- F・スコット・フィッツジェラルド - 『グレート・ギャツビー』（1925年）
- ウィリアム・フォークナー - 『響きと怒り』（1929年）、『アブサロム、アブサロム!』（1936年）
- アーネスト・ヘミングウェイ - 『武器よさらば』（1929年）、『老人と海』（1954年）
- ダシール・ハメット - 『マルタの鷹』（1930年）
- エズラ・パウンド
- ラングストン・ヒューズ
- ジョン・スタインベック - 『怒りの葡萄』（1939年）
- トルーマン・カポーティ - 『遠い声 遠い部屋』（1948年）
- マリア・フォン・トラップ - 『トラップ・ファミリー合唱団物語』（1949）
- アイザック・アシモフ - 『宇宙の小石』（1950年）
- J・D・サリンジャー - 『ライ麦畑でつかまえて』（1951年）
- レイ・ブラッドベリ - 『華氏451度』（1953年）
- アレン・ギンズバーグ - 『吠える』（1956年）
- ジェイムズ・ボールドウィン - 『ジョヴァンニの部屋』（1956年）
- ジャック・ケルアック - 『路上』（1957年）
- レイモンド・チャンドラー - 『プレイバック』（1958年）
- ロバート・A・ハインライン - 『宇宙の戦士』（1959年）、『月は無慈悲な夜の女王』（1966年）
- ウィリアム・S・バロウズ - 『裸のランチ』（1959年）
- フィリップ・ロス - 『さようならコロンバス』（1959年）
- ジョン・アップダイク - 『走れウサギ』（1960年）
- トマス・ピンチョン - 『競売ナンバー49の叫び』（1966年）
- スーザン・ソンタグ - 『反解釈』（1966年）
- リチャード・ブローティガン - 『アメリカの鱒釣り』（1967年）
- フィリップ・K・ディック - 『アンドロイドは電気羊の夢を見るか?』（1968年）
- カート・ヴォネガット - 『スローターハウス5』（1969年）
- トニ・モリスン - 『青い眼が欲しい』（1970年）
- スティーヴン・キング - 『キャリー』（1974年）、『シャイニング』（1977年）、『スタンド・バイ・ミー』（1982年）
- アレックス・ヘイリー - 『ルーツ（en:Roots:The Saga of an American Family）』（1976年）
- ジョン・アーヴィング - 『ガープの世界』（1978年）
- グスタフ・ハスフォード - 『フルメタル・ジャケット』（1979年）
- レイモンド・カーヴァー - 『愛について語るときに我々の語ること』（1981年）
- ジェイ・マキナニー - 『ブライト・ライツ、ビッグ・シティ』（1984年）
- ブレット・イーストン・エリス - 『レス・ザン・ゼロ』（1985年）
- ティム・オブライエン - 『本当の戦争の話をしよう』（1990年）

#### 漫画
アメリカの漫画文化は1980年代以降、とくに新聞連載漫画（newspaper strip）、コミックブック（main stream comics）、オルタナティブ・コミック（alternative comics）という三つの分野において顕著な発展を見せた。
新聞連載漫画の分野では、ぬいぐるみのトラと少年の物語を描いた『Calvin and Hobbes』（ビル・ワターソン）、犬のスヌーピーと飼い主の少年を中心とした日常物語を描いた『Peanuts』（チャールズ・M・シュルツ）、成長する家族の物語を描いた『For Better or For Worse』（リン・ジョンストン）、怠け者の社員とその企業を皮肉めいて描き起こした『Dilbert』（スコット・アダムス）などが人気を博した。コミックブックの分野では『Dark Knight Returns』（フランク・ミラー）や『Watchmen』『V for Vendetta』（ともにアラン・ムーア）、『The Sandman』（ニール・ゲイマン）といった作品が広く読者の支持を集め、個人出版や小出版社によるオルタナティブ・コミックの『Love and Rockets』（ヘルナンデス兄弟）、『Bone』（ジェフ・スミス (漫画家)）などの作品とともにアメリカのみならず広く世界へ浸透していった。

### 哲学
植民地時代においては清教徒が多く入植したためピューリタニズムの伝統が強く、また建国に際してジョン・ロックの社会契約説などのヨーロッパの啓蒙思想が理論的背景となったため、哲学においてもこの両潮流の影響を強く受けている。独立運動時代の18世紀にはトマス・ペインの『コモン・センス』（1776年）や『人間の権利』（1791年）など自由主義的な社会思想が発達した。19世紀にはラルフ・ワルド・エマーソンや隠遁者ヘンリー・デイヴィッド・ソロー、ウォルト・ホイットマンらの超越論哲学と、チャールズ・サンダース・パース、ウィリアム・ジェームズ、ジョン・デューイらのプラグマティズム哲学がおもな潮流となり、特にウィリアム・ジェームズの『純粋経験論』は日本の西田幾多郎の初期西田哲学（『善の研究』）に大きな影響を与えている。
20世紀以降はアメリカ合衆国の世界的地位向上とともに多種多様な現代思想が発達したが、とりわけ20世紀後半には『正義論』（1971年）で社会契約を再び基礎づけたリベラル派のジョン・ロールズや、ロールズらリベラル派に対抗して共同体主義を唱えたコミュニタリアン派のアラスデア・マッキンタイアらがリベラル・コミュニタリアン論争を繰り広げた。そのほかにも、『アナーキー・国家・ユートピア』（1974年）でロールズの『正義論』を批判したロバート・ノージックらのリバタリアニズム（自由至上主義）の伝統もある。

### 音楽
さまざまな国から来た移民たちが持ち寄った楽器やリズムを組み合わせ発生した、古くはカントリー・ミュージックやジャズ、近年ではロックンロールやヒップホップなどのさまざまなジャンルの音楽の発祥地、本場として知られており、世界的に著名なアーティストを多数輩出している。これらの音楽と踊りを組み合わせたショーであるミュージカルの本場としても有名である。
これらの音楽を楽しむためにレコードやジュークボックス、ドルビーやiPodなどのさまざまな音響機器や技術を生み出しているほか、MTVやクラシックチャンネルなどの音楽専用ケーブルテレビチャンネルも生み出すなど、音楽とその関連業種は現在においても大きな外貨獲得元となっている。

### 被服・ファッション

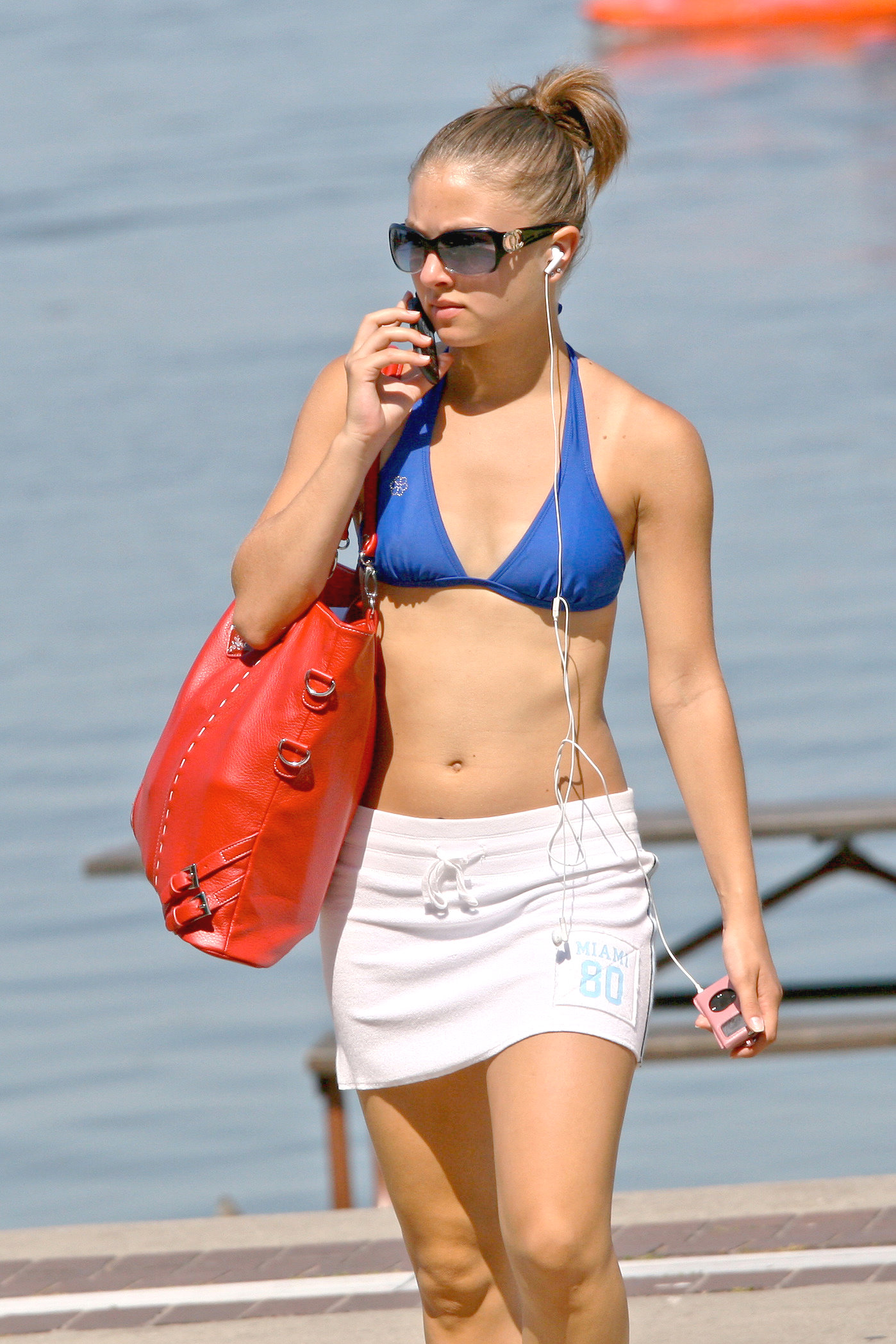
海辺の街道を歩く若いアメリカ人女性（2007年夏撮影）

アメリカのファッションは世界における洋式の服装の中でも大衆的なイメージを定着させているものとして知られており、同時にヨーロッパ各国と並んで先進的なデザインを生み出して来た面を持ち合わせている。
現在に至るまでフランス、イタリア、イギリス、ドイツ、日本と並び、ファッションデザイン業界をリードする国の1つに数えられている。

### 建築
アメリカの建築は、独立以前のスペインとイギリスによる支配と独立から2世紀以上の歴史に渡り、多種多様な建築様式と構築形態を示している。

### 映画

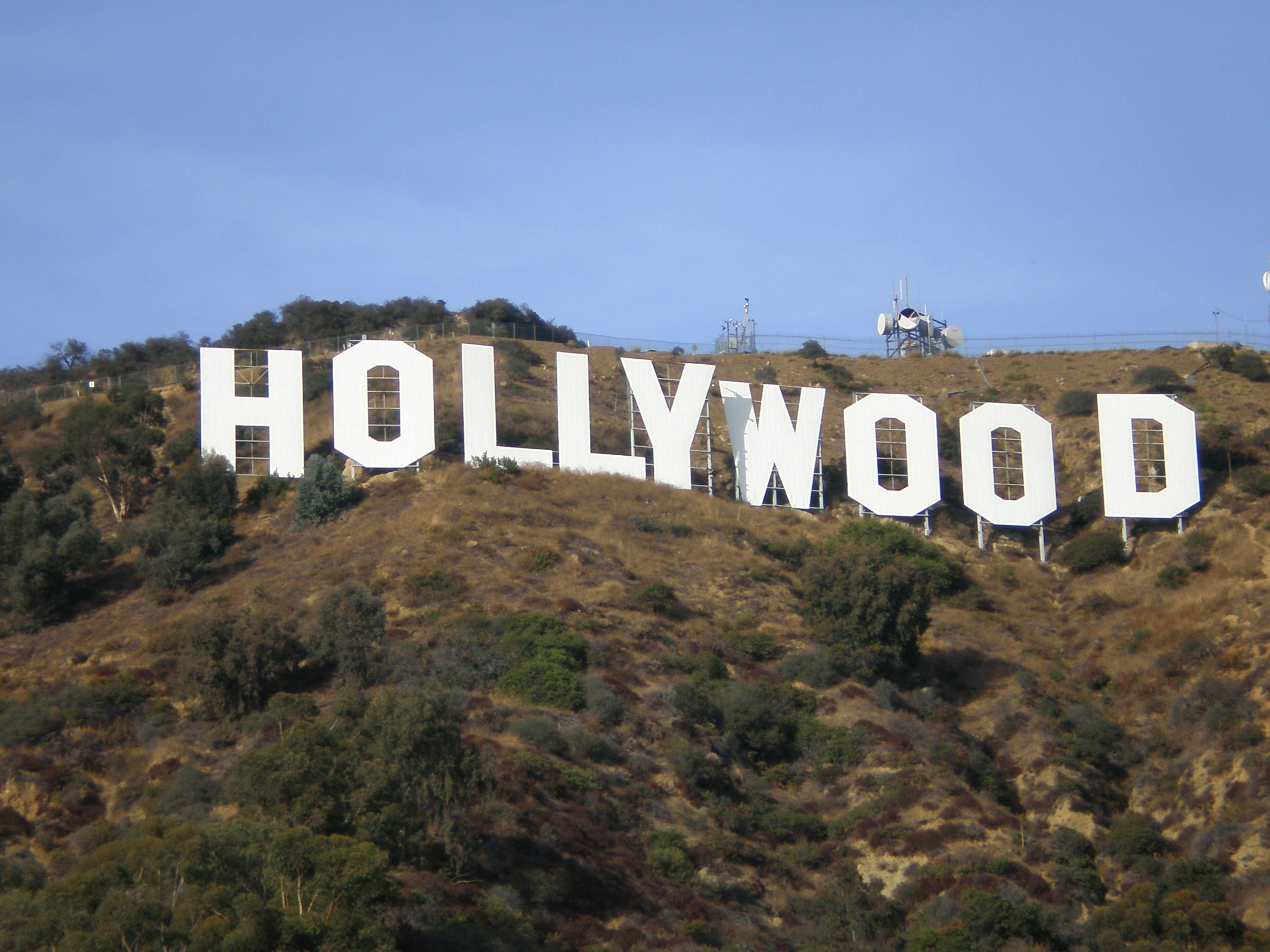
カリフォルニア州・ロサンゼルスのハリウッドサイン

アメリカの映画産業は、メジャースタジオ｢ハリウッド ビック5｣の多くが立地する西海岸のハリウッドを中心に大きな発展を遂げ、1930年代にはスタジオ・システムによる寡占体制を構築、「撮影所の黄金時代」と呼ばれる繁栄に至った。
第二次世界大戦後、テレビ放送の普及によって映画館への入場者数は減少したが、1970年代に入ると『スター・ウォーズ』などの宇宙をテーマにした映画や『ジョーズ』を始めとするブロックバスター映画の登場により復活を遂げた。
2010年代に入るとディズニー傘下のマーベル・スタジオによるマーベル・シネマティック・ユニバース作品が世界的に成功し、『アベンジャーズ/エンドゲーム』が世界一の興行収入を得る事が出来た。
今日においても、アメリカ合衆国は世界の映画産業の中心を占める国の一つである。

### アニメーション

ミッキーマウスはアメリカ文化の象徴である。

ウォルト・ディズニーとロイ・O・ディズニーが創始したウォルト・ディズニー・カンパニーのウォルト・ディズニー・スタジオによる長編アニメーション映画が世界的に有名で、過去には世界のアニメーターの多くに影響を与えた。ほかにも、ユニバーサル・スタジオやコロンビア ピクチャーズなどの米国製テレビアニメーションのザ・シンプソンズやファミリー・ガイ、サウスパークは日本でもテレビ放映されている。
ウォルトの死後、長い低迷期を経験したディズニーであったが、1980年後半から1990年代にかけて『リトル・マーメイド』や『アラジン』など、アニメーション映画が相次いで商業的成功を収め、世間と評論家の関心を取り戻した。これはディズニー・ルネサンスと呼ばれる。
1995年にピクサーがディズニーと共同製作し、世界初の長編フルCGアニメーション映画となった『トイ・ストーリー』以降は、コンピュータグラフィックスを使用したアニメーションが増加し、今日では手書きアニメーションに代わって主流となっている。

### テーマパーク

日本の東京ディズニーリゾートはアメリカ文化の象徴である。

ディズニーランドやユニバーサル・スタジオ・ハリウッドなどの世界的テーマパークはアメリカ合衆国の発祥地である。また、1980年代には世界初の海外ディズニーランドが日本に誕生し、パリ、香港、上海と次々と建設された。ユニバーサルパークにおいても、日本やシンガポールなどに建設された。世界のテーマパークやウォーターパークの入場者の8割はアメリカ企業によるテーマパークのもので、現在も人気を保有している。

### 世界遺産
アメリカ合衆国国内には、ユネスコの世界遺産リストに登録された文化遺産が9件、自然遺産が12件、複合遺産が1件存在する。

### 祝祭日
アメリカ合衆国の祝祭日は、州によって異なる。下記はもっとも一般的な祝祭日（合衆国法典第5編第6103条が定める連邦政府機関の休業日・連邦職員の休日）を記載したものである。日本における祝祭日と比べると、必ずしもすべての祝祭日が休日となるとは限らない傾向にある。
| 日付          | 日本語表記         | 現地語表記                                 | 備考 |
| ------------- | ------------------ | ------------------------------------------ | --- |
| 1月1日        | 元日               | New Year's Day                             | 新しい年の始まりを祝う日                                                                                                |
| 1月第3月曜日  | キング牧師記念日   | Martin Luther King, Jr. Day                | 公民権運動の指導者のマーティン・ルーサー・キング・ジュニアの誕生日（1月15日）                                           |
| 2月第3月曜日  | 大統領の誕生日     | President's Day                            | 昔の大統領、特にワシントンやリンカーンを称える日。公式名称は「ワシントンの誕生日 (Washington's Birthday)」（2月22日）。 |
| 5月最終月曜日 | 戦没将兵追悼記念日 | Memorial Day                               | 戦死した軍人を追悼する日。伝統的に夏の始まりを示す。                                                                    |
| 6月19日       | ジューンティーンス | Juneteenth National Independence Day       | 奴隷制の終焉を記念する日                                                                                                |
| 7月4日        | 独立記念日         | Independence Day 慣用：「the 4th of July」 | 連合13州による全会一致の宣言（通称アメリカ独立宣言）を採択した日                                                        |
| 9月第1月曜日  | レイバー・デー     | Labor Day                                  | 労働者の功績を称える日。伝統的に夏の終わりを示す。                                                                      |
| 10月第2月曜日 | コロンブス・デー   | Columbus Day                               | アメリカに「到達」したコロンブスを称える日。コロンブスがアメリカ大陸に到着した日（10月12日）にちなむ。                  |
| 11月11日      | 復員軍人の日       | Veterans Day                               | アメリカのために働いた軍人を称える日。第一次世界大戦を終結させた休戦条約の締結記念日（休戦記念日）。                    |
| 11月第4木曜日 | 感謝祭             | Thanksgiving Day                           | 秋の収穫に感謝する日。伝統的に休暇シーズンの冬始まりを示す。                                                            |
| 12月25日      | クリスマス         | Christmas                                  | 伝統的にイエス・キリストの誕生日とされている日。イエスの生誕を祝う日。冬期休暇の初日を祝う日でもある。                  |

上記の連邦祝日（federal holidays）以外に、大統領選挙翌年の1月に開かれる大統領就任式の日（1月20日、Inauguration Day）は、ワシントンD.C.とメリーランド州およびバージニア州の一部の郡の連邦政府職員のうち大統領就任式に関係しない者は、混雑（交通渋滞）を避けるために休日にするとされている。

### スポーツ

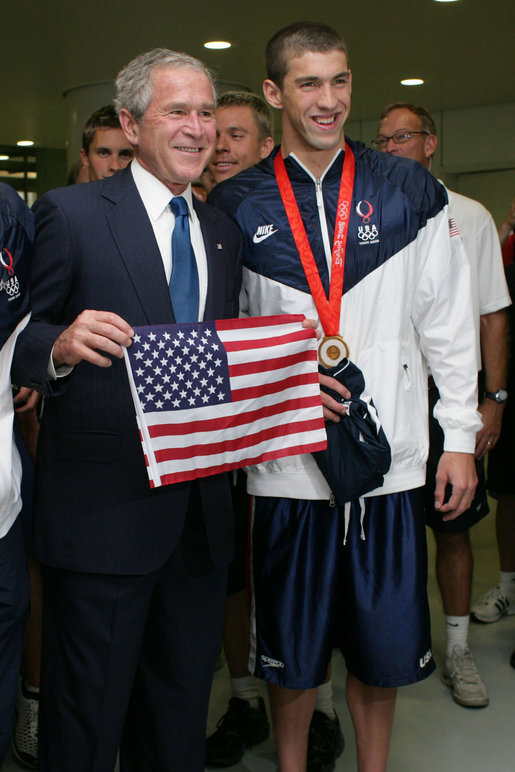
2008年10月10日、北京国家水泳センターにて、水泳のマイケル・フェルプス選手およびジョージ・W・ブッシュ大統領（当時）。フェルプス選手は史上最多のオリンピックメダル獲得数を有する

スポーツマンをアメリカ社会のメインストリーム（花形）と捉える国民性（ジョックも参照）もさることながら、多くの地域で学生スポーツにおいて季節ごとに行うスポーツを変えるシーズン制が定着していることなどから、国民がさまざまなスポーツに触れる機会が非常に多くなっており、「スポーツ大国」と表現されることも多い。
娯楽産業に占めるスポーツ観戦の割合が高いため、アメリカ国内発祥のスポーツが大衆的人気を得ているのが特徴である。アメリカンフットボール、バスケットボール、ベースボール、アイスホッケーは伝統的に北米4大スポーツと呼ばれており、これらのプロリーグは北米4大プロスポーツリーグと呼ばれている。ただ、サッカーの人気はアイスホッケーを上回っており、アイスホッケーではなく、サッカーを4大スポーツのひとつとする意見が近年では主流になっている。FIFAワールドカップはアメリカンフットボール以外のスポーツをテレビ視聴者数で上回るなど、大いに盛り上がる。
主要なプロリーグは観客動員・収益共に莫大な数字であり、2024年の世界のスポーツ選手の収入ランキングでは、トップ50人のうち、NBA選手が19人、NFL選手が11人、MLB選手が2人がランクインした。カレッジスポーツ（主にカレッジフットボールと、カレッジバスケットボール）もプロリーグに勝るとも劣らない人気がある。
アメリカンフットボール
アメリカで最も人気のあるスポーツである。歴史的に人気の高かった野球に取って代わり、“国技”、“国民的娯楽”という意見が主流を占めている。大手世論調査会社ギャラップが2023年に調査した結果によると、「最も観戦するのが好きなスポーツ」では1位はアメリカンフットボール(41%)であり、2位に野球(10%)、3位にバスケットボール(9%)、4位にサッカー(5%)が続いた。アメリカのシンクタンクであるピュー研究所が2024年に発表した調査によると、国民的娯楽の1位はアメリカンフットボール（53%）であり、2位の野球（27%）や3位のバスケットボール（8%）を大きく引き離している。
プロリーグであるNFLはアメリカで最も人気があるプロスポーツリーグであり、世界で最も収益の多いプロリーグでもある。2023年シーズンの1試合平均観客動員数は6万9000人を超えている。特にダラス・カウボーイズは1試合平均観客動員数が9万3000人を超えており、世界で最も資産価値の高いスポーツチームと算定されている。優勝決定戦であるスーパーボウルは200以上の国と地域でテレビ中継されており、アメリカでは毎年テレビ番組で年間最高視聴率を記録している。学生スポーツであるカレッジフットボールも人気が非常に高い。複数の名門チームはレギュラーシーズンの1試合平均観客動員数が10万人を超えている。ローズ・ボウルなど強豪チーム同士が対戦するボウル・ゲームでは、ワールドシリーズやNBAファイナルより全米視聴率が高いことがある。2012年のギャラップの世論調査によると、カレッジフットボールのファンと回答した者の割合は、プロ野球やプロバスケットボールを上回る。
バスケットボール
プロリーグであるNBAは、1980年代にマジック・ジョンソンやラリー・バードなどの活躍もあり、その後のマイケル・ジョーダンの時代に人気に火がついた。1990年代にはシャキール・オニール、コービー・ブライアント、アレン・アイバーソンがNBA入りしジョーダン引退後の新たな時代を予感させた。2000年代には、レブロン・ジェームズがNBA入りしキングことレブロンの時代が始まった。レブロンは2025年には41歳となるため、次のスター出現が期待されている。また、レブロンの息子ブロニー・ジェームズが高校バスケで奮闘中である。2010年代以降、アメリカンフットボールに次いで人気がある。3月から開催されるNCAA男子バスケットボールトーナメントは、いわゆる「3月の狂乱」（March Madness）と呼ばれている。
野球
伝統的に国民的娯楽と称されており、1970年ごろにアメリカンフットボールに一番人気スポーツの座を譲ったものの、バスケットボールと共に未だに高い人気を得ている競技である。プロリーグとして最上位に位置するメジャーリーグベースボール（MLB）は、レギュラーシーズンの観客動員数が約7,500万人である。
サッカー
2017年のギャラップやワシントン・ポストの世論調査によると、アメリカンフットボール、バスケットボール、野球に次いで、4番目に人気のあるスポーツである。若年層や中年層の間ではすでに野球を超えており、2018年1月8日にスポーツコラムニストのフィリップ・ボンディは「サッカーが近い将来に3番目の人気スポーツになる」とした。競技人口は2,400万人を超えており、中国に次いで世界で2番目に多い国である。1994年にFIFAワールドカップを開催しており、大会史上最高の観客動員数を記録した。
1996年にプロリーグであるメジャーリーグサッカー（MLS）が創設され、当初10クラブで発足したが2025年には30クラブにまで規模を拡大している。FIFAワールドカップは、アメリカ戦のテレビ視聴者数はワールドシリーズやNBAファイナルを大幅に上回ることもある。女子アメリカ代表はFIFA女子ワールドカップで史上最多4回の優勝、オリンピックで金メダルを史上最多4回獲得しており、ともに世界最多である。また2026年にはカナダ、メキシコとともに2026 FIFAワールドカップの共同開催国となる。
アイスホッケー
プロリーグであるNHLは、カナダやアメリカの一部の州では人気が高いものの、全米規模でほかのメジャー競技と比較した場合、人気の面で大きく劣るのが現状である。NHLの選手に占めるアメリカ人の割合は2割程度と非常に低く、カナダ人や欧州出身者が大半を占める。リーグ優勝決定戦であるスタンレー・カップ・ファイナルの視聴率も2023年には最高1％台に留まっており、モータースポーツのNASCARやゴルフ、テニスの大会より低い水準である。
クリケット
クリケットは1709年の英領アメリカ時代から言及が始まり、300年以上の歴史がある。19世紀半ばには最大1000のクリケットクラブがアメリカに存在し、南北戦争以前は最も人気のあるスポーツだった。1844年に史上初のクリケットの国際試合として、アメリカ対カナダの試合がニューヨークで開催された。19世紀後半から後発の野球やアメリカンフットボールなどが普及し始め、徐々に人気が低迷した。21世紀は人気が回復傾向にあり、プロリーグのメジャーリーグクリケット（MLC）が2023年に開始された。2024年にはICC T20ワールドカップがアメリカで開催予定であり、2028年ロサンゼルスオリンピックではクリケットが実施されることが決定している。
オリンピック
アメリカでは過去8回（夏季4回：1904年セントルイス五輪、1932年ロサンゼルス五輪、1984年ロサンゼルス五輪、1996年アトランタ五輪、冬季4回：1932年レークプラシッド五輪、1960年スコーバレー五輪、1980年レークプラシッド五輪、2002年ソルトレーク五輪）のオリンピックが開催され、将来2回（夏季1回：2028年ロサンゼルス五輪、冬季1回：2034年ソルトレークシティー・ユタ五輪）の開催が予定されている。アメリカはオリンピックの開催回数が世界最多となっている。
アメリカがオリンピックにおいて、最も多くのメダルを獲得した夏季オリンピックは1904年セントルイス大会の244個で、冬季オリンピックは2010年バンクーバー大会の37個である。また、最も多くのメダルを獲得した夏季競技は陸上競技の827個、冬季競技はスピードスケートの68個となっている。また、アメリカは冬季大会では第1回のシャモニー大会から、2022年現在まで22大会連続で金メダルを獲得している。特に射撃競技では唯一メダルの合計が3桁で、2位以下を大きく引き離している強豪国でもある。
その他の競技
モータースポーツ（NASCARやインディカー）、ゴルフ、テニスなどの人気が高い。ラグビーはプロリーグのメジャーリーグラグビー（MLR）が創設された。競馬も非常に盛んで、特にケンタッキーダービーやブリーダーズカップ（BC）が有名である。また、ハワイ州と西海岸を中心にサーフィンも一定の人気がある。

## 象徴
アメリカ合衆国を代表する象徴には以下がある。また、観念としての象徴には『忠誠の誓い』と呼ばれる宣誓文書があり、米国市民として登録しているすべての移民が署名していて、市民と認可される条件の一部に「必ず署名しなければならない」と定められるほど必要不可欠なものとなっている

### 国花
アメリカ合衆国はバラとセイヨウオダマキを自国の国花に指定している。だが、後者は各州の州花が重視される傾向である為、殆ど認知されていないのが現状である。

### 国果
同国の国果はブルーベリーとなっている。

### 国樹
同国はオークを国樹と定めている。

### 国獣
国獣はアメリカバイソンである 。

### 国鳥
国鳥にはハクトウワシが定められている。

### 国石
国石はサファイアである。ただし、この石自体は同国を産地としている訳でなく、かたや起源となるものも特定されておらず、現在も諸説紛紛として真偽が掴めない侭となっている。

### ナショナルカラー
アメリカ合衆国は自国旗の配色として用いる赤、白、青を正式なナショナルカラーと定めている。また、同国ではそれぞれの州における象徴色が別個で制定されている特徴点がある。
海外領土・自治領
北マリアナ諸島・アメリカ領サモア・プエルトリコ・アメリカ領ヴァージン諸島・グアム・ミッドウェー島・ベーカー島など
詳しくはこちら